# Liste der Baudenkmäler in Karlstadt
Auf dieser Seite sind die Baudenkmäler in der unterfränkischen Stadt Karlstadt zusammengestellt. Diese Tabelle ist eine Teilliste der Liste der Baudenkmäler in Bayern. Grundlage ist die Bayerische Denkmalliste, die auf Basis des Bayerischen Denkmalschutzgesetzes vom 1. Oktober 1973 erstmals erstellt wurde und seither durch das Bayerische Landesamt für Denkmalpflege geführt wird. Die folgenden Angaben ersetzen nicht die rechtsverbindliche Auskunft der Denkmalschutzbehörde.

## Ensembles

### Ensemble Altstadt Karlstadt
Das Ensemble (Lage) umfasst das gesamte Gebiet der Altstadt innerhalb der Stadtmauer.
Die heutige Kreisstadt des Landkreises Main-Spessart liegt am östlichen Mainufer, etwa 24 km flussaufwärts von Würzburg. Bereits in fränkischer Zeit war diese Gegend besiedelt, das Dorf Karlburg und die gleichnamige Ruine zeugen hiervon. Die Stadt wurde gegenüber dem befestigten Burgsitz Karlburg am rechten Flussufer unter Bischof Konrad von Querfurt († 1202) zwischen 1198 und 1202 gegründet. Diese planmäßige Neugründung fällt in eine Zeit, in der Stadtgründungen einen besonderen Aufschwung nahmen, da sie der Festigung der Territorialpolitik der Landesherren dienten. Karlstadt ist so Zeugnis bewusster Städtepolitik der aufstrebenden bischöflichen Landesherren; das Bistum Würzburg erkannte früh die Wichtigkeit der Stadt an seiner damaligen nordwestlichen Grenze als militärischer Stützpunkt, als Verwaltungszentrum und als Handelsstadt. Aus diesem Grund gewährt Bischof Otto I. von Lobdeburg (1207–1223) den Karlstädtern Bürgerfreiheit, verbunden mit dem Recht zur Ausübung eines eigenen Stadtgerichtes und Verwaltungswesens und mit der Auflage, innerhalb von sechs Jahren die Stadt mit einer Mauer zu befestigen. Die Stadtbefestigung entstand im Wesentlichen in zwei Etappen: 1304 als vollendet erwähnt, wird sie zwischen 1544 und 1558 unter Fürstbischof Melchior Zobel von Giebelstadt erweitert. Erhalten haben sich große Teile der Stadtmauer mit Wehrtürmen, das Maintor gegen das Flussufer, das Obere Tor mit dem stattlichen Torturm und Vorwerk. Das ehemalige dritte Tor am nördlichen Ende der Hauptstraße ist den Ausdehnungsbestrebungen der Stadt im 19. Jahrhundert zum Opfer gefallen. Bis heute lässt der Stadtgrundriss sofort die planmäßige Anlage erkennen: etwa ein Rechteck mit abgerundeten Ecken, in der rasterartig ein Straßennetz eingefügt ist. Nach einem damals häufig angewandten Schema wird der Marktplatz in rechteckiger Form westlich an die Hauptstraße, die das Rückgrat des Systems bildet, angefügt. Der Platz markiert das Zentrum, von dem aus die Stadt erschlossen wird. Hier münden die Maingasse und Alte Bahnhofstraße, die rechtwinklig zur Hauptstraße verlaufend mit dieser ein Straßenkreuz bilden, das die Stadt in vier Viertel teilt: Hohenecker-, Rotensteiger-, Mühlturm- und Rotenturmer-Viertel.
Mit zwei Plätzen sind Freiräume in dem streng durchgehaltenen Rastersystem geschaffen: der Marktplatz, der geprägt wird von Monumentalbauten, vor allem dem Treppengiebelbau mit Freitreppe des Rathauses, das sinnfällig in der Mitte der Stadt steht, und der Kirchplatz, der sich um die in charakteristischer Weise abseits liegende romanisch-gotische Stadtpfarrkirche (in der östlichen Stadthälfte) erstreckt.
Die Grundlage für die wirtschaftliche Entwicklung Karlstadts bildet das agrarwirtschaftlich orientierte Hinterland, das auf handwerkliche Dienstleistungen angewiesen war und der Weinbau, der 1244 erstmals erwähnt wird. Hinzu kommt die durch die Lage am Main bestimmte Funktion als Handelsplatz. Allein die Namensgebung der Straßen lässt Schlüsse zu auf die ehemalige ökonomische und damit soziale Struktur der Bevölkerung und deren Niederschlag in den verschiedenen Formen des Wohnbaus. So kann man annehmen, dass in den beiden Vierteln westlich der Hauptstraße gegen den Main zu die Handwerker und Gewerbetreibenden angesiedelt waren (Schustergasse, Färbergasse, Gerbergasse, Fischergasse). Unterstützt wird diese Vermutung durch die erhaltene Bausubstanz: meist kleine, ein- bis zweigeschossige Fachwerkgiebelhäuser, vielfach mit Werkstatt- und Lagerräumen im Erdgeschoss. Südöstlich der Hauptstraße befinden sich neben Kleinbürgerhäusern ehemaligen Bauern- und Häckerhöfe, teils stattliche Giebelhäuser mit hohen, rundbogigen Toreinfahrten, mittlerweile verputztem Fachwerk und weit vorkragenden Geschossen. Entlang der Hauptstraße und um Rathaus und Pfarrkirche gruppieren sich die Wohnhäuser der wohlhabenden Bürgerschicht, zwei- bis dreigeschossige Fachwerkgiebelbauten des 16./17. Jahrhunderts mit oft auf Konsolsteinen vorkragenden Geschossen und reichem Zierfachwerk. In der Barockzeit wurde das Fachwerk häufig unter Putz gelegt, die Fenster mit geohrten Rahmungen aus Holz oder Stein versehen, den Giebeldächern wird meist ein Schopfwalm aufgesetzt.  Trotz  Einbußen zeigt sich das Ensemble als ein historisches Stadtbild von großer Einheitlichkeit, geprägt von Fachwerkbauten vorwiegend des 16.–18. Jahrhunderts. Umgrenzung: Verlauf der äußeren Stadtmauer - Mainkai. Aktennummer: E-6-77-148-1.

### Ensemble Ortskern Mühlbach
Das Ensemble (Lage) umfasst den Bereich der Dorfstraße, der im Süden bei der Gabelung der Straßen nach Stadelhofen und Laudenbach beginnt und im Norden bei der Abzweigung der Straße zur Mainbrücke (eine erste Brücke wurde 1880 errichtet) endet. Durch Blickbeziehung ist auch die über dem Nordende der Straße aufragende Karlsburg zugehörig, die dem Ensemble einen wichtigen Bezugspunkt gibt. Mühlbach, ein 1286 erstmals urkundlich erwähntes Zeilendorf, liegt am linken Mainufer gegenüber Karlstadt und am Fuße der Karlsburg. Das ehem. würzburgische Pfarrdorf war durch seine Nähe zu Karlstadt geprägt; die Einwohner hatten das Bürgerrecht von Karlstadt.  Charakteristisch für das Ensemble sind zumeist zweigeschossige Giebel- und Traufseithäuser  des 16.–19. Jh., die den Straßenzug beidseitig säumen. Die freigelegten Fachwerkbauten prägen vornehmlich das Straßenbild. Aktennummer: E-6-77-148-2.

### Ensemble Ortskern Stetten
Das Ensemble (Lage) umfasst die Werntalstraße im Ortskern von Stetten, eine der ältesten Siedlungen des Werngaus, 788 erwähnt und im 16. Jahrhundert als reiches Weindorf berühmt, zeigt im Hauptteil der Werntalstraße, zwischen der Abknickung bei der Eußenheimer Straße und der Abknickung um die Pfarrkirche, das Bild eines stattlichen fränkischen Straßendorfs. Hier reihen sich Bauern- und Winzerhöfe des 16.–19. Jahrhunderts. Die meist zweigeschossigen Giebelhäuser zeigen vielfach Fachwerk und Schopfwalmdächer und sind durch Hoftore, entweder rundbogig in Sandstein oder als Holzkonstruktionen mit Satteldach, untereinander verbunden. Prozessionsaltäre und Hausfiguren schaffen skulpturale Akzente. Aktennummer: E-6-77-148-3.

## Stadtbefestigung Karlstadt
Die innere Stadtmauer wurde auf ungefähr rechteckigem Grundriss errichtet. Der Baubeginn erfolgte im 1. Viertel des 13. Jahrhunderts. Als Vollendungsjahr wurde 1306 erwähnt. Der Ausbau erfolgte im 14.–17. Jahrhundert. In größeren Abschnitten hat sich die Bruchsteinmauer mit drei Türmen sowie Resten von Türmen und Mauerreitern erhalten. Im 19. Jahrhundert fand ein Teilabbruch und Errichtung von Mauerpfeilern an Stelle des ehemaligen Unteren Tores statt. An der Ostseite sind Reste der parallel zur inneren Stadtmauer verlaufenden Graben- oder Zwingermauer von 1544–1558 erhalten. Aktennummer: D-6-77-148-3.
Beginnend am Oberen Tor sind folgende Objekte im Uhrzeigersinn bis zur Hauptstraße in Norden vorhanden:
- Hauptstraße 75 (Lage): Stadttor, Oberes Tor, auch Katzenturm, Zeltdach, Putzmauerwerk mit Wandmalerei und farbig gefassten Sandsteinrahmungen sowie vermauertem Sandsteinrelief 'Kreuzigungsgruppe', spitzbogige Tordurchfahrt mit seitlichen Sandsteinklauen für die Führung des ehemaligen Falltores, gotisch, 1. Hälfte 15. Jahrhundert, neugotischer eingeschossiger Anbau mit spitzbogigem Durchgang und Zinnenbekrönung Ende 19. Jahrhundert (Aktennummer D-6-77-148-78)
- Hauptstraße 75 (Lage): Vortor, zweigeschossiger Mansardwalmdachbau mit seitlich verschobener spitz- bzw. flachbogiger Tordurchfahrt und bewohnbarem Obergeschoss, Putzmauerwerk mit Sandsteinrahmungen, bezeichnet 1549, Umbau 18. Jahrhundert (Aktennummer D-6-77-148-78)
- Nordseite der Brückenstraße (gerade Nummern), zwischen Mühlturm und Nr. 2 (Lage): Mauerzug der Stadtmauer, 13./14. Jahrhundert
- Brückenstraße 16 (Lage): Mühlturm, Brückenturm, südwestlicher runder Eckturm mit Zeltdach, 13.–15. Jh., neugotischer Ausbau, 2. Hälfte 19. Jahrhundert
- Entlang des Mainkais vom Mühlenturm (Lage) bis zum Roten Turm (Lage): Mauerzug der Stadtmauer, 13./14. Jahrhundert
- Maingasse (Lage): Stadttor, sogenannte Maintor, Mauertor mit Rundbogen und Hochwassermarken sowie seitlichem Rundturm mit vorkragendem Obergeschoss und Spitzhelm, bezeichnet 1567, vermauerte mittelalterliche Blidenkugel
- Untere Stadtmauer (Lage): Roter Turm, schlanker nordwestlicher Eckturm mit Kanten aus Buckelquadern und Spitzhelm, 13.–16. Jahrhundert

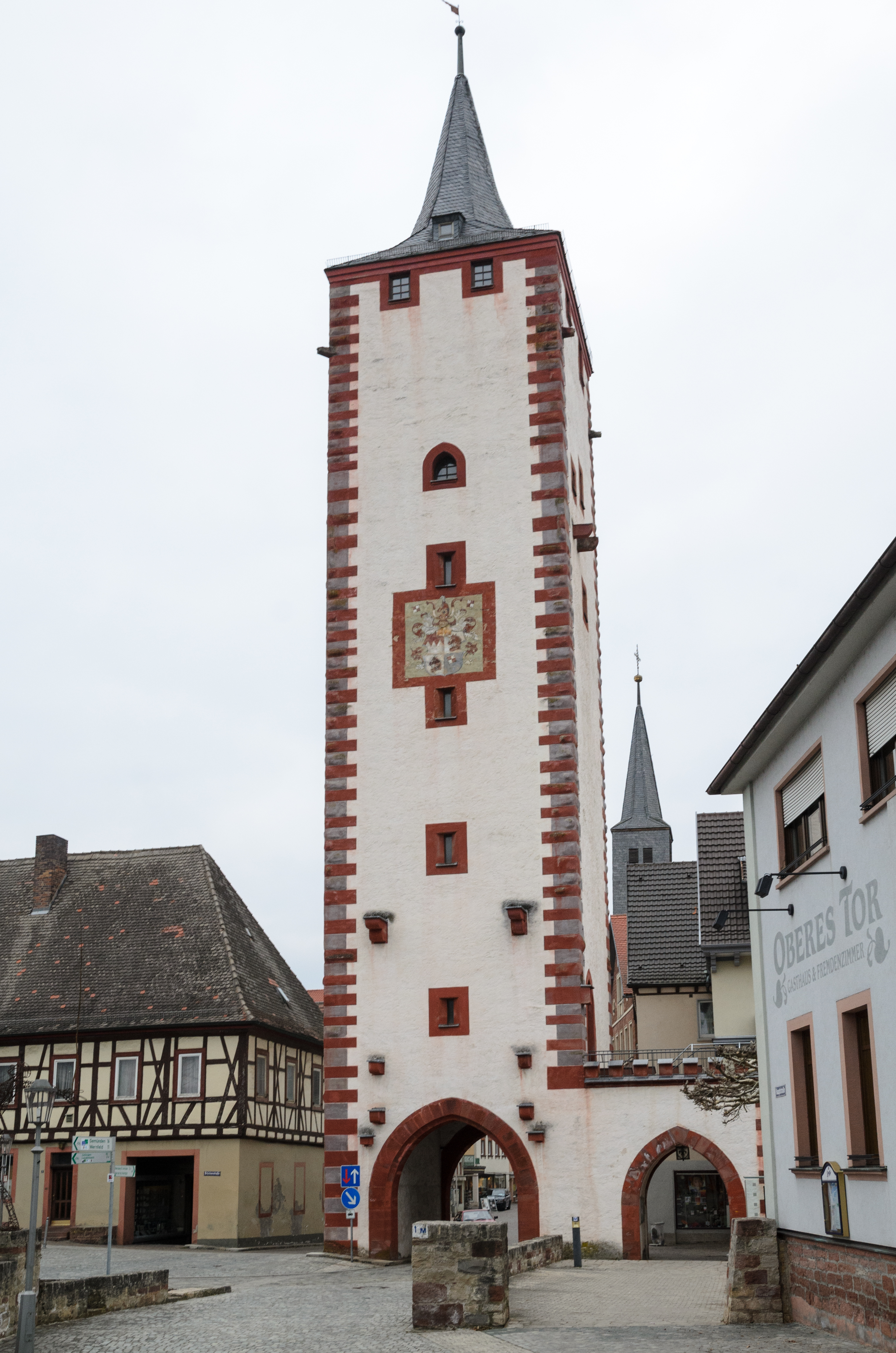
Torturm des Oberen Tors weitere Bilder
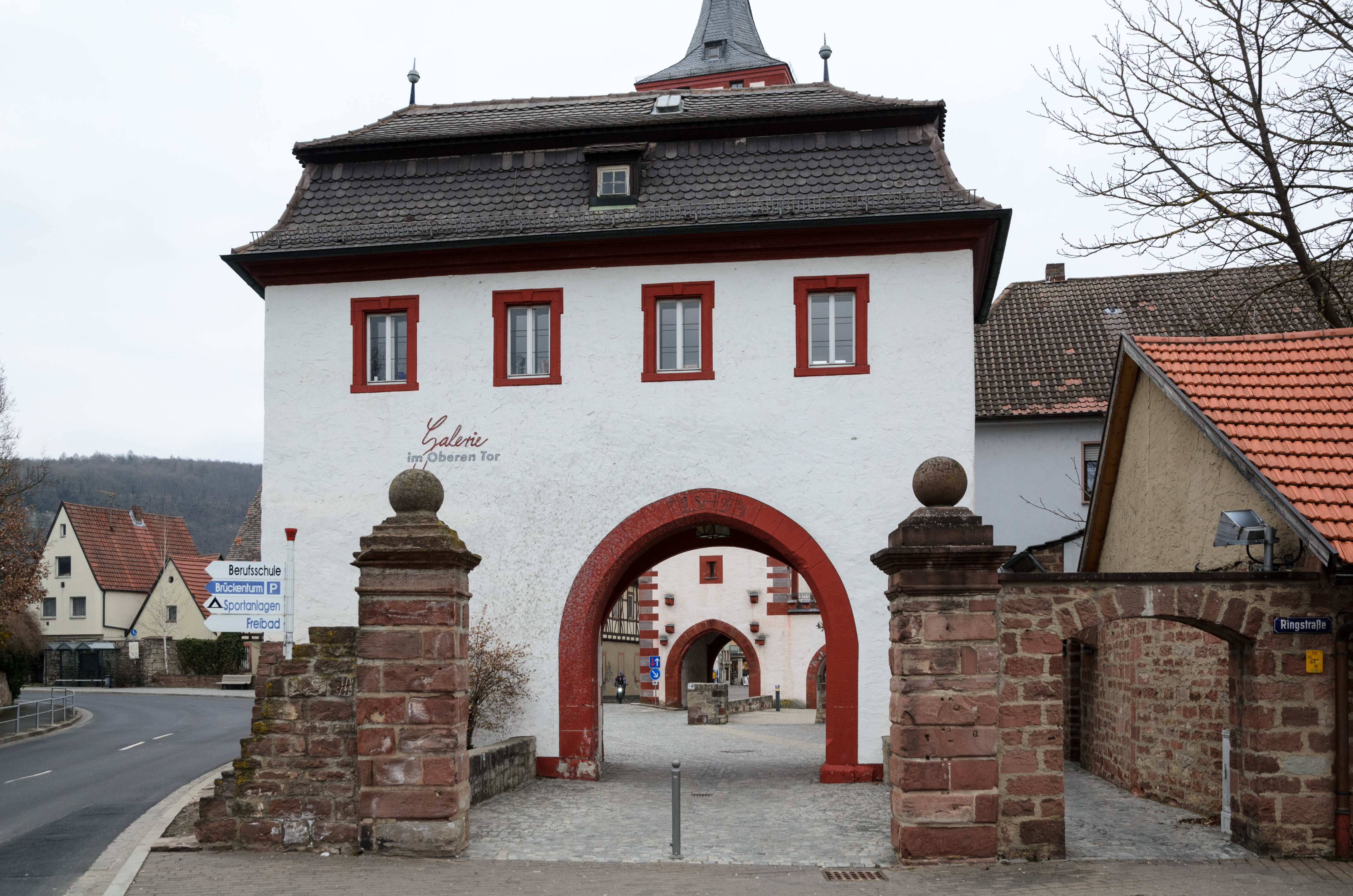
Vortor des Oberen Tors weitere Bilder
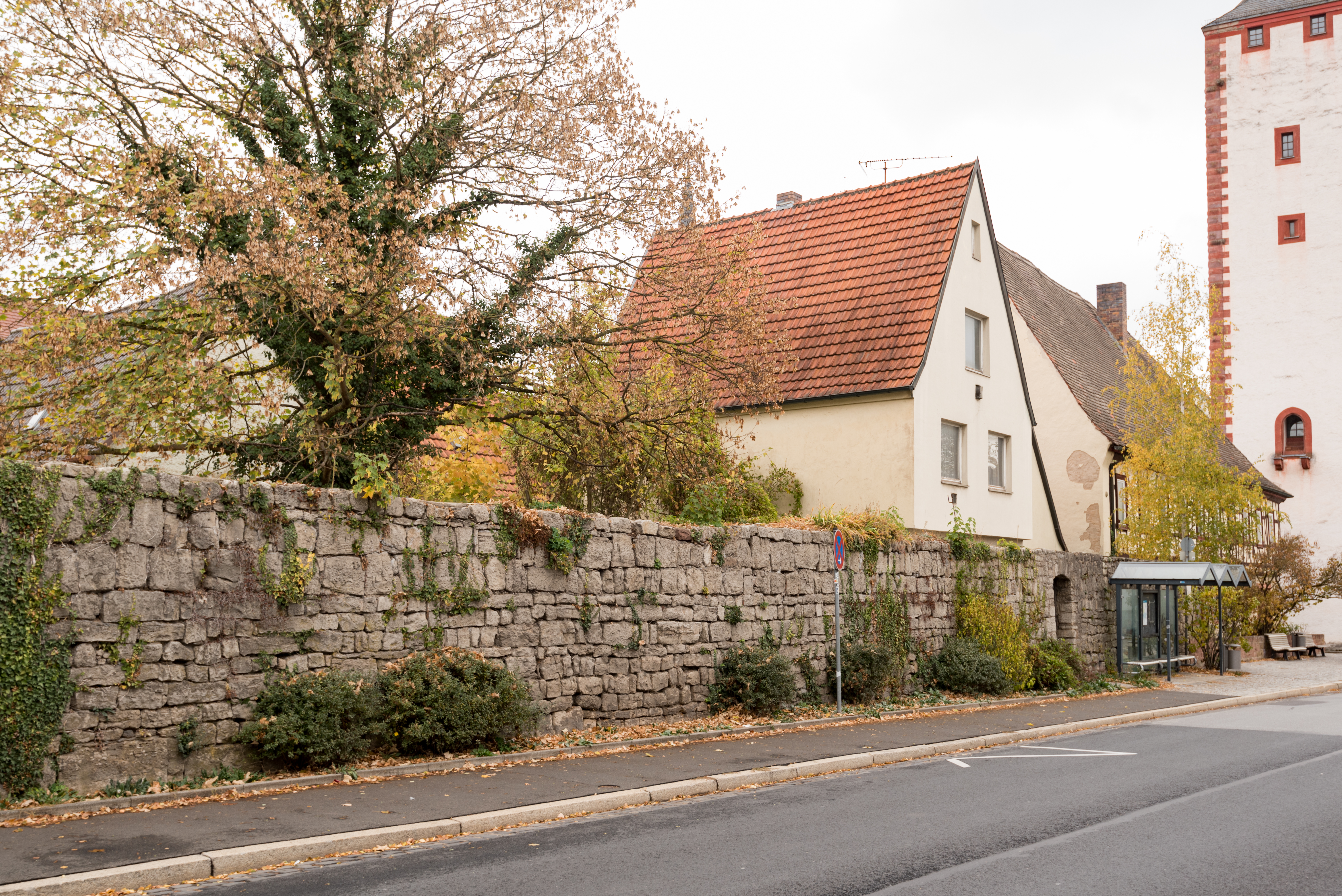
Stadtmauer entlang der Brückenstraße weitere Bilder
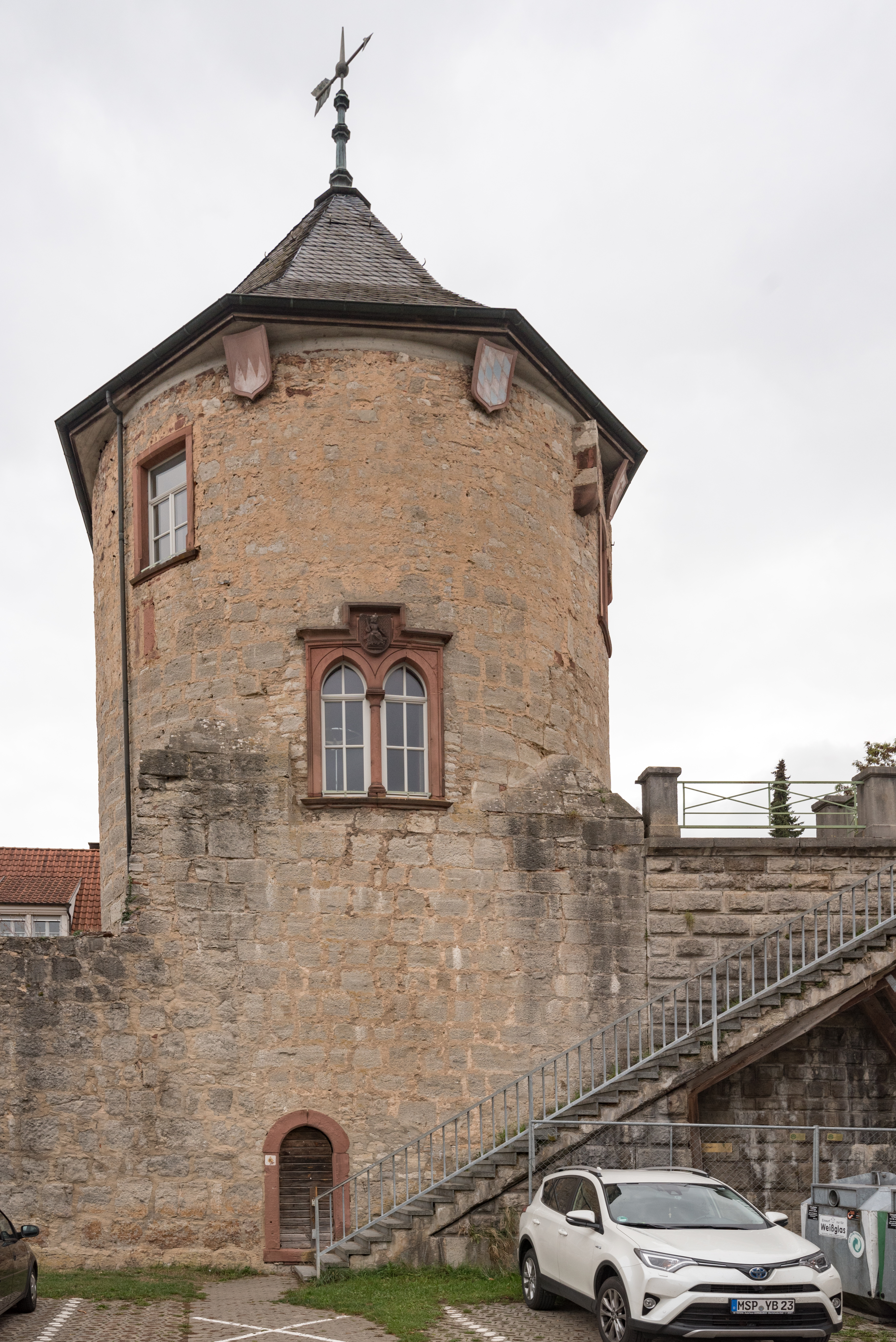
Mühlturm weitere Bilder
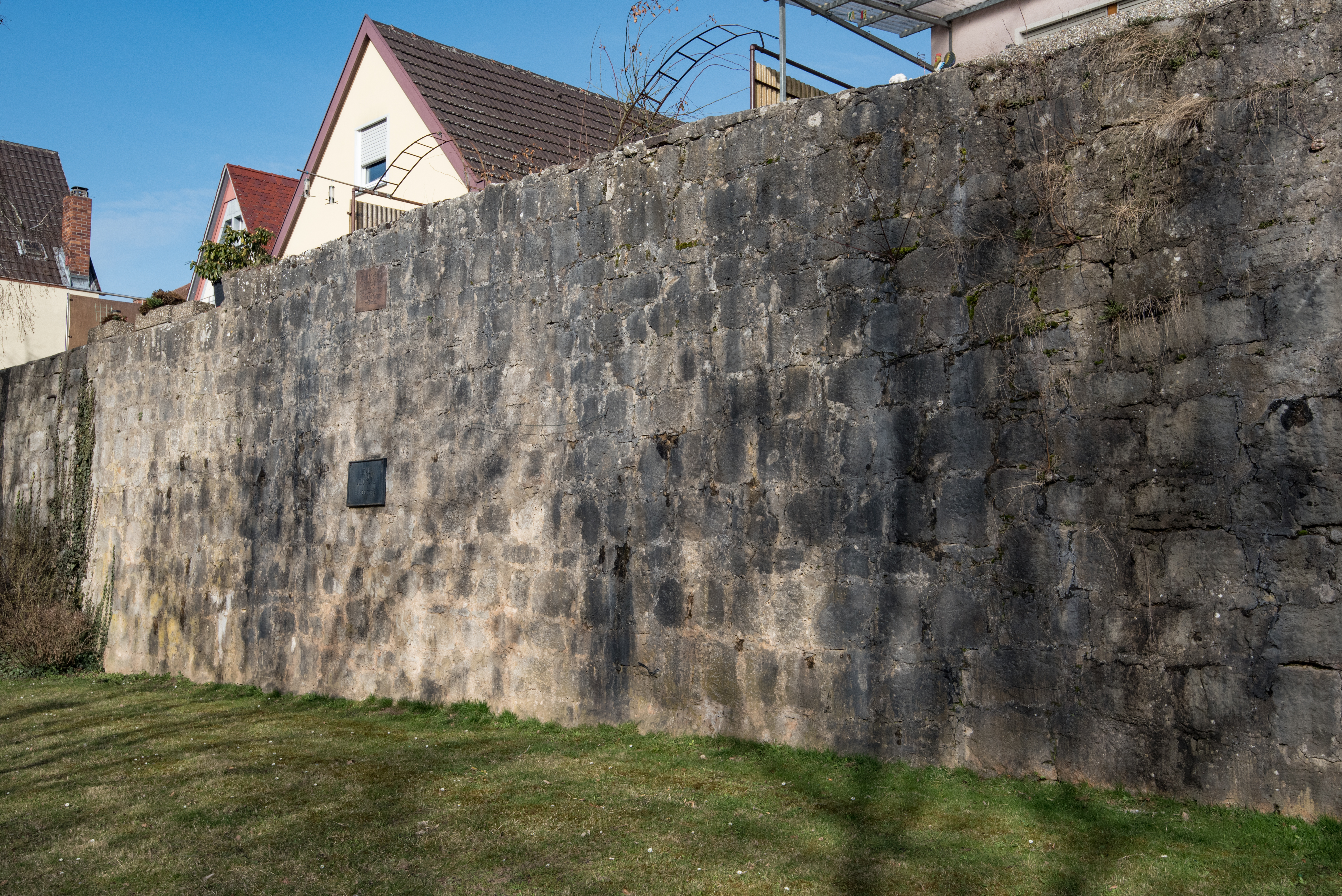
Stadtmauer bei Fischergasse 28, 30 weitere Bilder
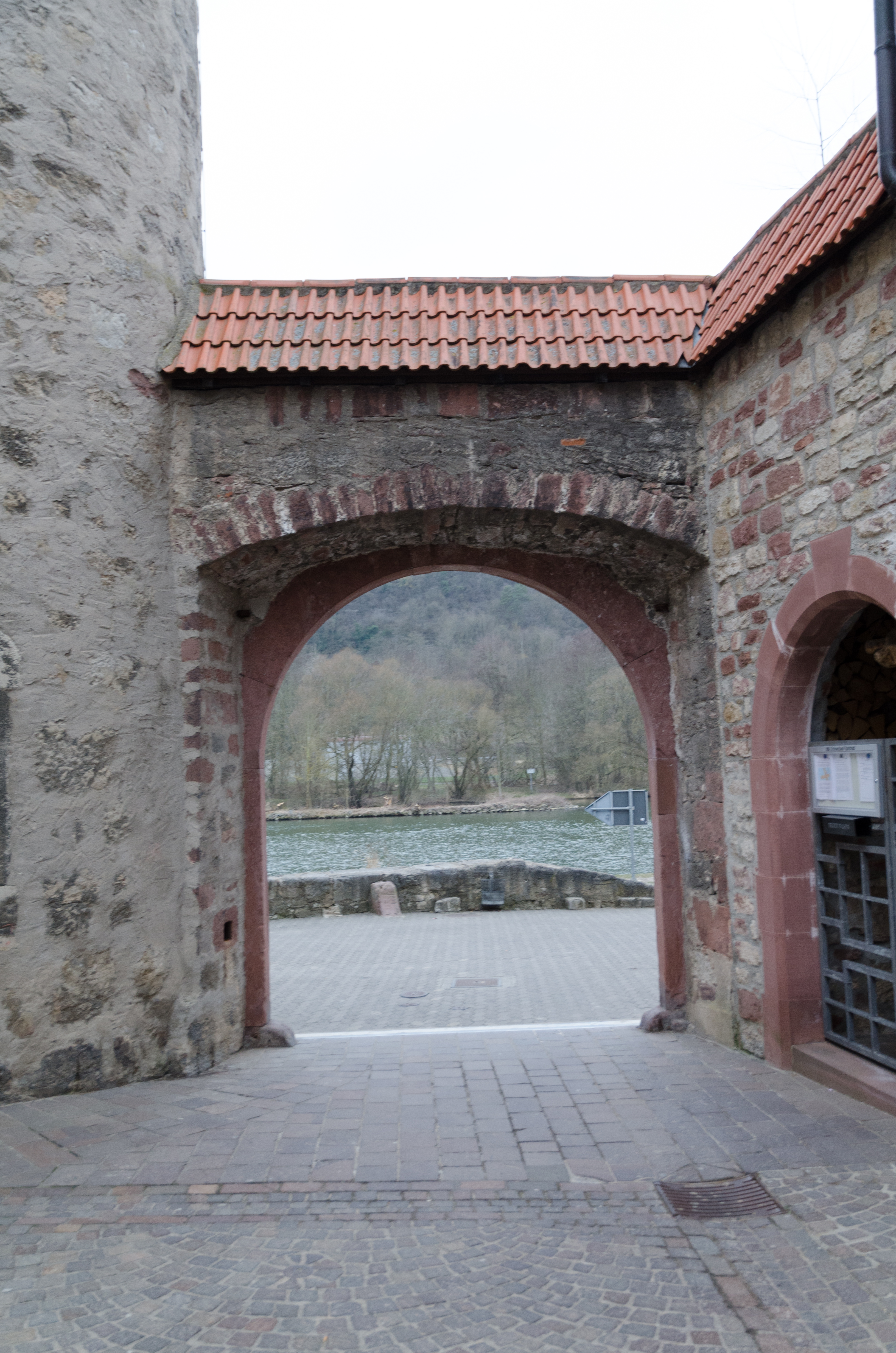
Maintor, Stadtseite weitere Bilder
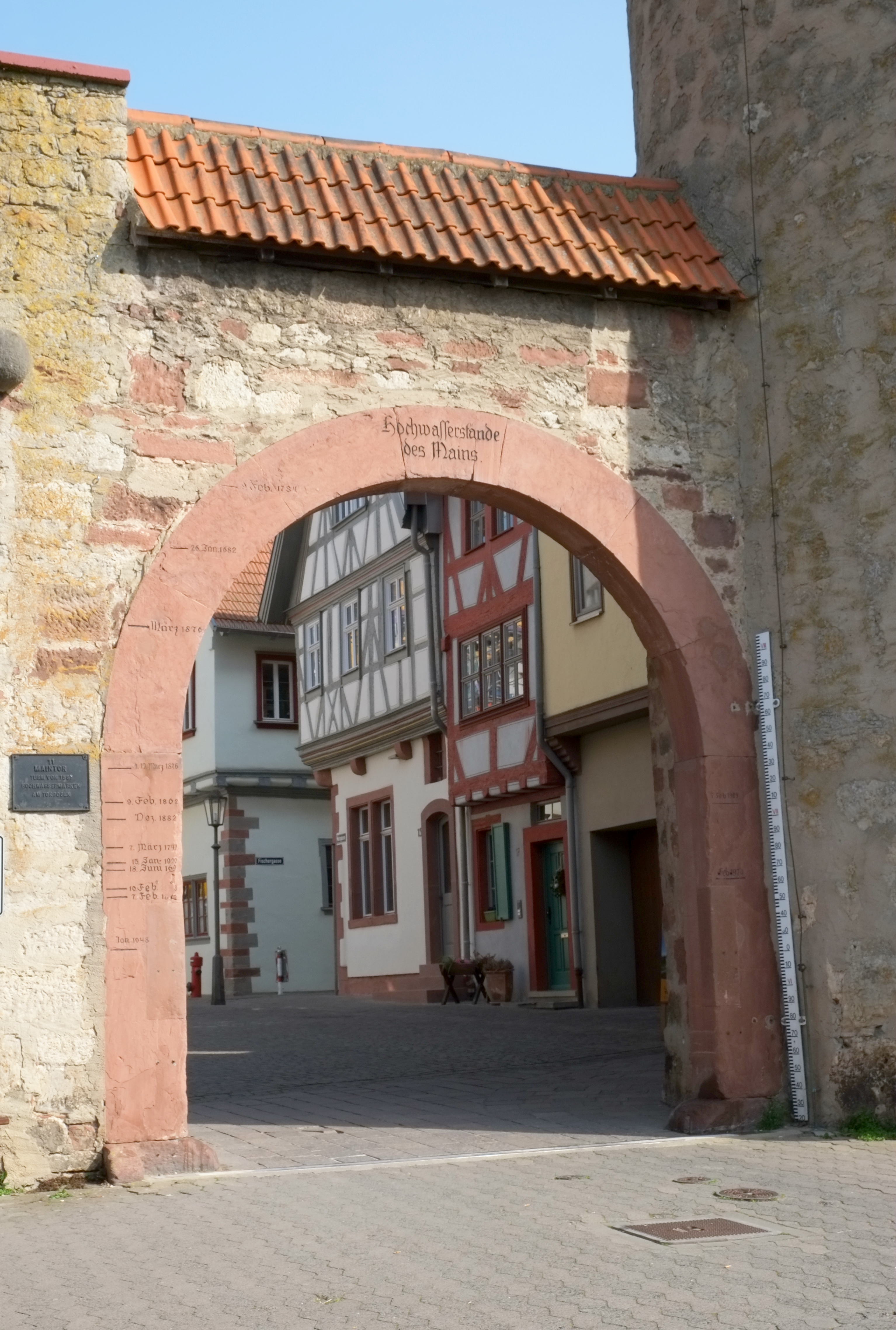
Maintor, Feldseite weitere Bilder
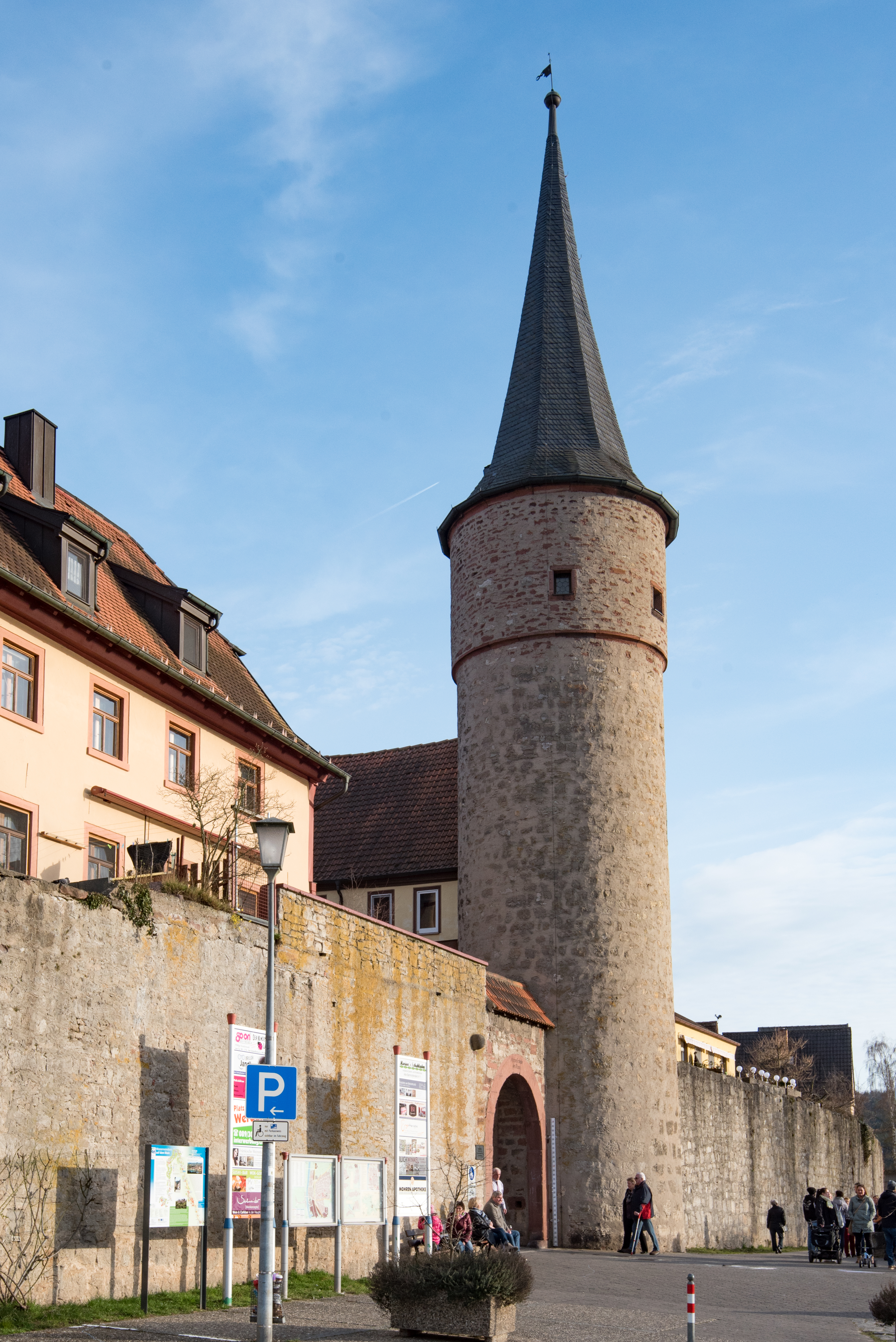
Turm am Maintor weitere Bilder
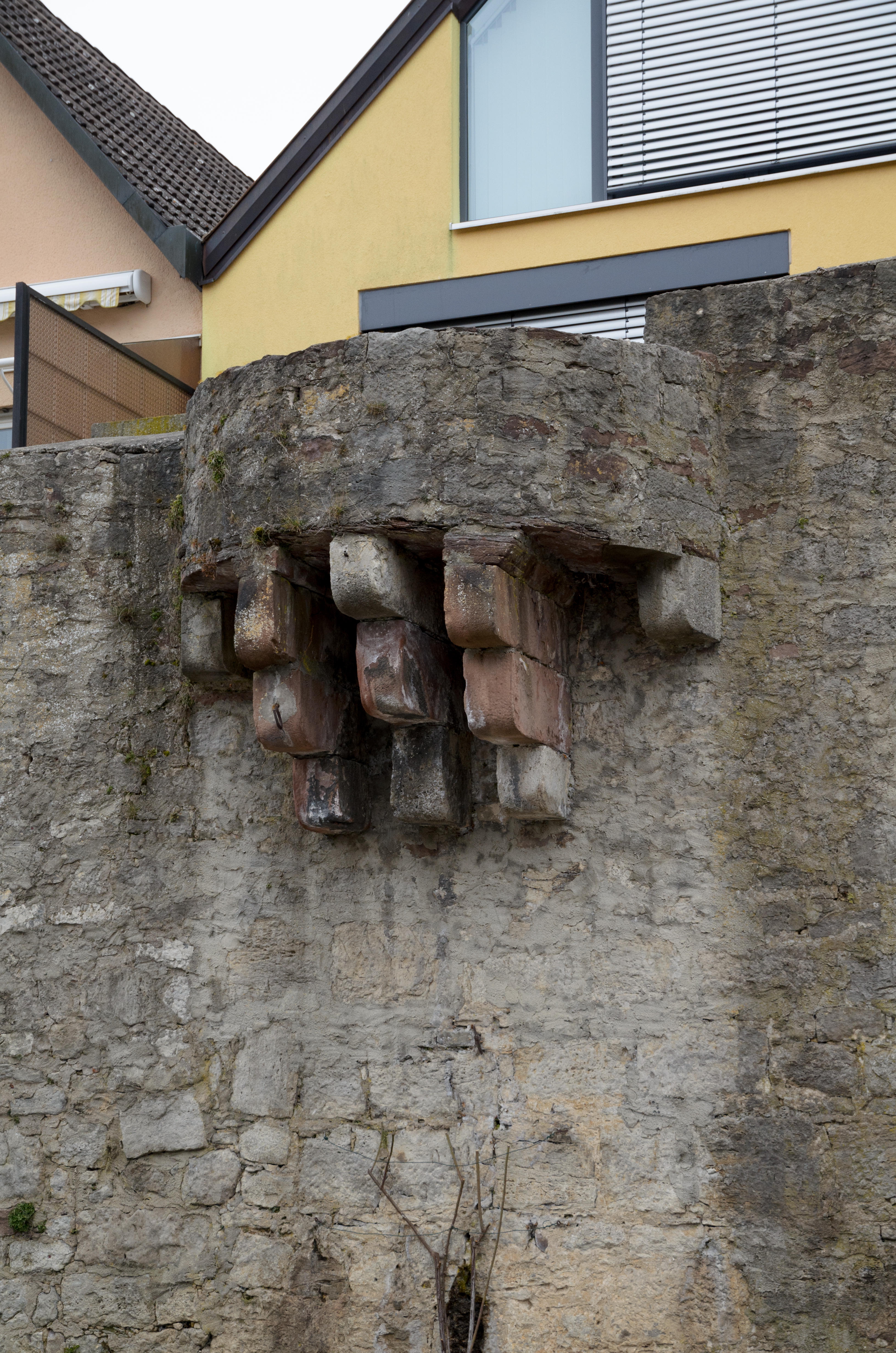
Stadtmauer nördlich des Maintors weitere Bilder
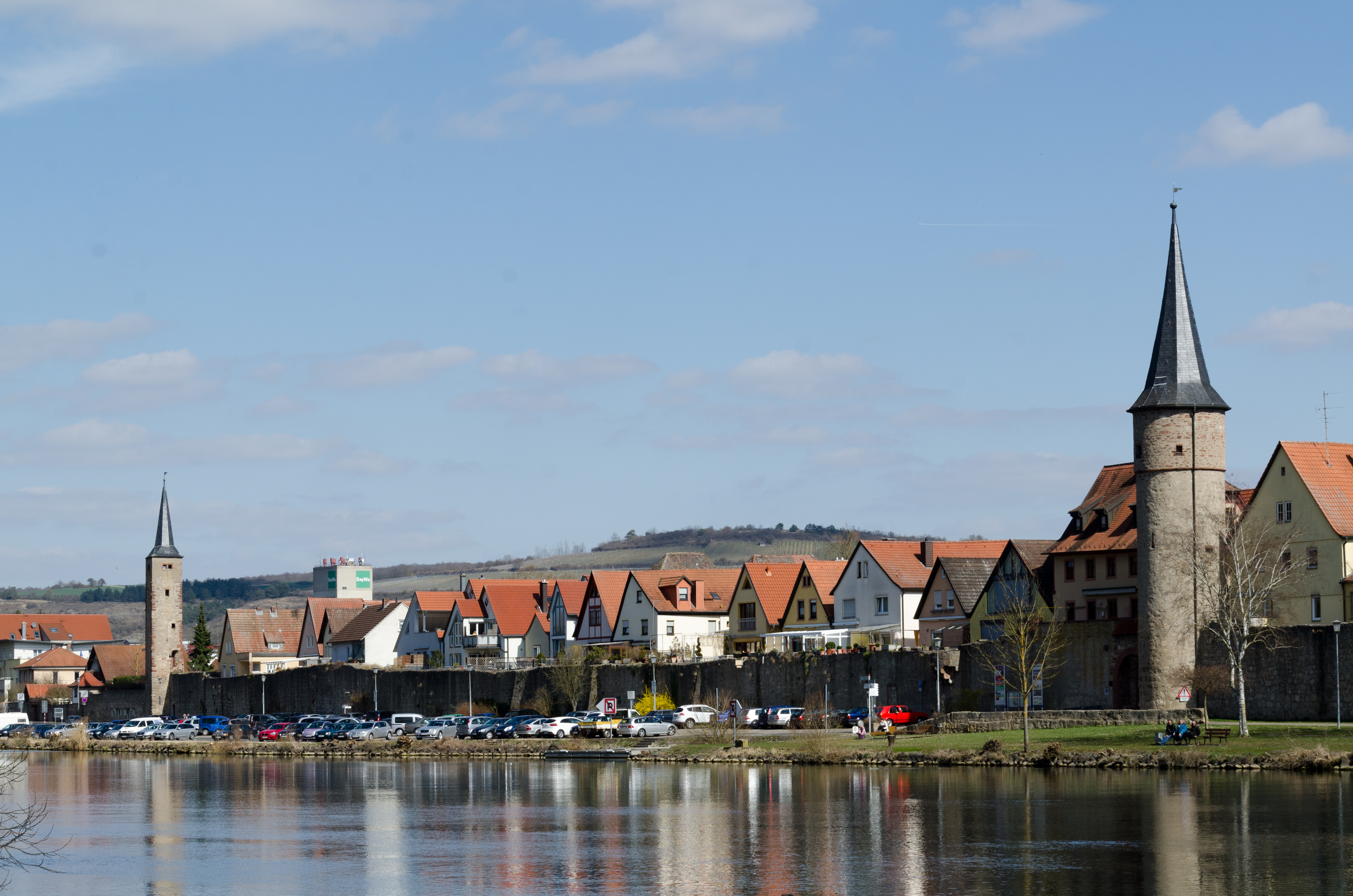
Stadtbefestigung Mainseite weitere Bilder
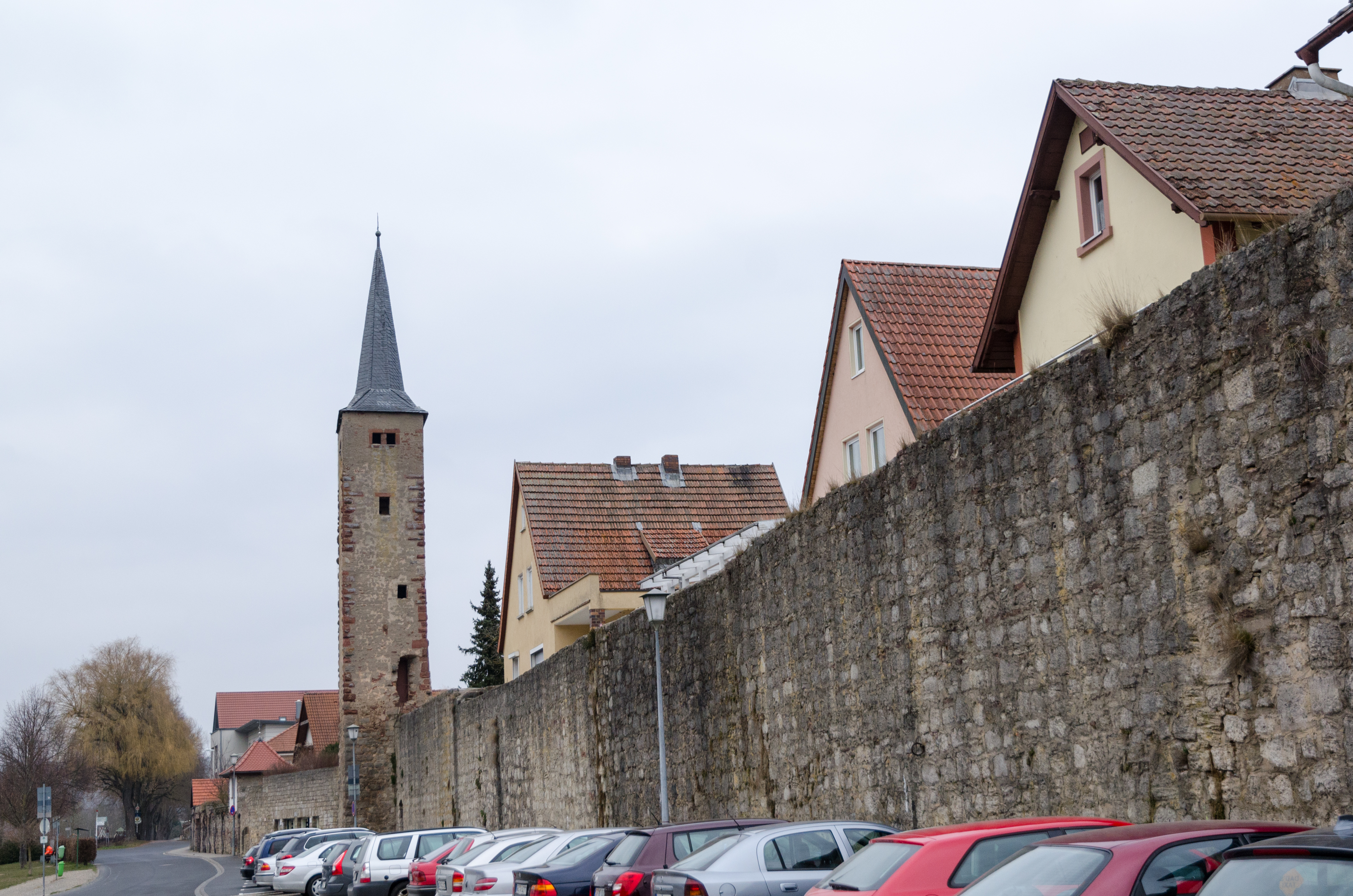
Stadtmauer nördlich des Maintors weitere Bilder
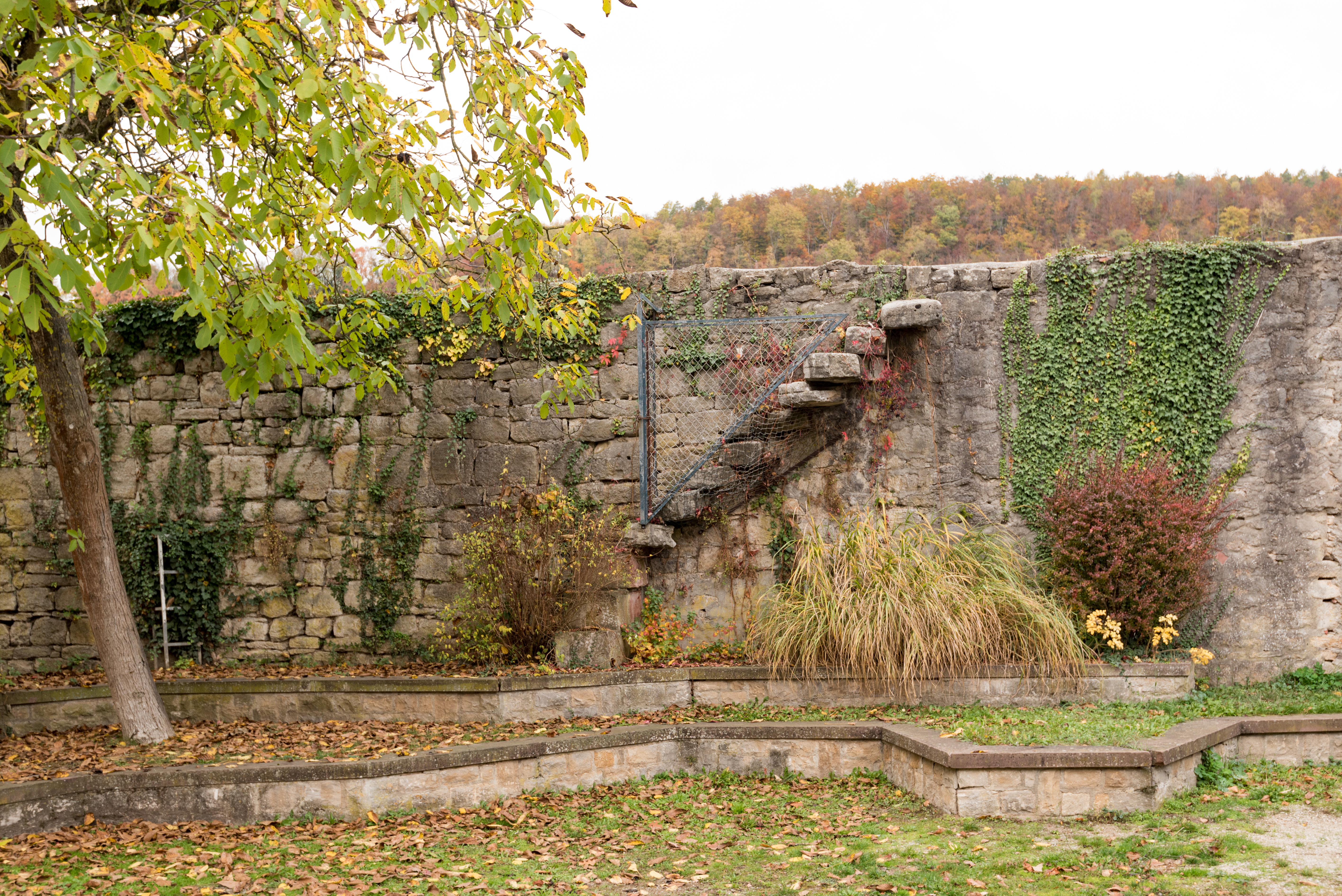
Stadtmauer beim Hofreithgärtlein weitere Bilder
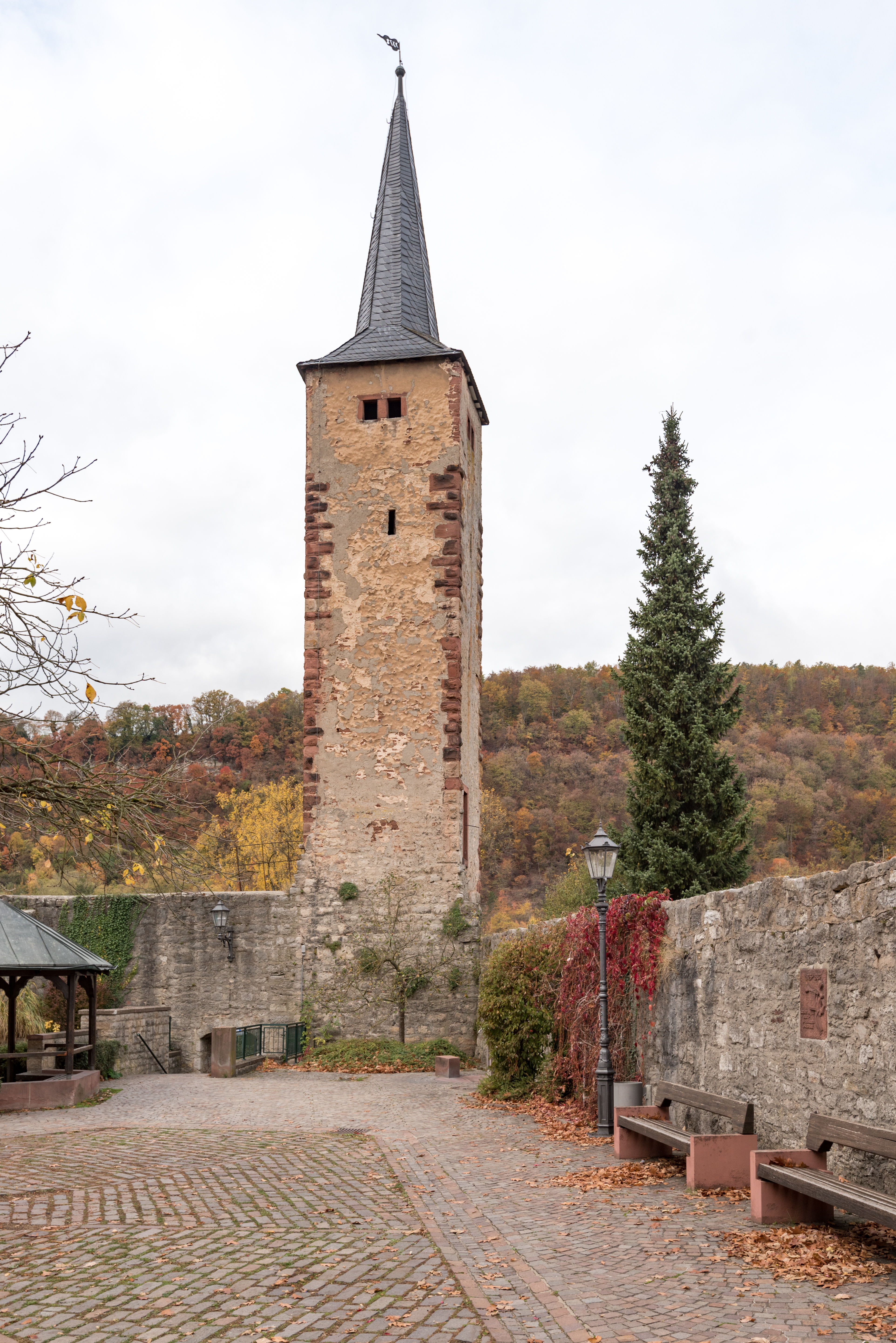
Roter Turm von Osten weitere Bilder
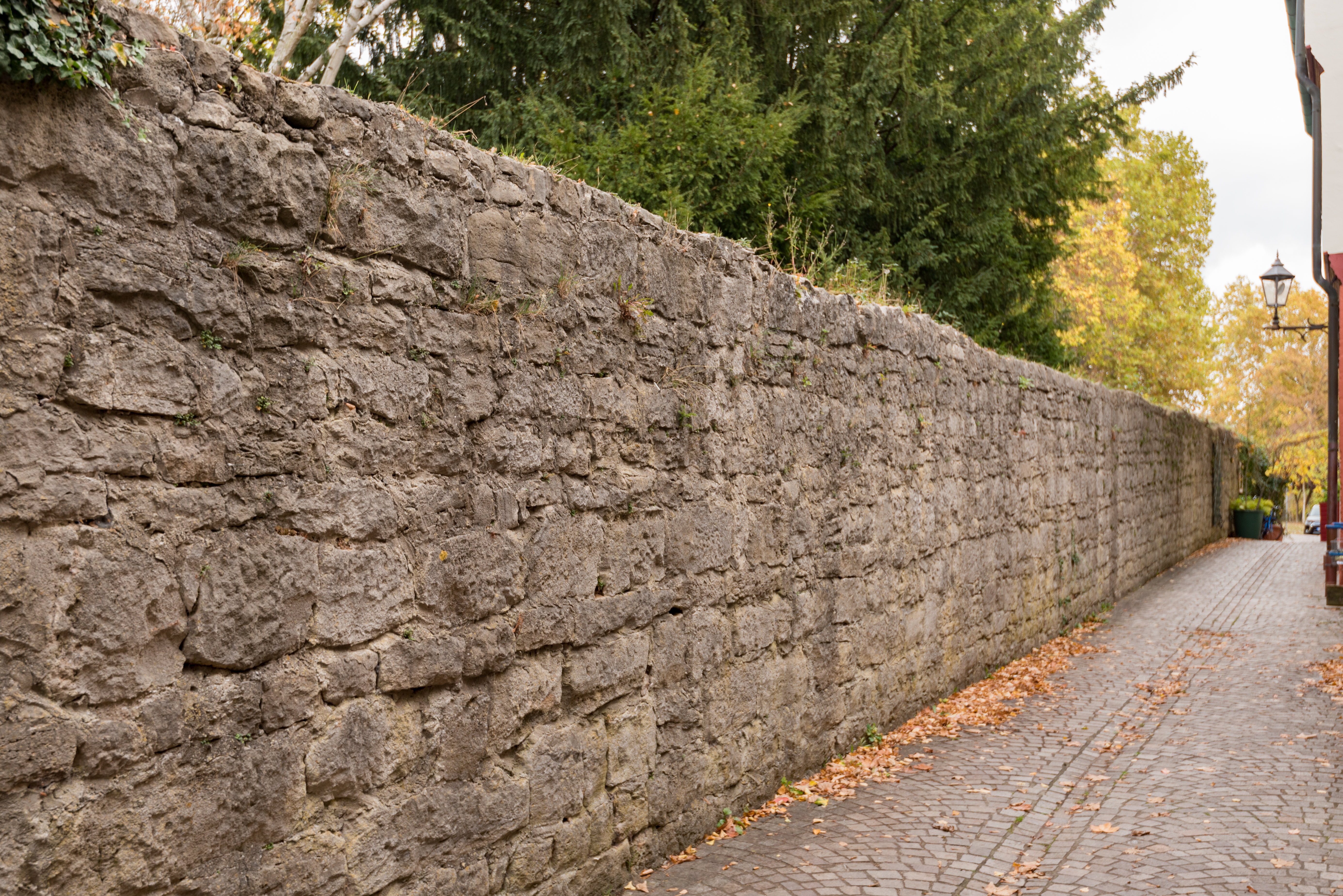
Stadtmauer entlang des Hofreithgärtlein zur Hauptstraße weitere Bilder

Östlicher Abschnitt vom nördlichen Ende der Hauptstraße zum Oberen Tor im Uhrzeigersinn:
- Ringstraße 10–24 (gerade Nummern) (Lage): Graben- oder Zwingermauer von 1544–1558
- Nähe Jahnstraße 12 (Lage): Bastionsturm, halbrund, der inneren Mauer vorgestellt mit vorkragendem Obergeschoss, der zugehörige Erdwall auf der Stadtseite nicht erhalten, 1544–1558, in Grünstreifen entlang der Straße
- Nähe Jahnstraße 17 (Lage): Bastionsturm, halbrund, der inneren Mauer vorgestellt mit vorkragendem Obergeschoss, der zugehörige Erdwall auf der Stadtseite nicht erhalten, 1544–1558, in Grünstreifen entlang der Straße
- Obere Stadtmauer (Lage): Verlauf der inneren Stadtmauer, um 1200–16. Jahrhundert
- Ringstraße 38–56 (gerade Nummern) (Lage): Graben- oder Zwingermauer von 1544–1558
- Obere Stadtmauer (Lage): Schalenturm, quadratischer Wehrturm an der östlichen Mauer mit Pyramidendach, 13.–16. Jahrhundert

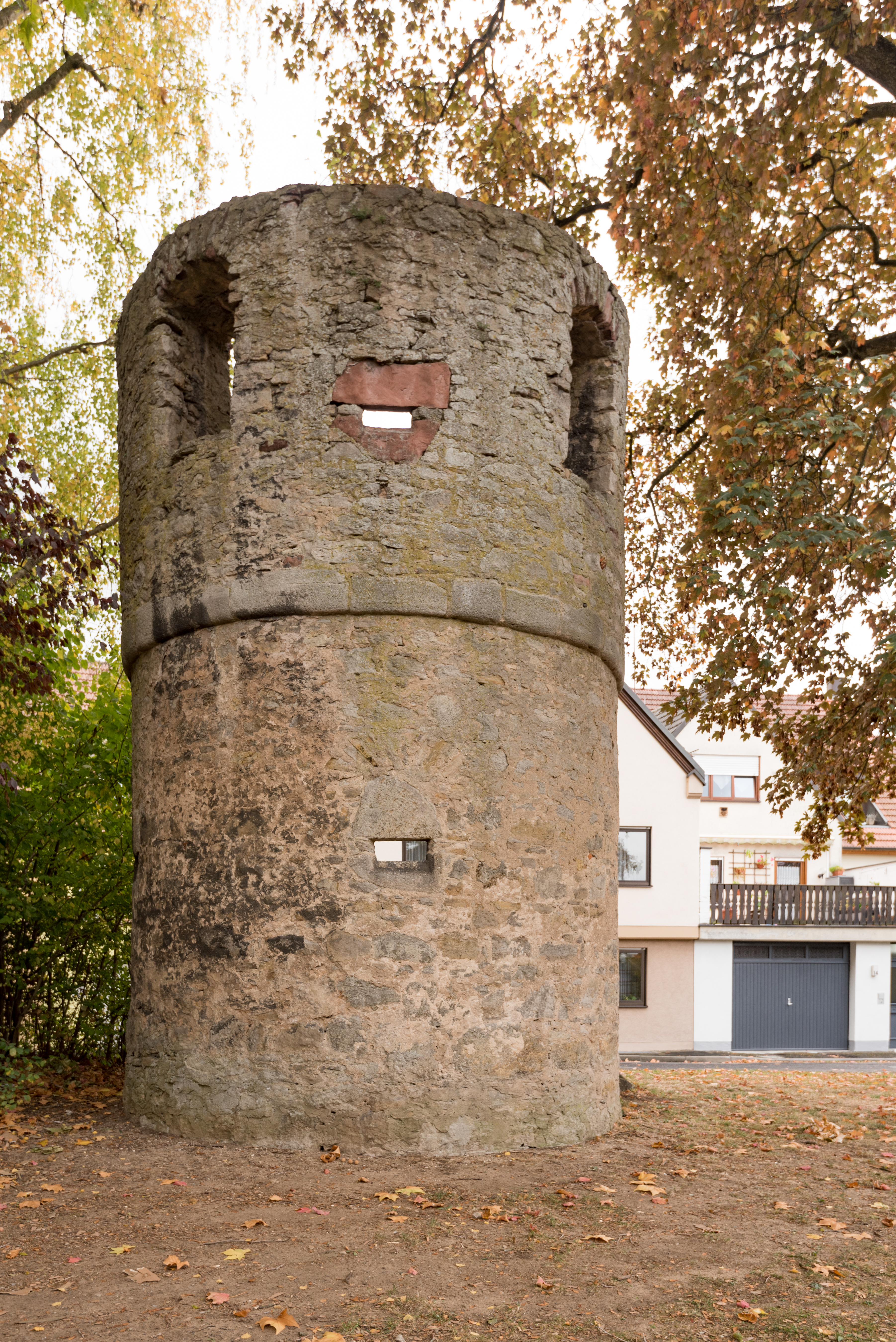
Nordwestlicher Halbschalenturm weitere Bilder
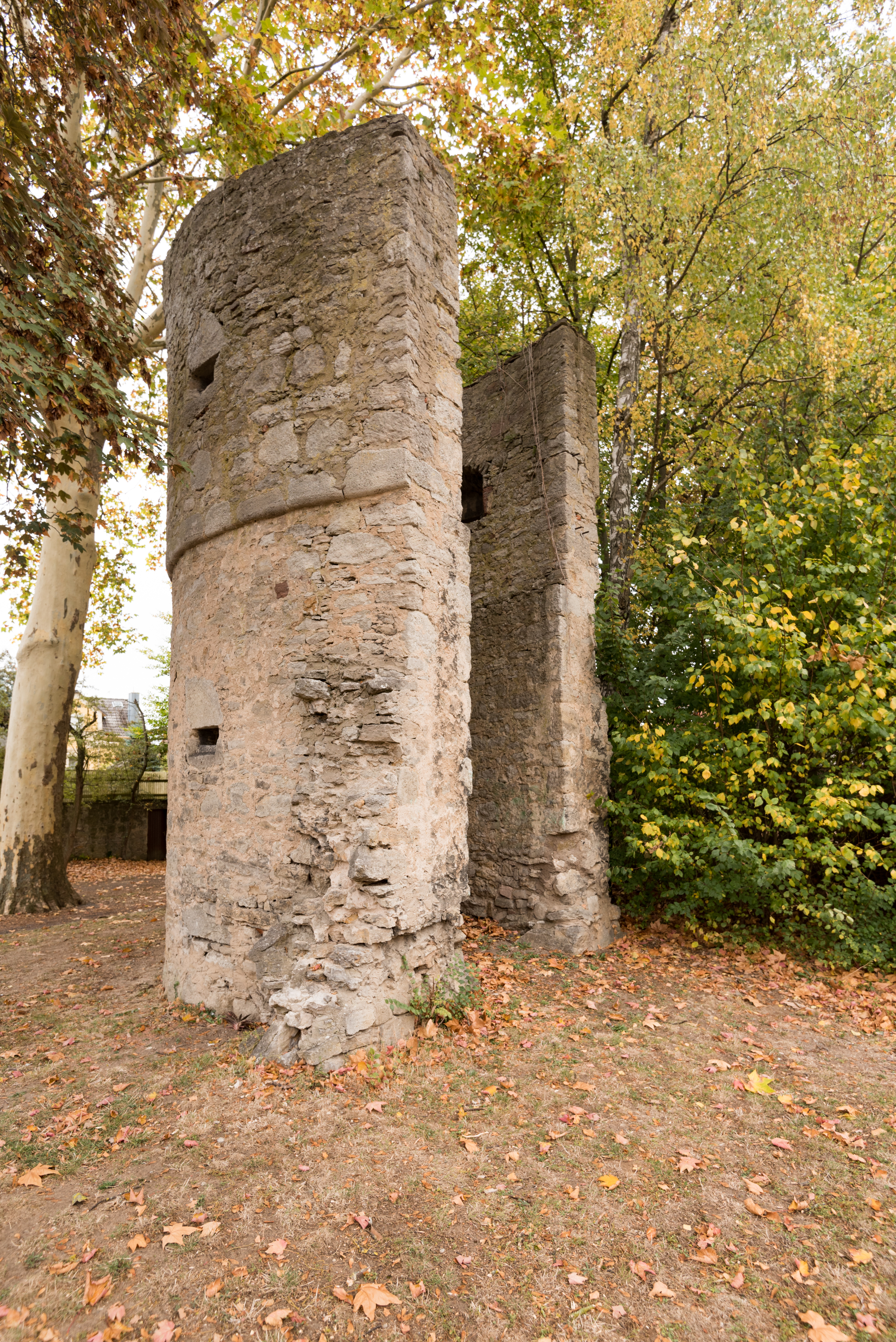
Nordwestlicher Halbschalenturm weitere Bilder
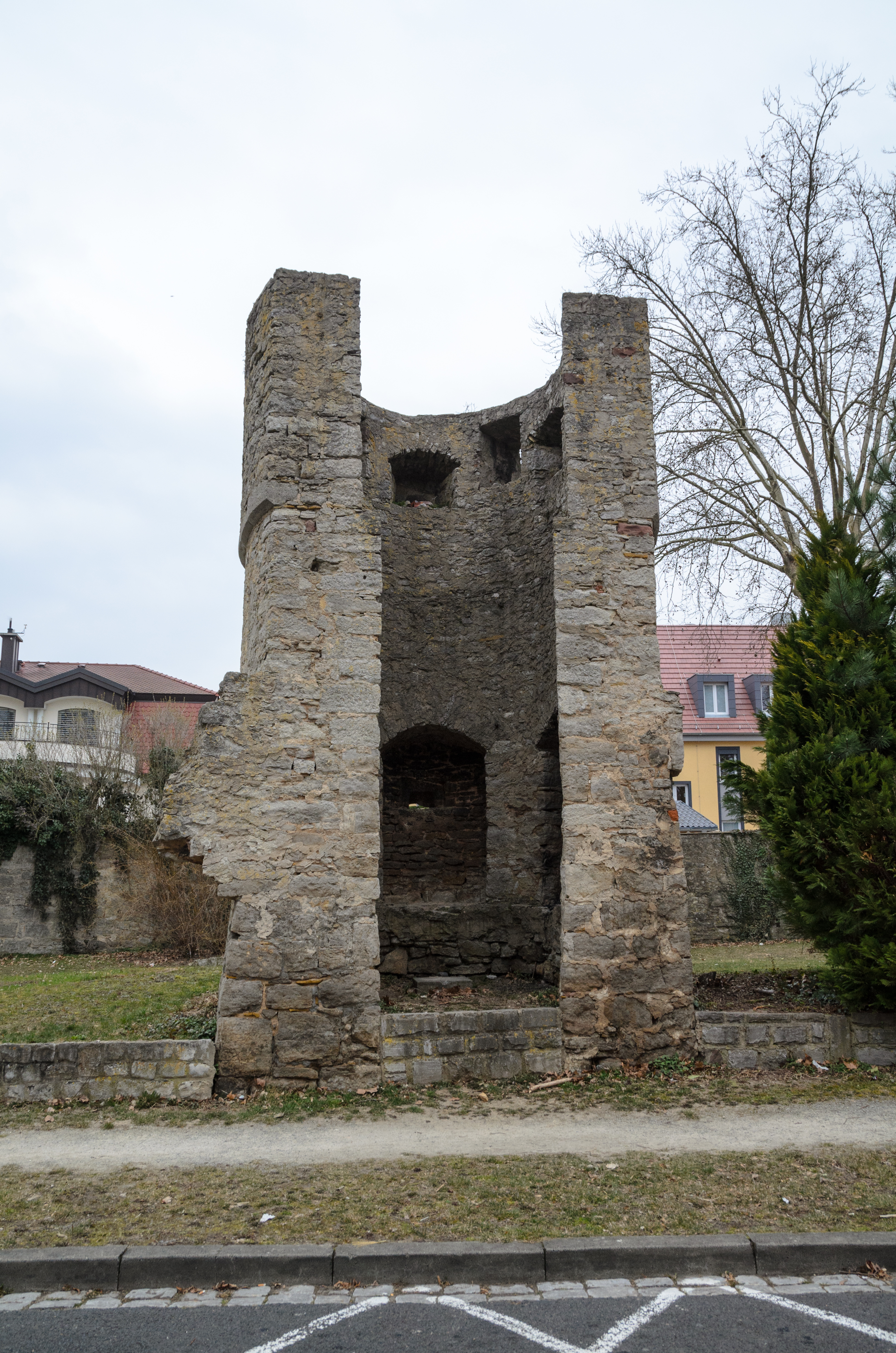
Südöstlicher Bastionsturm weitere Bilder
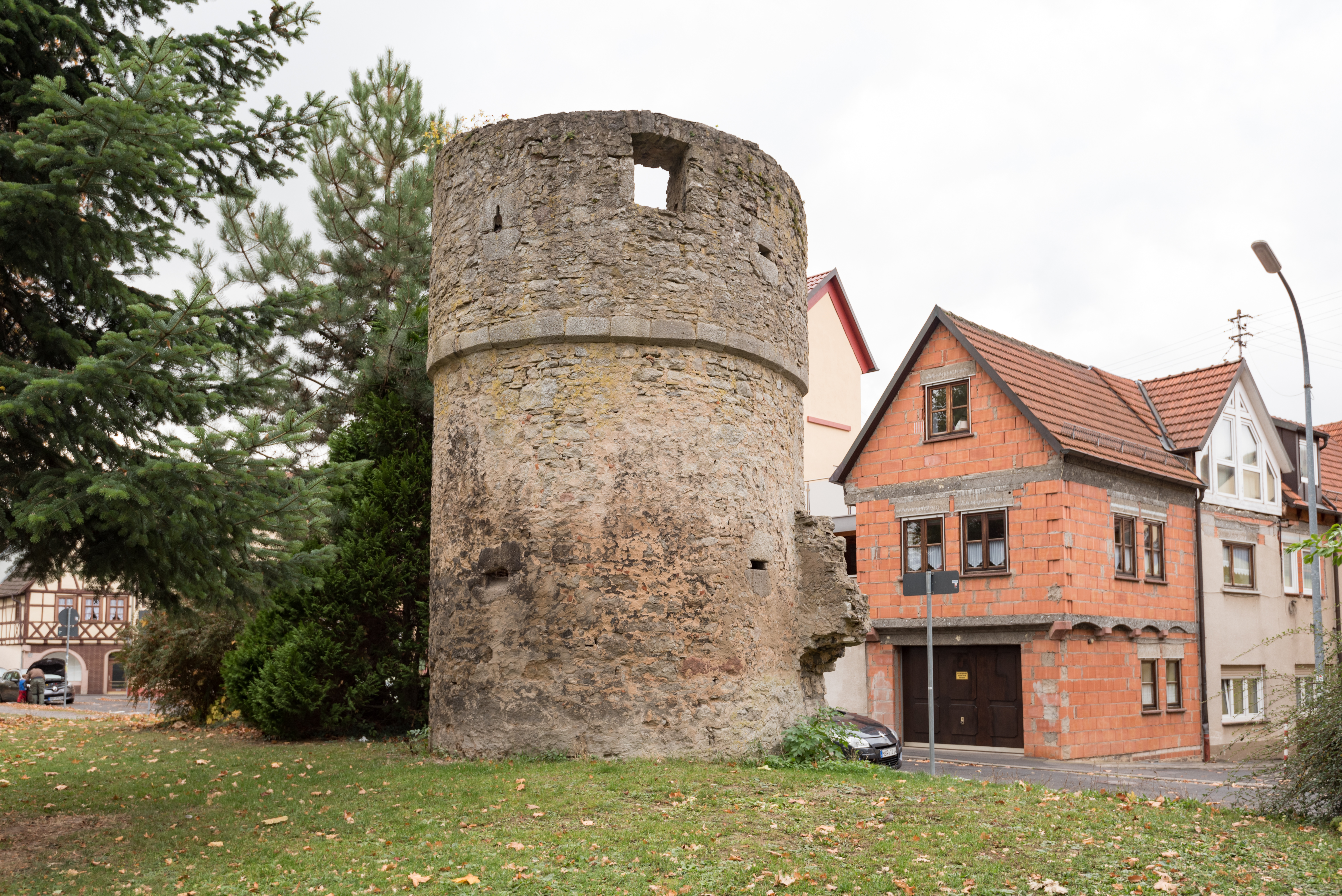
Südöstlicher Bastionsturm weitere Bilder
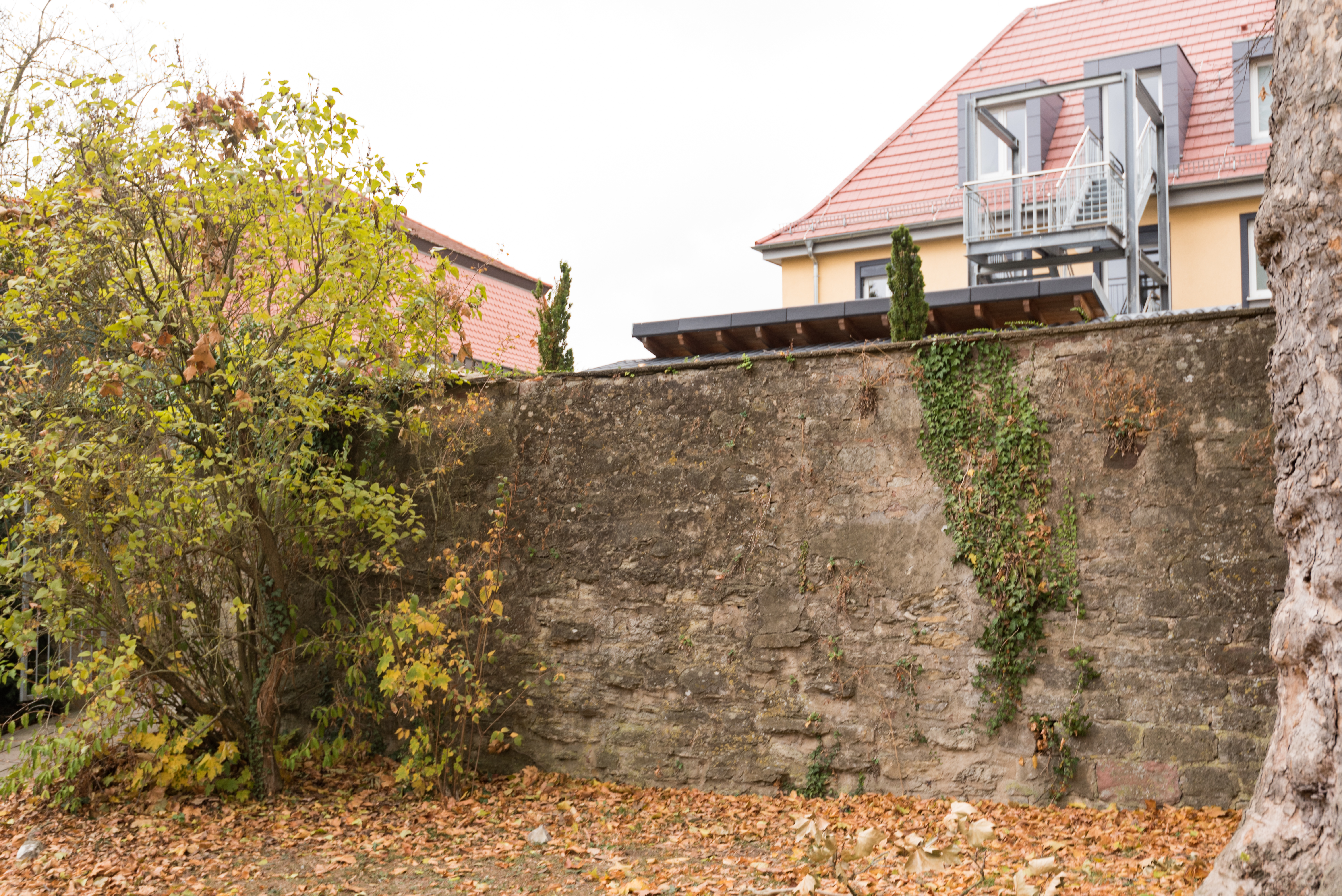
Zwingermauer bei Jahnstraße 20 weitere Bilder
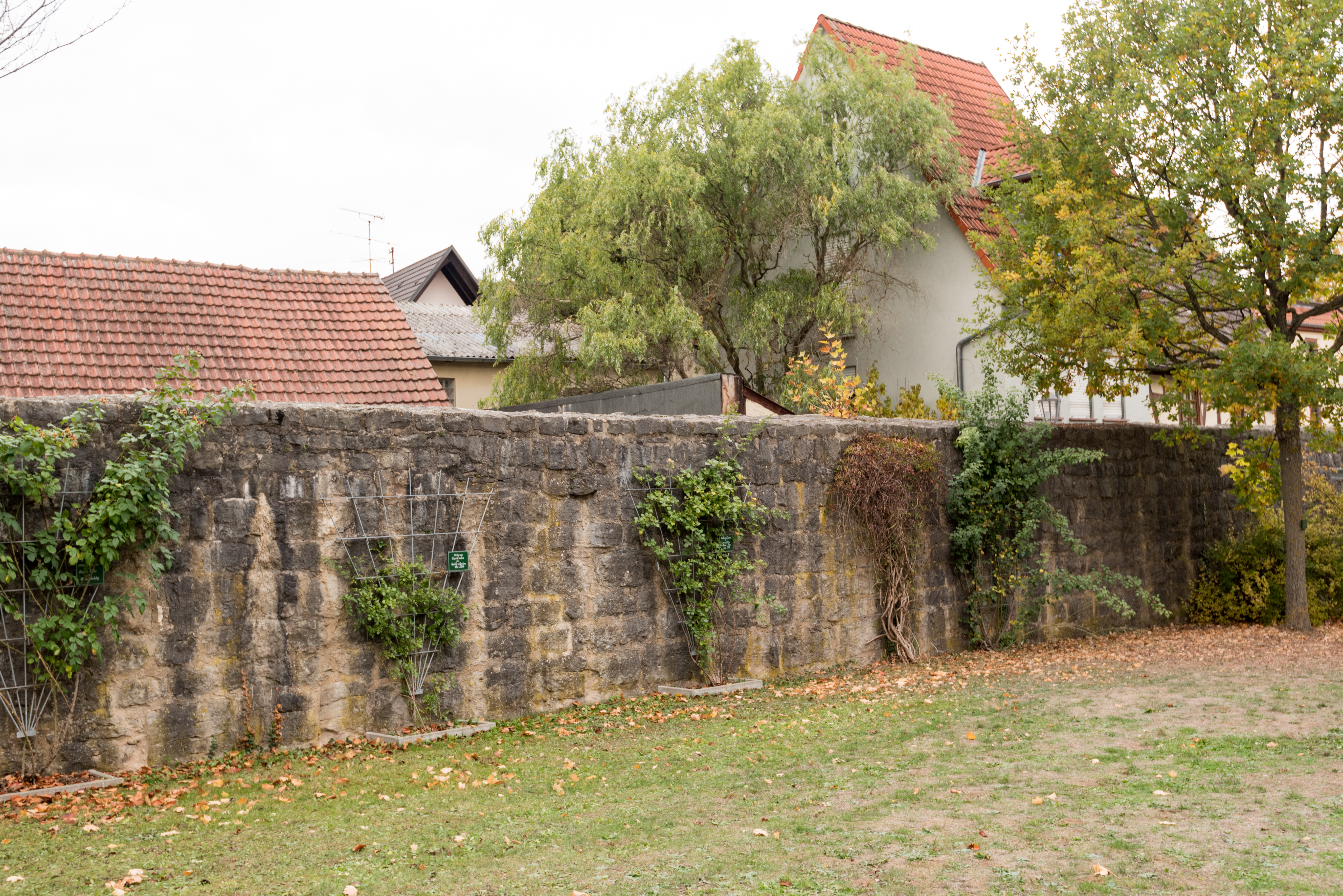
Innere Stadtmauer Nähe Neue Bahnhofstraße weitere Bilder
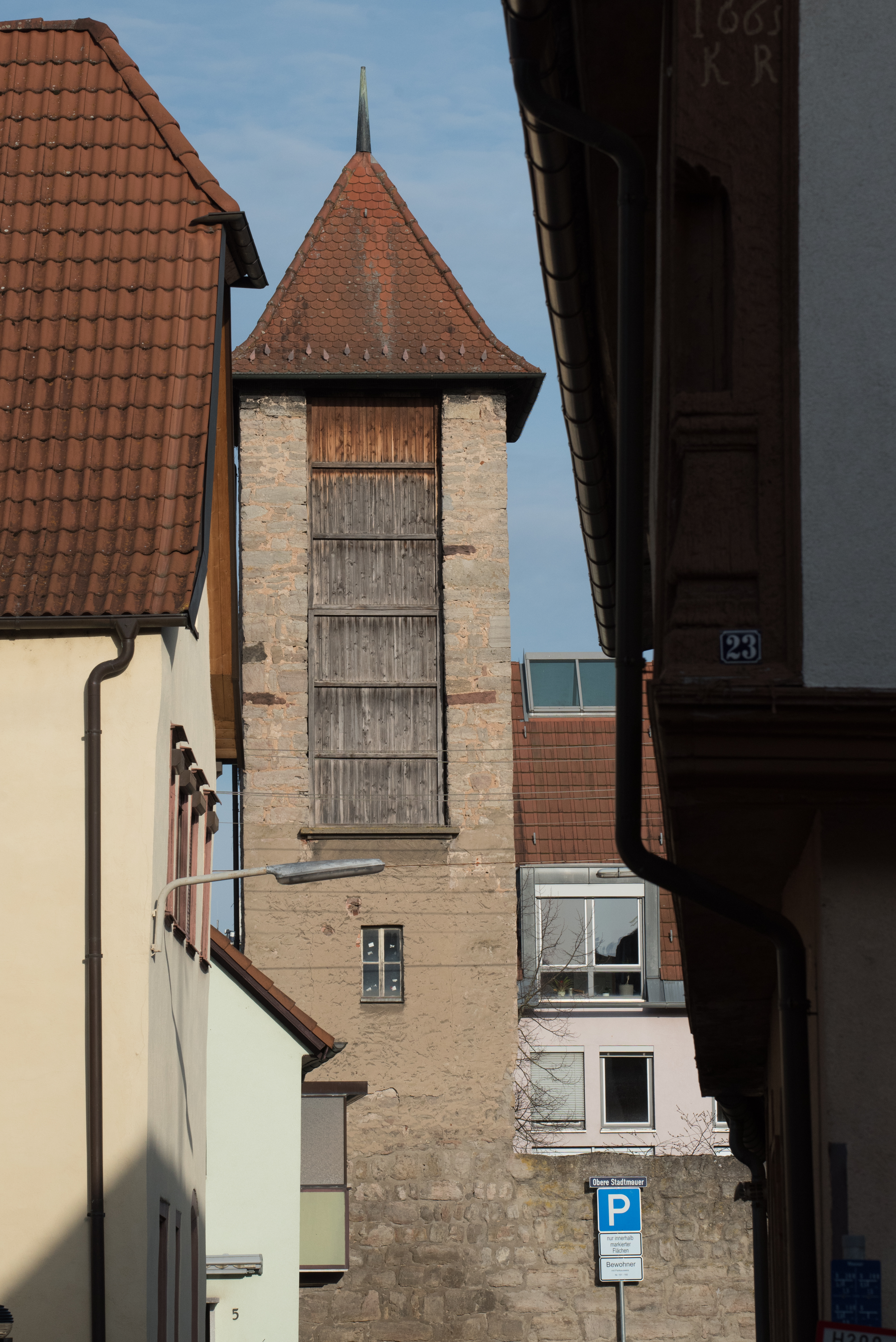
Schalenturm weitere Bilder
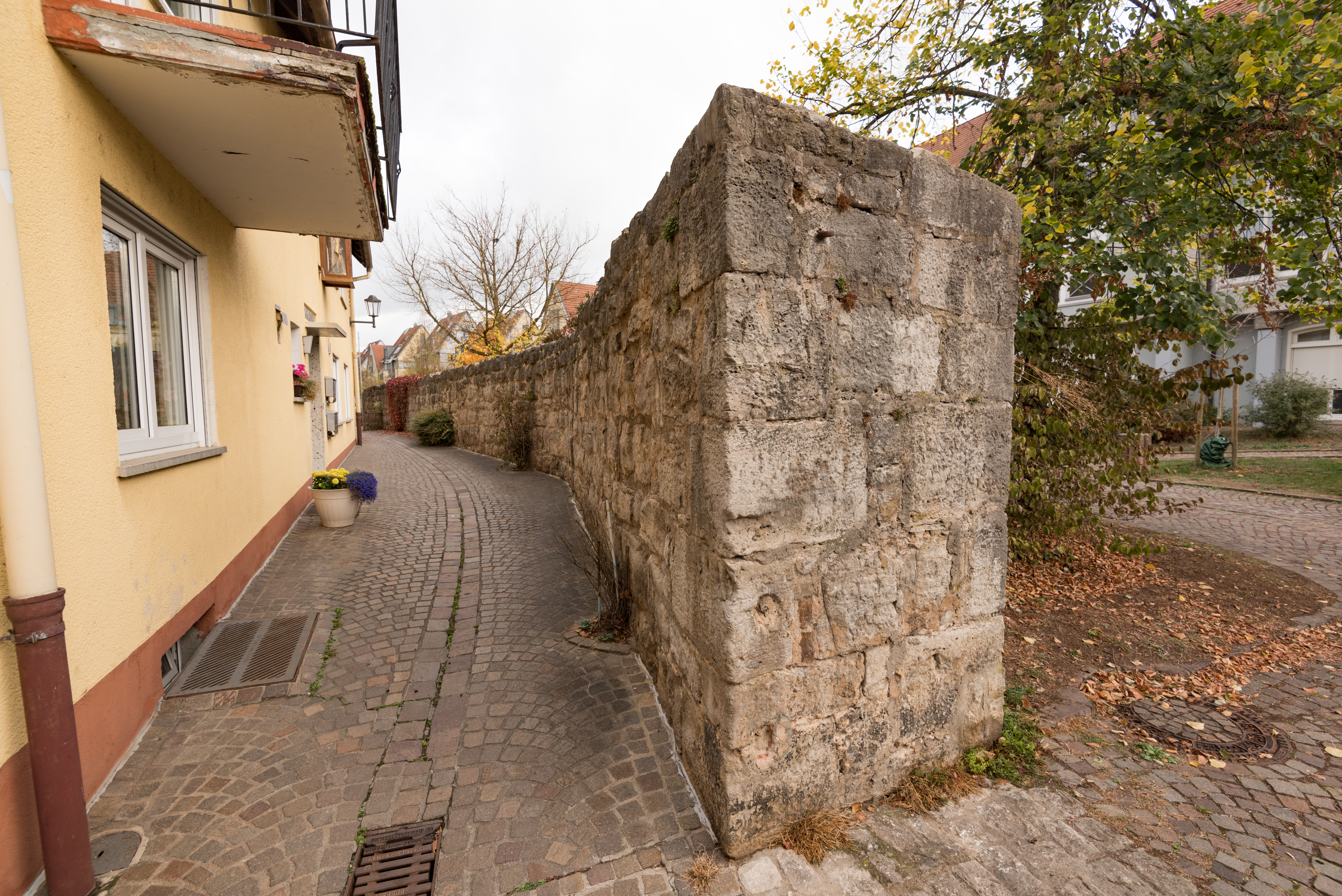
Innere Stadtmauer Nähe Viehmarktstraße 23 weitere Bilder
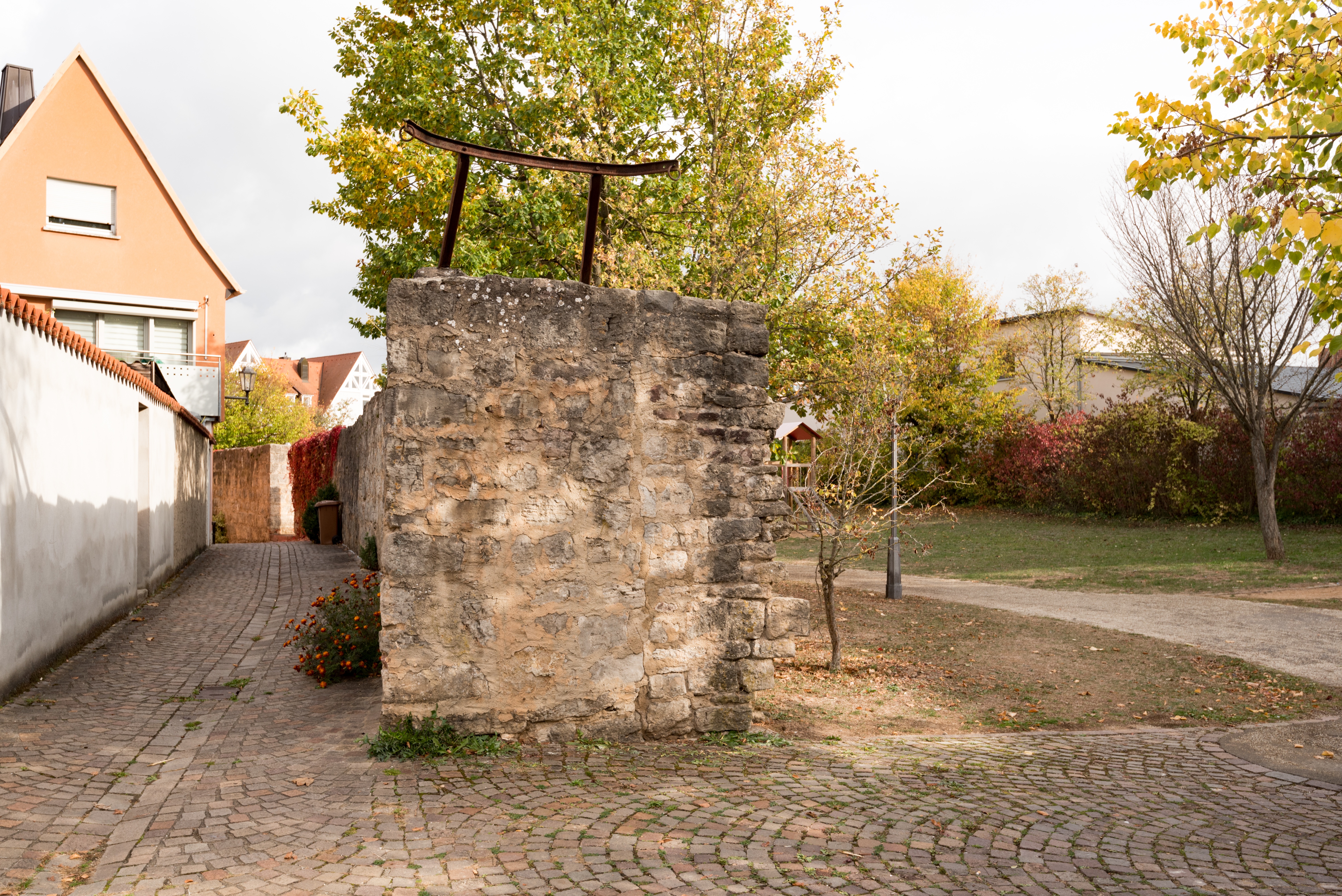
Innere Stadtmauer Nähe Obere Stadtmauer 12 weitere Bilder

## Baudenkmäler nach Gemeindeteilen

### Karlstadt
In Karlstadt gibt es fünf Platz- und Straßenbilder von besonderer Bedeutung. Es werden zunächst die Einzelbaudenkmäler dieser Bereiche aufgeführt.
Hauptstraße Nord
Besonderer Bereich 1. Umgrenzung Hauptstraße 3, 5-37, 39, Marktplatz 2.

| Lage                                      | Objekt                                | Beschreibung | Akten-Nr.               | Bild           |
| ----------------------------------------- | ------------------------------------- | --- | ----------------------- | -------------- |
| Hauptstraße 3 (Standort)                  | Wohnhaus                              | dreigeschossiger Satteldachbau mit über Konsolsteinen vorkragenden verputzten Fachwerkobergeschossen in Ecklage, im Kern 1675 | D-6-77-148-42 Wikidata  | weitere Bilder |
| Hauptstraße 6 (Standort)                  | Wohnhaus                              | stattlicher dreigeschossiger Krüppelwalmdachbau mit über Konsolen vorragenden und teilweise verputzten Zierfachwerkobergeschossen in Ecklage, Erdgeschoss mit Rundbogendurchfahrt und geohrten Sandsteinrahmungen, bezeichnet 1626, Erdgeschossumbau 18. Jahrhundert | D-6-77-148-43 Wikidata  | weitere Bilder |
| Hauptstraße 7 (Standort)                  | Bankgebäude, ehemals Bezirkssparkasse | Dreigeschossiger Walmdachbau mit Konsolerker in Ecklage, Erdgeschossverkleidung mit Rundbogenöffnungen und Erker mit figürlichem Relief aus Travertin, Heimatstil, Kreisbaumeister Hussinger, 1934 | D-6-77-148-436 Wikidata | weitere Bilder |
| Hauptstraße 8 (Standort)                  | Wohnhaus                              | dreigeschossiger giebelständiger Krüppelwalmdachbau mit Zierfachwerkobergeschossen, Erdgeschoss mit Sandsteinrahmungen und gebauchten Pilastern an den Hausecken, Ende 17. Jahrhundert | D-6-77-148-44 Wikidata  | weitere Bilder |
| Hauptstraße 9; Hauptstraße 11 (Standort)  | Wohnhaus                              | aus ursprünglich zwei Häusern bestehender dreigeschossiger Mansard-Halbwalmdachbau in Ecklage, Fassade mit geohrten Fensterrahmungen, Erdgeschoss mit gotischem Spitzbogenportal sowie barockem Portal mit Oberlicht, komplexe mehrgeschossige Hofbebauung mit Satteldächern und weit vorkragenden verputzten Fachwerkobergeschossen, 15.–18. Jahrhundert, Wappenstein bezeichnet 1448, gotischer Innenausbau und Malereien bezeichnet 1563 | D-6-77-148-45 Wikidata  | weitere Bilder |
| Hauptstraße 9; Hauptstraße 11 (Standort)  | Türrahmen                             | bezeichnet 1789 | D-6-77-148-45 Wikidata  | weitere Bilder |
| Hauptstraße 10 (Standort)                 | Wohnhaus                              | zweigeschossiger giebelständiger Satteldachbau (ehemals Schopfdach) mit Zierfachwerkobergeschoss und geohrten Sandsteinrahmungen im Erdgeschoss, bezeichnet 1603, barockes Erdgeschoss 18. Jahrhundert | D-6-77-148-46 Wikidata  | weitere Bilder |
| Hauptstraße 16 (Standort)                 | Wohnhaus                              | zweigeschossiger Satteldachbau mit einseitigem Krüppelwalm mit über Konsolen vorkragendem Zierfachwerkobergeschoss in Ecklage, Erdgeschoss mit geohrten Rahmungen, bezeichnet 1676, barocke Rahmungen im Erdgeschoss 18. Jahrhundert, Hausmadonna evtl. noch 18. Jahrhundert (stark erneuert) | D-6-77-148-48 Wikidata  | weitere Bilder |
| Hauptstraße 19; Hauptstraße 21 (Standort) | Wohnhaus                              | dreigeschossiger giebelständiger Halbwalmdachbau mit vorkragenden verputzten Fachwerkobergeschossen, 18. Jahrhundert, Erdgeschoss verändert | D-6-77-148-49 Wikidata  | weitere Bilder |
| Hauptstraße 22 (Standort)                 | Wohnhaus                              | dreigeschossiger Krüppelwalmdachbau mit vorkragenden Zierfachwerkobergeschossen und zweigeschossigem Anbau mit vorkragendem Fachwerkobergeschoss in Ecklage, Erdgeschoss mit geohrten Sandsteinrahmungen, 17. /18. Jahrhundert | D-6-77-148-50 Wikidata  | weitere Bilder |
| Hauptstraße 23, 25 (Standort)             | Wohn- und Geschäftshaus               | dreigeschossiger giebelständiger Krüppelwalmdachbau mit vorkragenden verputzten Fachwerkobergeschossen und Erdgeschoss mit geohrten Sandsteinrahmungen sowie zum Schaufenster umgebauter Portalrahmung mit Reliefs des hl. Georg und einer Ritterfigur, renaissancezeitlicher Kern 16./17. Jahrhundert, barocker Umbau 18. Jahrhundert | D-6-77-148-51 Wikidata  | weitere Bilder |
| Hauptstraße 24 (Standort)                 | Wohnhaus                              | bis 1938 auch Synagoge, dreigeschossiger Satteldachbau mit einseitigem Krüppelwalm und übereck auf Konsolen vorkragenden Zierfachwerkobergeschossen in Ecklage, 16.–18. Jahrhundert | D-6-77-148-52 Wikidata  | weitere Bilder |
| Hauptstraße 26 (Standort)                 | Wohnhaus                              | dreigeschossiger traufständiger Satteldachbau mit vorkragenden Fachwerkobergeschossen, Erdgeschoss mit Rundbogenrahmungen, Portal bezeichnet 1567, Fachwerk, 16./17. Jahrhundert, Hausmadonna 18./19. Jahrhundert | D-6-77-148-54 Wikidata  | weitere Bilder |
| Hauptstraße 28 (Standort)                 | Wohnhaus                              | dreigeschossiger giebelständiger Satteldachbau mit offener Erdgeschosslaube in den Straßenraum ragend, Putzfassade zum Teil mit Sandsteinrundbögen, Spätklassizismus, Mitte 19. Jahrhundert, Inschriftstein bezeichnet 1602, im Kern älter | D-6-77-148-55 Wikidata  | weitere Bilder |
| Hauptstraße 29 (Standort)                 | Giebelhaus                            | verputztes Fachwerk, 18. Jahrhundert | D-6-77-148-56 Wikidata  | weitere Bilder |
| Hauptstraße 30 (Standort)                 | Wohnhaus                              | dreigeschossiger Satteldachbau mit über Konsolen vorkragenden verputzten Fachwerkobergeschossen, 16./17. Jh | D-6-77-148-57 Wikidata  | weitere Bilder |
| Hauptstraße 32 (Standort)                 | Wohnhaus                              | dreigeschossiger Walmdachbau mit verputzten Fachwerkobergeschossen sowie geschnitzten Fensterrahmungen mit Ohrungen in Ecklage, 18./19. Jahrhundert, Erdgeschoss verändert | D-6-77-148-58 Wikidata  | weitere Bilder |
| Hauptstraße 33 (Standort)                 | Wohnhaus                              | dreigeschossiger giebelständiger Satteldachbau mit vorkragenden verputzten Fachwerkobergeschossen, 18. Jahrhundert, Erdgeschoss verändert | D-6-77-148-59 Wikidata  | weitere Bilder |
| Hauptstraße 36 (Standort)                 | Wohnhaus                              | viergeschossiger giebelständiger Schopfwalmdachbau mit vorkragenden Zierfachwerkobergeschossen und haubengedecktem Erker sowie hofseitigem Treppenturm, 1595, Erdgeschoss verändert | D-6-77-148-60 Wikidata  | weitere Bilder |
| Hauptstraße 39 (Standort)                 | Mohrenapotheke                        | zweigeschossiger Walmdachbau mit aufwändig gestalteten Giebelgauben und Konsolerker in Ecklage, gelbes Backsteinmauerwerk mit Rotsandsteingliederungen, Historismus, um 1890 | D-6-77-148-432 Wikidata | weitere Bilder |

Hauptstraße Süd
Besonderer Bereich 2. Die Südhälfte der Hauptstraße, die durch das erhaltene Obere Tor ihre Abgrenzung nach außen und Geschlossenheit bewahrt hat, säumen Bürgerhäuser verschiedener Jahrhunderte mit dem ehemaligen Amtskellereigebäude (jetzt Landpolizei). Kurz vor dem Oberen Tor in charakteristischer Randlage, erhebt sich die Spitalkirche = Hauptstraße 67. Umgrenzung: Hauptstraße 38, 40-59, 61, 63, 65, 67, 69, 71, 73, 75, Brückenstraße 2.

| Lage                                           | Objekt                                     | Beschreibung | Akten-Nr.              | Bild           |
| ---------------------------------------------- | ------------------------------------------ | --- | ---------------------- | -------------- |
| Hauptstraße 38 (Standort)                      | Hausfigur                                  | hl. Joseph mit Jesuskind, 18. Jahrhundert | D-6-77-148-61 Wikidata | weitere Bilder |
| Hauptstraße 41 (Standort)                      | Wohnhaus                                   | dreigeschossiger Walmdachbau mit über Konsolen vorkragenden und verputzten Fachwerkobergeschossen in Ecklage, 18. Jahrhundert im Kern 16. /17. Jahrhundert, vermauerter Bogenstein mit Wappen bezeichnet 1565 | D-6-77-148-62 Wikidata | weitere Bilder |
| Hauptstraße 42 (Standort)                      | Ehemaliger Wohnturm                        | dann Amtskellerei des Amtes Karlstadt, dreigeschossiger Wohnturm mit Walmdach sowie Putzmauerwerk mit spitzbogigen Biforienfenstern im Obergeschoss, angebauter zweigeschossiger Zweiflügelbau mit Walmdach und Zierfachwerkobergeschoss sowie Erdgeschoss mit Sandsteingliederungen und rundbogiger Durchfahrtdurchfahrt mit Sitznischen, romanischer Kern 13. Jahrhundert, Fachwerk bezeichnet 1584, Durchfahrt bezeichnet 1619, barocker Erdgeschossumbau im Wohnturm 18. Jahrhundert | D-6-77-148-63 Wikidata | weitere Bilder |
| Hauptstraße 43 (Standort)                      | Patrizierhaus                              | dreigeschossiger traufständiger Satteldachbau mit verschiefertem Aufzugserker und über Konsolen vorkragenden Zierfachwerkobergeschossen, spitzbogiges Sandsteinportal im Erdgeschoss, Hof mit Fachwerkumbauung, 16. Jahrhundert, Sandstein-Hausmadonna um 1750, Veränderung der Fachwerkfassade 18./19. Jahrhundert | D-6-77-148-64 Wikidata | weitere Bilder |
| Hauptstraße 44 (Standort)                      | Wohn- und Geschäftshaus                    | dreigeschossiger Satteldachbau mit einseitigem Halbwalm und vorkragenden verputzten Fachwerkobergeschossen in Ecklage, Erdgeschoss mit rundbogigen Schaufensterrahmungen und Spitzbogenportal, 16. /17. Jahrhundert, Portal bezeichnet 1557, Schaufenstereinbau um 1900 | D-6-77-148-65 Wikidata | weitere Bilder |
| Hauptstraße 51 (Standort)                      | Wohnhaus                                   | dreigeschossiger Mansard-Halbwalmdachbau mit Seitenflügel, Fassaden mit geohrten Sandsteinfensterrahmungen, 18. Jahrhundert | D-6-77-148-66 Wikidata | weitere Bilder |
| Hauptstraße 51 (Standort)                      | Hofmauer                                   | mit Rundbogenportal, 18. Jahrhundert | D-6-77-148-66 Wikidata | weitere Bilder |
| Hauptstraße 52 (Standort)                      | Wohnhaus                                   | dreigeschossiger Halbwalmdachbau mit verputzten Fachwerkobergeschossen in Ecklage, 18. Jahrhundert, im Kern 15. Jahrhundert, Erdgeschoss verändert | D-6-77-148-67 Wikidata | weitere Bilder |
| Hauptstraße 53 (Standort)                      | Wohnhaus                                   | dreigeschossiges giebelständiges Halbwalmdachhaus mit verputzten Fachwerkobergeschossen, 18. Jahrhundert | D-6-77-148-68 Wikidata | weitere Bilder |
| Hauptstraße 54 (Standort)                      | Wohnhaus                                   | schmales viereinhalbgeschossiges Traufseithaus mit Flachsatteldach und verputzten Fachwerkobergeschossen, wohl 18. Jahrhundert mit älterem Kern, Erdgeschoss verändert | D-6-77-148-69 Wikidata | weitere Bilder |
| Hauptstraße 55 (Standort)                      | Wohnhaus                                   | aus ursprünglich zwei einzelnen Gebäuden bestehendes viergeschossiges Gebäude, nördlicher Walmdachbau mit Putzmauerwerk und sparsamen Gliederungen vom Ende des 18. Jahrhunderts, südlicher Bau des 17. Jahrhunderts mit angeschlossenem Walmdach und teilweise freigelegten Zierfachwerkgeschossen über Erdgeschoss mit Rundbogendurchfahrt; im Hof Wappensteine, 15. Jahrhundert | D-6-77-148-70 Wikidata | weitere Bilder |
| Hauptstraße 56 (Standort)                      | Ehemaliges Wohnhaus                        | viergeschossiger giebelständiger Walmdachbau mit rückwärtigem Treppengiebel, Putzfassade mit Sandsteinrahmungen, Steinmasken und Fassadenmalerei, romanischer Kern 2. Hälfte 13. Jahrhundert; gotischer Treppengiebel 14./15. Jahrhundert, Umbau mit Renaissance-Fassadenmalerei bezeichnet 1543 | D-6-77-148-71 Wikidata | weitere Bilder |
| Hauptstraße 57 (Standort)                      | Wohnhaus                                   | dreigeschossiger Halbwalmdachbau mit über Konsolen vorkragenden verputzten Zierfachwerkobergeschossen in Ecklage, Ende 17. Jahrhundert, Erdgeschoss verändert | D-6-77-148-72 Wikidata | weitere Bilder |
| Hauptstraße 58 (Standort)                      | Gasthof Alte Brauerei                      | Vorderhaus, zweigeschossiger giebelständiger Schopfwalmdachbau mit über Blattkonsolen vorkragendem Zierfachwerkobergeschoss sowie traufständigem Anbau mit verputztem Fachwerkobergeschoss zur Hauptstrasse hin, Erdgeschoss mit geohrten Sandsteinrahmungen, bezeichnet 1680, neobarocke Sandsteinrahmungen im Erdgeschoss bezeichnet 1881 | D-6-77-148-73 Wikidata | weitere Bilder |
| Hauptstraße 58 (Standort)                      | Gasthof Alte Brauerei                      | Rückgebäude, zweigeschossiger traufständiger Verbindungstrakt mit Satteldach zur Unteren Spitalgasse quer dazu stehender zweigeschossiger Satteldachbau mit Treppengiebel und profilierten Sandsteinrahmungen, 16.–19. Jahrhundert | D-6-77-148-73 Wikidata | weitere Bilder |
| Hauptstraße 59 (Standort)                      | Relief                                     | vermauertes Relief mit figürliche Szene 'Gewölbter Innenraum mit betender Stifterfigur und Engel vor Kruzifix', Marmor, Barock, 18. Jahrhundert | D-6-77-148-74 Wikidata | weitere Bilder |
| Hauptstraße 61 (Standort)                      | Wohnhaus                                   | zweigeschossiger giebelständiger Halbwalmdachbau mit über Konsolen vorkragenden verputzten Fachwerkobergeschossen, 17./18. Jahrhundert, Erdgeschoss verändert | D-6-77-148-75 Wikidata | weitere Bilder |
| Hauptstraße 65, Obere Spitalgasse 1 (Standort) | Wohn- und Geschäftshaus                    | stattlicher dreigeschossiger Halbwalmdachbau mit über Konsolen vorkragenden verputzten Fachwerkobergeschossen, Erdgeschoss mit Freitreppe sowie Rundbogentür und Heiligenfigur 'Hl. Joseph', im Kern 17. Jahrhundert, Umbau und gemeinsames Dach mit Nachbarhaus Hauptstrasse 63 im 18./19. Jahrhundert | D-6-77-148-76 Wikidata | weitere Bilder |
| Hauptstraße 67 (Standort)                      | Katholische Spitalkirche St. Jakobus maior | Saalkirche mit eingezogenem Chor und Satteldach sowie verschiefertem Giebelreiter mit Spitzhelm, Putzmauerwerk mit Masswerkfenstern, gotisch um 1438, spätrenaissancezeitliches Halbsäulenportal um 1600, Langhauserhöhung um 1612; mit Ausstattung | D-6-77-148-77 Wikidata | weitere Bilder |

Kirchplatz
Besonderer Bereich 3. Umgrenzung: Kirchplatz 1–18.

| Lage                     | Objekt                              | Beschreibung | Akten-Nr.              | Bild           |
| ------------------------ | ----------------------------------- | --- | ---------------------- | -------------- |
| Kirchplatz 1 (Standort)  | Katholische Pfarrkirche St. Andreas | dreischiffige Pseudobasilika mit Querhaus und eingezogenem 5/8-Chor, vorgestellter Turm mit Spitzhelm und offener Erdgeschosshalle, Putzmauerwerk mit Sandsteingliederungen und Steinmetzarbeiten, spätromanischer Turm mit Westportal 1. Hälfte 13. Jahrhundert, nachgotische Aufstockung mit Spitzhelm um 1600, Vollendung des gotischen Chores 1386, gotisches Querschiff ab 1386, spätgotisches Langhaus um 1481–1531, neugotische Sakristei bezeichnet 1909; mit Ausstattung | D-6-77-148-92 Wikidata | weitere Bilder |
| Kirchplatz 3 (Standort)  | Sogenannte „Arche“                  | Ehemalige Schule, freistehender zweigeschossiger Satteldachbau mit Fachwerkobergeschoss, Erdgeschoss mit Sandsteinrahmungen, bezeichnet 1560 | D-6-77-148-93 Wikidata | weitere Bilder |
| Kirchplatz 5 (Standort)  | Hausmadonna                         | bemalter Stein, 2. Hälfte 14. Jahrhundert | D-6-77-148-94 Wikidata | weitere Bilder |
| Kirchplatz 7 (Standort)  | Wohnhaus                            | dreigeschossiger Walmdachbau mit über Konsolen vorkragenden verputzten Fachwerkobergeschossen in Ecklage, im Kern 17. Jahrhundert, stark verändert | D-6-77-148-95 Wikidata | weitere Bilder |
| Kirchplatz 11 (Standort) | Wohnhaus                            | zweigeschossiger Satteldachbau mit Zierfachwerkobergeschoss in Ecklage, Erdgeschoss mit Rundbogentor, Tor bezeichnet 1524, Fachwerk bezeichnet 1660 | D-6-77-148-97 Wikidata | weitere Bilder |
| Kirchplatz 16 (Standort) | Hofmauer                            | hohe Bruchsteinmauer mit Rundbogentür, mittelalterlich, Erhöhung und Türeinbau bezeichnet 1568 | D-6-77-148-98 Wikidata | weitere Bilder |
| Kirchplatz 18 (Standort) | Wohnhaus                            | zweigeschossiger Halbwalmdachbau mit geohrten Sandsteinrahmungen in Ecklage, Erdgeschoss mit Rundbogentor, Tor bezeichnet 1549, Umbau um 1741 | D-6-77-148-99 Wikidata | weitere Bilder |

Maingasse
Besonderer Bereich 4. Verbindungsgasse zwischen Marktplatz und Fluss. Zwei- und dreigeschossige Giebel- und Traufseithäuser des 16.–19. Jahrhunderts mit teilweise vorkragenden Fachwerkobergeschossen bilden das Straßenbild, dessen Geschlossenheit durch das Maintor besonders stark wirkt. Umgrenzung: Maingasse 1-9, 11, 13, 15, 17, 19, Marktplatz 6, 7.

| Lage                        | Objekt               | Beschreibung | Akten-Nr.               | Bild           |
| --------------------------- | -------------------- | --- | ----------------------- | -------------- |
| Maingasse 1 (Standort)      | Wohnhaus             | dreigeschossiger traufseitiger Satteldachbau mit über Konsolen vorkragenden Zierfachwerkgeschossen (teilweise verputzt), Erdgeschoss mit nachgotischem Spitzbogenportal, Putzflächen mit barock geohrten Rahmungen, 16.–18. Jahrhundert | D-6-77-148-116 Wikidata | weitere Bilder |
| Maingasse 3 (Standort)      | Wohnhaus             | zweigeschossiger traufseitiger Satteldachbau mit vorkragendem verputztem Fachwerkobergeschoss, Erdgeschoss mit Sandsteinrahmungen, 17./18. Jahrhundert                                                                                  | D-6-77-148-117 Wikidata | weitere Bilder |
| Maingasse 5 (Standort)      | Wohnhaus             | zweigeschossiger Satteldachbau mit reichem Zierfachwerkobergeschoss in Ecklage, bezeichnet 1611 oder 1671 | D-6-77-148-119 Wikidata | weitere Bilder |
| Maingasse 6 (Standort)      | Wohnhaus             | zweigeschossiger massiver Mansarddachbau in Ecklage, bezeichnet 1575, Umbau und Mansarddach 18. Jahrhundert | D-6-77-148-120 Wikidata | weitere Bilder |
| Maingasse 7 (Standort)      | Wohnhaus             | schmaler zweigeschossiger Krüppelwalmdachbau mit vorkragendem Obergeschoss in Ecklage, historisierender verputzter Neubau, bezeichnet 1975                                                                                              | D-6-77-148-121 Wikidata | weitere Bilder |
| Maingasse 8 (Standort)      | Wohnhaus             | dreigeschossiger giebelständiger Satteldachbau mit strassenseitigem Krüppelwalm und Fachwerkobergeschossen, 17./18. Jahrhundert, erneuert                                                                                               | D-6-77-148-122 Wikidata | weitere Bilder |
| Maingasse 11, 13 (Standort) | Ehemaliges Baderhaus | dreigeschossiger Satteldachbau mit über Eck vorkragendem verputztem Fachwerkobergeschoss in Ecklage, 16./17. Jahrhundert, Erdgeschoss teilweise verändert                                                                               | D-6-77-148-123 Wikidata | weitere Bilder |
| Maingasse 15 (Standort)     | Wohnhaus             | zweigeschossiger Satteldachbau mit auf Konsolen über Eck vorkragendem Zierfachwerkobergeschoss in Ecklage, 16./17. Jahrhundert, rundbogige Tordurchfahrt bezeichnet 1575                                                                | D-6-77-148-124 Wikidata | weitere Bilder |
| Maingasse 17 (Standort)     | Wohnhaus             | schmales dreigeschossiges Traufseithaus mit Satteldach und vorkragenden Fachwerkobergeschossen, Erdgeschoss mit Sandsteinrahmungen, 1755 (unter Verwendung älterer Bauteile)                                                            | D-6-77-148-125 Wikidata | weitere Bilder |
| Maingasse 19 (Standort)     | Wohnhaus             | dreigeschossiger traufständiger Satteldachbau mit vorkragenden verputzten Fachwerkobergeschossen, Erdgeschoss mit geohrten und profilierten Sandsteinrahmungen, bezeichnet 1793, im Kern 16./17. Jahrhundert                            | D-6-77-148-126 Wikidata | weitere Bilder |

| Lage                                   | Objekt                         | Beschreibung | Akten-Nr.               | Bild           |
| -------------------------------------- | ------------------------------ | --- | ----------------------- | -------------- |
| Marktplatz 1 (Standort)                | Rathaus                        | freistehender zweigeschossiger Bau über rechteckigem Grundriss mit Satteldach und Treppengiebeln sowie Putzmauerwerk mit profilierten Sandsteinrahmungen, gotisch, bezeichnet 1422, zweiläufige Freitreppe zum Markt mit Wappentafel, Sandstein, Frühbarock, bezeichnet 1669; Ausstattung der Ratsstube 1605 | D-6-77-148-132 Wikidata | weitere Bilder |
| Marktplatz 2 (Standort)                | Ehemaliges Wohnhaus            | Dreigeschossiger Walmdachbau mit Sandsteinrustika und geohrten Fensterrahmungen sowie Muschelnische mit Hausmadonna, barock, bezeichnet 1721 | D-6-77-148-133 Wikidata | weitere Bilder |
| Marktplatz 2 (Standort)                | Fassade                        | Dreigeschossige Giebelfassade mit Schopfwalm und Zierfachwerkgeschossen, Erdgeschoss mit profiliertem Portal und Wappenstein, Rekonstruktion 2. Hälfte 20. Jahrhundert unter Einbau vom Portal und Fachwerkhölzern des 17. Jahrhunderts | D-6-77-148-134 Wikidata | weitere Bilder |
| Marktplatz 5 (Standort)                | Wohn- und Geschäftshaus        | dreigeschossiger Walmdachbau mit verputzten Fachwerkobergeschossen, bezeichnet 1816, im Kern älter; Pfeilerbrunnen im Hof, Sandstein, wohl um 1800 | D-6-77-148-135 Wikidata | weitere Bilder |
| Maingasse 2 a, Marktplatz 6 (Standort) | Wohn- und Geschäftshaus        | dreigeschossiger Schopfwalmdachbau mit Zierfachwerkobergeschossen (teilweise bemalte Gefache) sowie Erdgeschoss mit profilierten Sandsteinportalen in Ecklage, Kernbau mit verblattetem Fachwerkerker über spätgotischem Spitzbogenportal Ende 15. Jahrhundert, Zierfachwerk bezeichnet 1584, Renaissance-Sitznischenportal 2. Hälfte 16. Jahrhundert, diamantiertes Rundbogenportal bezeichnet 1682                             | D-6-77-148-136 Wikidata | weitere Bilder |
| Maingasse 1, Marktplatz 8 (Standort)   | Ehemals königliches Bezirksamt | jetzt Landratsamt, dreigeschossiger traufständiger Satteldachbau mit Eckpilastern und geohrten Fensterrahmungen sowie Rundbogenportal mit bekrönender Hausmadonna, barock, bezeichnet 1717, Aufstockung 1862, spätklassizistischer dreigeschossiger Erweiterungsbau mit Walmdach 2. Hälfte 19. Jahrhundert, Ausstattung im Zuge des Innenausbaus zum Landratsamt mit Foyer und Treppenhaus im Stil der Nachkriegsmoderne um 1955 | D-6-77-148-137 Wikidata | weitere Bilder |

| Lage                                                                                                   | Objekt                                     | Beschreibung | Akten-Nr.               | Bild           |
| --- | ------------------------------------------ | --- | ----------------------- | -------------- |
| Alte Bahnhofstraße 1 (Standort)                                                                        | Wohnhaus                                   | zweigeschossiger traufständiger Satteldachbau mit stark vorkragendem verputztem Fachwerkobergeschoss, westlicher Hausteil um ein Geschoss aufgestockt und mit Walmdach, im Kern 1574 (dendro.dat.), Aufstockung 1. Hälfte 19. Jahrhundert, Erdgeschoss verändert | D-6-77-148-4 Wikidata   | weitere Bilder |
| Alte Bahnhofstraße 3 (Standort)                                                                        | Dreigeschossiges Traufseithaus             | dreigeschossiger traufständiger Satteldachbau mit verputztem Fachwerkobergeschossen über Vorkragung, im Kern 17. Jahrhundert, Aufstockung um drittes Geschoss 18./19. Jahrhundert, Erdgeschoss verändert | D-6-77-148-5 Wikidata   | weitere Bilder |
| Alte Bahnhofstraße 6 (Standort)                                                                        | Wappenstein                                | vermauertes Hauszeichen mit Wappen und Inschriftkartuschen, Sandstein, Renaissance, 1. Hälfte 17. Jahrhundert | D-6-77-148-6 Wikidata   | weitere Bilder |
| Alte Bahnhofstraße 7 (Standort)                                                                        | Wohnhaus                                   | dreigeschossiger giebelständiger Halbwalmdachbau mit vorkragenden Fachwerkobergeschossen, 17. Jahrhundert, Erdgeschoss verändert | D-6-77-148-7 Wikidata   | weitere Bilder |
| Alte Bahnhofstraße 18 (Standort)                                                                       | Wohnhaus                                   | zweigeschossiger Mansarddachbau mit geschwungenem Krüppelwalm und über Konsolen vorkragendem verputztem Fachwerkobergeschoss in Ecklage, im Kern 17. Jahrhundert | D-6-77-148-9 Wikidata   | weitere Bilder |
| Am Lenker (Flurbezeichnung) (Standort)                                                                 | Sogenannter Dicker Bildstock               | gemauerter und verputzter Kleinbau mit spitzbogigem Kreuzdach, im Giebelbereich auf drei Seiten Spitzbogenblenden, die vierte Hauptseite als tiefe mannshohe Spitzbogennische ausgeführt, an der Rückwand Relief 'Christus und Jünger am Ölberg', Sandstein, spätgotisch, um 1480                                                                                            | D-6-77-148-39 Wikidata  | BW             |
| Am Eußenheimer Steig (Standort)                                                                        | Bildstock                                  | Sockel mit Postament und Säule sowie kreuzbekröntem Flachnischenaufsatz, rückwärtig Ritzzeichen mit Mühlstein- oder Rad-Darstellung, Sandstein, bezeichnet 1645 | D-6-77-127-30 Wikidata  | BW             |
| Am Strohweg (Flurbezeichnung); Würzburger Weg – B 26, an den Sandgruben des östlichen Straßenhanges () | Steinkreuz                                 | nicht nachqualifiziert, im Bayerischen Denkmal-Atlas nicht kartiert | D-6-77-148-218          |                |
| Am Strohweg (Flurbezeichnung) , zwischen Sandgruben und Algengraben ()                                 | Altarhäuschen                              | 18. Jahrhundert, nicht nachqualifiziert, im Bayerischen Denkmal-Atlas nicht kartiert | D-6-77-148-217 Wikidata |                |
| Arnsteiner Straße 3 (Standort)                                                                         | Ev.-Luth. St.-Johanneskirche mit Pfarrhaus | Saalbau mit Satteldach und eingezogenem Chor sowie seitlichem polygonalem Turm mit geschweiftem Haubendach, winkelförmig anschließendes zweigeschossiges Pfarrhaus mit Satteldach und haubengedeckten Gauben in der Art des Kirchturms, Putzfassaden mit Sandsteinrahmungen, Heimatstil, 1904; mit Ausstattung                                                               | D-6-77-148-440 Wikidata | weitere Bilder |
| B 26, Straße nach Gemünden, Kalbenstein, in der Weinbergsmauer (Standort)                              | Bildstock                                  | Postament und Säule mit Weinrankenrelief sowie kreuzbekrönter Reliefaufsatz mit Rundbogenrahmung 'Auferstehung Christi' und seitlich 'Engel mit Arma Christi', Sandstein und Schmiedeeisen, Frühbarock, bezeichnet 1661 | D-6-77-148-208 Wikidata | BW             |
| Baggertsweg 1 (Standort)                                                                               | Friedhof                                   | mit Grabdenkmälern des 19./20. Jahrhundert | D-6-77-148-32 Wikidata  | weitere Bilder |
| Baggertsweg 1 (Standort)                                                                               | Friedhofskreuz                             | Inschriftsockel mit Kruzifix, Sandstein, barock, bezeichnet 1759 | D-6-77-148-32 Wikidata  | weitere Bilder |
| Baggertsweg 1 (Standort)                                                                               | Aussegnungshalle                           | eingeschossiger Walmdachbau mit Säulenportikus sowie Dachreiter mit Zwiebelhaube, Putzmauerwerk mit Sandsteinrahmungen, Neobarock, Anfang 20. Jahrhundert | D-6-77-148-32 Wikidata  | weitere Bilder |
| Baggertsweg 2 (Standort)                                                                               | Gartenhaus                                 | eingeschossiger Putzbau mit geschweiftem Mansardwalmdach und Vasenbekrönung, auf Gartenmauer aufsitzend, um 1740, versetzt nach Strassenverbreiterung, 20. Jahrhundert. | D-6-77-148-31 Wikidata  | weitere Bilder |
| Brückenstraße 2 (Standort)                                                                             | Ehemaliges Pfründnerspital                 | langgestreckter zweigeschossiger Satteldachbau mit einseitiger Abwalmung und Fachwerkobergeschoss, Erneuerung durch Julius Echter 1616, Erdgeschoss verändert | D-6-77-148-10 Wikidata  | weitere Bilder |
| Brückenstraße 4 (Standort)                                                                             | Lagerhaus                                  | langgestreckter eingeschossiger Satteldachbau mit vorkragendem Fachwerkgiebel, rundbogige Durchfahrt mit Abfasung, bezeichnet 1577 | D-6-77-148-189 Wikidata | weitere Bilder |
| Brückenstraße 13 (Standort)                                                                            | Relief                                     | Hochrelief mit 'Noli me tangere (Christus als Gärtner mit Maria Magdalena)', Sandstein, bezeichnet 1666, in Hauswand vermauert | D-6-77-148-12 Wikidata  | weitere Bilder |
| Brunnengasse 7, 9 (Standort)                                                                           | Wohnhaus                                   | dreigeschossiges Giebelhaus mit Krüppelwalmdach und verputzten vorkragenden Fachwerkobergeschossen, 17./18. Jahrhundert | D-6-77-148-14 Wikidata  | weitere Bilder |
| Brunnengasse 17 (Standort)                                                                             | Wohnhaus                                   | zweigeschossiger Halbwalmdachbau mit teilweise verputztem Fachwerkobergeschoss in Ecklage, 18. Jahrhundert, vermauerte mittelalterliche Blidenkugel im veränderten Erdgeschoss | D-6-77-148-15 Wikidata  | weitere Bilder |
| Brunnengasse 19 (Standort)                                                                             | Wohnhaus                                   | zweigeschossiger traufständiger Satteldachbau mit einseitigem Walm und verputztem Fachwerkobergeschoss über Vorkragung, 17./18. Jahrhundert, barocker Türrahmen mit Ohrungen im Erdgeschoss bezeichnet 1725 | D-6-77-148-16 Wikidata  | weitere Bilder |
| Brunnengasse 19 (Standort)                                                                             | Madonnenfigur                              | Barock, Holz, 18. Jahrhundert | D-6-77-148-16 Wikidata  | weitere Bilder |
| Eußenheimer Straße (Standort)                                                                          | Bildstock                                  | Gemauerter und verputzter Bildstock mit leicht vorkragendem Satteldach-Aufsatz und Treppengiebeln, rechteckige Nische mit Relief 'Kreuzigungsgruppe', Sandstein, spätgotisch, um 1500 | D-6-77-148-209 Wikidata | weitere Bilder |
| Färbergasse 8, 10 (Standort)                                                                           | Hofanlage                                  | Wohnhaus, gestaffelter zweigeschossiger Baukörper bestehend aus rückwärtigem giebelständigem Satteldachbau mit Fachwerkanteilen im Obergeschoss und kleinerem giebelständigem Satteldachvorbau mit Zierfachwerkobergeschoss zur Straße, Erdgeschoss mit Sandsteinrahmungen und illusionistischer Architekturmalerei, Renaissance, 1510, Fachwerkobergeschoss 17. Jahrhundert | D-6-77-148-430 Wikidata | weitere Bilder |
| Färbergasse 8, 10 (Standort)                                                                           | Hofanlage                                  | Hofmauer, teilweise verputzte Mauer mit Rundbogentor, bezeichnet 1609 | D-6-77-148-430 Wikidata | weitere Bilder |
| Färbergasse 9 (Standort)                                                                               | Wohnhaus                                   | zweigeschossiger giebelständiger Satteldachbau mit vorkragendem Zierfachwerkobergeschoss, Erdgeschoss mit rundbogigen Sandsteinrahmungen, 16. Jahrhundert | D-6-77-148-18 Wikidata  | weitere Bilder |
| Färbergasse 15; Färbergasse 17 (Standort)                                                              | Wohnhaus                                   | zweigeschossiger giebelständiger Satteldachbau mit vorkragendem (modern verhangenem) Fachwerkobergeschoss, 17./18. Jahrhundert, Erdgeschoss verändert | D-6-77-148-20 Wikidata  | weitere Bilder |
| Färbergasse 16 (Standort)                                                                              | Wohnhaus                                   | zweigeschossiger traufständiger Satteldachbau mit Aufzugsgaube und vorkragendem verputztem Fachwerkobergeschoss, 18. Jahrhundert, Erdgeschoss verändert | D-6-77-148-21 Wikidata  | weitere Bilder |
| Fischergasse 2 (Standort)                                                                              | Portal                                     | Rundbogenportal mit Abfasung, Sandstein, Frührenaissance, bezeichnet 1550 | D-6-77-148-24 Wikidata  | weitere Bilder |
| Fischergasse 4 (Standort)                                                                              | Wohnhaus                                   | zweigeschossiger giebelständiger Satteldachbau mit über Konsolen vorkragendem Zierfachwerkobergeschoss, Giebel mit Aufzugsluke und Erdgeschoss mit Rundbogeneinfahrt und Hochwassermarke von 1845, Giebelgefach bezeichnet 1603 | D-6-77-148-25 Wikidata  | weitere Bilder |
| Fischergasse 10/12a; Nähe Brückenstraße (Standort)                                                     | Stadttor                                   | sogenanntes Maintor, Mauertor mit Rundbogen und Hochwassermarken sowie seitlichem Rundturm mit vorkragendem Obergeschoß und Spitzhelm, bezeichnet 1567, vermauerte mittelalterliche Blidenkugel | D-6-77-148-127          | Stadttor       |
| Fischergasse 12 (Standort)                                                                             | Wohnhaus                                   | zweigeschossiger Satteldachbau mit über Eck vorkragendem verputztem Fachwerkobergeschoss in Ecklage, 17./18. Jahrhundert | D-6-77-148-27 Wikidata  | weitere Bilder |
| Fischergasse 14 (Standort)                                                                             | Wohnhaus                                   | zweigeschossiger giebelständiger Satteldachbau mit vorkragendem Zierfachwerkobergeschoss, Erdgeschoss mit illusionistischer Architekturmalerei, Renaissance, um 1600 | D-6-77-148-29 Wikidata  | weitere Bilder |
| Gemündener Straße 3 (Standort)                                                                         | Finanzamt                                  | Amtsgebäude, dreigeschossiger Walmdachbau mit haubengedeckten Konsolerkern sowie Zwerchhaus mit Volutengiebel, Putzfassade mit Sandsteinrahmungen und wappengeschmückter Portalrahmungl, Neorenaissance im Stil des frühen 17. Jahrhunderts, 1908 | D-6-77-148-33 Wikidata  | weitere Bilder |
| Gemündener Straße 3 (Standort)                                                                         | Finanzamt                                  | Remise, eingeschossiger Satteldachbau mit einseitigem Halbwalm und Fledermausgauben, Putzfassade mit Sandsteinrahmungen und hölzernen Torrahmungen, um 1910 | D-6-77-148-33 Wikidata  | BW             |
| Gemündener Straße 17 (Standort)                                                                        | Distriktskrankenhaus                       | zweigeschossiger Mansardwalmdachbau über Kellersockel, Putzfassade mit Sandsteingliederungen und reichem Portal über Freitreppe, historisierend im Stil des fränkischen Barock, bezeichnet 1904 | D-6-77-148-34 Wikidata  | weitere Bilder |
| Gerbergasse 4 (Standort)                                                                               | Fensterrahmung                             | oberer Teil einer profilierten Fensterrahmung mit Wappenkartusche, Renaissance, bezeichnet 1557 | D-6-77-148-35 Wikidata  | weitere Bilder |
| Gerbergasse 6 (Standort)                                                                               | Wohnhaus                                   | schmales dreigeschossiges Giebelhaus mit verputzten Fachwerkobergeschossen, 17./18. Jahrhundert, Fassade und Dachaufbauten verändert | D-6-77-148-36 Wikidata  | weitere Bilder |
| Gerbergasse 8 (Standort)                                                                               | Wohnhaus                                   | zweigeschossiger giebelständiger Satteldachbau mit über ornamentierten Konsolen vorkragendem Zierfachwerkobergeschoss, Erdgeschoss mit ehemaligem Rundbogentor, Spätrenaissance, bezeichnet 1624 | D-6-77-148-37 Wikidata  | weitere Bilder |
| Gerbergasse 10 (Standort)                                                                              | Wohnhaus                                   | zweigeschossiger giebelständiger Satteldachbau mit über Konsolen vorkragendem Fachwerkobergeschoss, Erdgeschoss mit profilierter Rundbogentür, frühes 17. Jahrhundert | D-6-77-148-38 Wikidata  | weitere Bilder |
| Hammersteig (Flurbezeichnung) (Standort)                                                               | Wegkapelle                                 | kleiner verputzter Satteldachbau mit Korbbogenöffnungen, über der Eingangsseite Figur eines Kreuzschleppers, in Rückwand vermauertes Relief 'Christus und Jünger am Ölberg', Sandstein, barock, bezeichnet 1737 | D-6-77-148-212 Wikidata | BW             |
| Hammersteig (Flurbezeichnung); Unterer Heuweg (Standort)                                               | Weinbergkapelle                            | kleiner quadratischer Putzbau mit Pyramidendach und Segmentbogenöffnungen, in Rückwand vermauertes Relief 'Hl. Familie und Dreifaltigkeit', Sandstein, bezeichnet 1722 | D-6-77-148-211 Wikidata | BW             |
| Hofriethgasse 2 (Standort)                                                                             | Wohnhaus                                   | zweigeschossiger traufständiger Krüppelwalmdachbau mit über Konsolen vorkragendem Zierfachwerkobergeschoss, Erdgeschoss mit profilierten und teilweise geohrten Fensterrahmungen, bezeichnet 1691, im Kern wohl älter | D-6-77-148-80 Wikidata  | weitere Bilder |
| Im Wurzgrund (Flurbezeichnung) (Standort)                                                              | Bildstock                                  | gemauerter und verputzter Bildstock mit leicht vorkragendem kreuzbekröntem Satteldach-Aufsatz und rechteckiger Nische mit Relief 'Pietà', Sandstein, 17. Jahrhundert | D-6-77-148-214 Wikidata | Bildstock      |
| Kalbenstein (Standort)                                                                                 | Heiligenfigur                              | Inschriftsockel mit Figur der 'Immaculata', Sandstein, 19. Jahrhundert | D-6-77-148-210 Wikidata | BW             |
| Nähe Stationsweg (Standort)                                                                            | Kreuzweg                                   | 1. von 12 Kreuzwegstationen, Stationshäuschen mit rückwärtig abgewalmten Satteldach und Giebel über großer Rechtecknische mit eingestellten hölzernen Figurengruppen, Rokoko und Klassizismus, 1736–1836, Daniel Anton Herbith (Mühlbach) und Bildhauerfamilie Schäfer | D-6-77-148-215 Wikidata | weitere Bilder |
| Am Steinlein (Standort)                                                                                | Kreuzweg                                   | 2. von 12 Kreuzwegstationen, Stationshäuschen mit rückwärtig abgewalmten Satteldach und Giebel über großer Rechtecknische mit eingestellten hölzernen Figurengruppen, Rokoko und Klassizismus, 1736–1836, Daniel Anton Herbith (Mühlbach) und Bildhauerfamilie Schäfer | D-6-77-148-215 Wikidata | weitere Bilder |
| Am Steinlein; Stationsweg (Standort)                                                                   | Kreuzweg                                   | 3. von 12 Kreuzwegstationen, Stationshäuschen mit rückwärtig abgewalmten Satteldach und Giebel über großer Rechtecknische mit eingestellten hölzernen Figurengruppen, Rokoko und Klassizismus, 1736–1836, Daniel Anton Herbith (Mühlbach) und Bildhauerfamilie Schäfer | D-6-77-148-215 Wikidata | weitere Bilder |
| Oberes Steinlein (Standort)                                                                            | Kreuzweg                                   | 4. von 12 Kreuzwegstationen, Stationshäuschen mit rückwärtig abgewalmten Satteldach und Giebel über großer Rechtecknische mit eingestellten hölzernen Figurengruppen, Rokoko und Klassizismus, 1736–1836, Daniel Anton Herbith (Mühlbach) und Bildhauerfamilie Schäfer | D-6-77-148-215 Wikidata | weitere Bilder |
| Purrain; Stationsweg (Standort)                                                                        | Kreuzweg                                   | 5. von 12 Kreuzwegstationen, Stationshäuschen mit rückwärtig abgewalmten Satteldach und Giebel über großer Rechtecknische mit eingestellten hölzernen Figurengruppen, Rokoko und Klassizismus, 1736–1836, Daniel Anton Herbith (Mühlbach) und Bildhauerfamilie Schäfer | D-6-77-148-215 Wikidata | weitere Bilder |
| Geisberg (Standort)                                                                                    | Kreuzweg                                   | 6. von 12 Kreuzwegstationen, Stationshäuschen mit rückwärtig abgewalmten Satteldach und Giebel über großer Rechtecknische mit eingestellten hölzernen Figurengruppen, Rokoko und Klassizismus, 1736–1836, Daniel Anton Herbith (Mühlbach) und Bildhauerfamilie Schäfer | D-6-77-148-215 Wikidata | weitere Bilder |
| Kalvarienberg (Standort)                                                                               | Kreuzweg                                   | 7. von 12 Kreuzwegstationen, Stationshäuschen mit rückwärtig abgewalmten Satteldach und Giebel über großer Rechtecknische mit eingestellten hölzernen Figurengruppen, Rokoko und Klassizismus, 1736–1836, Daniel Anton Herbith (Mühlbach) und Bildhauerfamilie Schäfer | D-6-77-148-215 Wikidata | weitere Bilder |
| Kalvarienberg (Standort)                                                                               | Kreuzweg                                   | 8. von 12 Kreuzwegstationen, Stationshäuschen mit rückwärtig abgewalmten Satteldach und Giebel über großer Rechtecknische mit eingestellten hölzernen Figurengruppen, Rokoko und Klassizismus, 1736–1836, Daniel Anton Herbith (Mühlbach) und Bildhauerfamilie Schäfer | D-6-77-148-215 Wikidata | weitere Bilder |
| Kalvarienberg (Standort)                                                                               | Kreuzweg                                   | 9. von 12 Kreuzwegstationen, Stationshäuschen mit rückwärtig abgewalmten Satteldach und Giebel über großer Rechtecknische mit eingestellten hölzernen Figurengruppen, Rokoko und Klassizismus, 1736–1836, Daniel Anton Herbith (Mühlbach) und Bildhauerfamilie Schäfer | D-6-77-148-215 Wikidata | weitere Bilder |
| Kalvarienberg (Standort)                                                                               | Kreuzweg                                   | 10. von 12 Kreuzwegstationen, Stationshäuschen mit rückwärtig abgewalmten Satteldach und Giebel über großer Rechtecknische mit eingestellten hölzernen Figurengruppen, Rokoko und Klassizismus, 1736–1836, Daniel Anton Herbith (Mühlbach) und Bildhauerfamilie Schäfer | D-6-77-148-215 Wikidata | weitere Bilder |
| Kalvarienberg (Standort)                                                                               | Kreuzweg                                   | 11. von 12 Kreuzwegstationen, Stationshäuschen mit rückwärtig abgewalmten Satteldach und Giebel über großer Rechtecknische mit eingestellten hölzernen Figurengruppen, Rokoko und Klassizismus, 1736–1836, Daniel Anton Herbith (Mühlbach) und Bildhauerfamilie Schäfer | D-6-77-148-215 Wikidata | weitere Bilder |
| Kalvarienbergweg (Standort)                                                                            | Kreuzweg                                   | Kreuzigungsgruppe, und gleichzeitig 12. Station, drei geschweifte Inschriftsockel mit mittlerer Kreuzigungsgruppe und seitlichen Schächern, Sandstein, 18. Jahrhundert, gusseiserne Zauneinfriedung um 1900-6-77-148-215 |                         | Kreuzweg       |
| Kalvarienberg (Standort)                                                                               | Kreuzweg                                   | 13. Kreuzwegstation, Stationshäuschen mit rückwärtig abgewalmten Satteldach und Giebel über großer Rechtecknische mit eingestellten hölzernen Figurengruppen, Rokoko und Klassizismus, 1736–1836, Daniel Anton Herbith (Mühlbach) und Bildhauerfamilie Schäfer | D-6-77-148-215 Wikidata | weitere Bilder |
| Kalvarienberg (Standort)                                                                               | Kreuzweg                                   | Hl. Grabkapelle und zugleich 14. Station, kleiner Satteldachbau mit Säulenportikus in Form eines römischen Tempels, Putzmauerwerk mit Sandsteingliederung, und eingestellter hölzerner Figurengruppe, klassizistisch 1. Hälfte 19. Jahrhundert | D-6-77-148-215 Wikidata | weitere Bilder |
| Kärrnergasse 18 (Standort)                                                                             | Wohnhaus                                   | zweigeschossiges Giebelhaus mit Satteldach und über Eck vorkragendem verputztem Fachwerkobergeschoss in Ecklage, 17./18. Jahrhundert | D-6-77-148-83 Wikidata  | weitere Bilder |
| Kärrnergasse 26 (Standort)                                                                             | Wohnhaus                                   | zweigeschossiger giebelständiger Satteldachbau, hohes Erdgeschoss mit Rundbogentor (bezeichnet 1584) und profiliertem Sitznischenportal mit Rinder- oder Ziegenkopf in Wappenkartusche (möglicherweise Metzgerhaus), Renaissance, bezeichnet 1603, Obergeschoss mit Dachwerk wohl 18./19. Jahrhundert, erneuert                                                              | D-6-77-148-84 Wikidata  | weitere Bilder |
| Kärrnergasse 29 (Standort)                                                                             | Toreinfahrt                                | Rundbogen mit Abfasung, Sandstein, bezeichnet 1596 und 1742 | D-6-77-148-85 Wikidata  | weitere Bilder |
| Kellereigasse 3 (Standort)                                                                             | Wohnhaus                                   | zweigeschossiger giebelständiger Satteldachbau mit über Konsolen vorkragendem verputztem Fachwerkobergeschoss, hohes Erdgeschoss mit Rundbogenportal, 16./17. Jahrhundert | D-6-77-148-86 Wikidata  | weitere Bilder |
| Kellereigasse 7 (Standort)                                                                             | Wohnhaus                                   | zweigeschossiger giebelständiger Satteldachbau mit Fachwerkobergeschoss, hohes Erdgeschoss mit Sandsteinrahmungen, 17. Jh | D-6-77-148-87 Wikidata  | weitere Bilder |
| Kellereigasse 8, 10 (Standort)                                                                         | Wohnhaus                                   | zweigeschossiger traufständiger Satteldachbau mit Aufzugsgaube und über Konsolen vorkragendem verputztem Fachwerkobergeschoss, 17./18. Jahrhundert, Fassade verändert | D-6-77-148-88 Wikidata  | weitere Bilder |
| Kellereigasse 9 (Standort)                                                                             | Wohnhaus                                   | zweigeschossiger giebelständiger Satteldachbau mit Fachwerkobergeschoss über hohem Erdgeschoss, 17. Jahrhundert | D-6-77-148-89 Wikidata  | weitere Bilder |
| Kellereigasse 14 (Standort)                                                                            | Wohnhaus                                   | zweigeschossiger giebelständiger Satteldachbau mit über Konsolen vorkragendem größtenteils verputztem Zierfachwerkobergeschoss, bezeichnet 1679 | D-6-77-148-26 Wikidata  | weitere Bilder |
| Krönleinsweg 1 (Standort)                                                                              | Relief                                     | 'Muschelnische mit Pietà', Sandstein, 1656 | D-6-77-148-1 Wikidata   | BW             |
| Langgasse 4 (Standort)                                                                                 | Wohnhaus                                   | zweigeschossiger giebelständiger Satteldachbau mit vorkragendem verputztem Fachwerkobergeschoss und ebenfalls vorkragendem Giebel, 17. Jahrhundert, Erdgeschoss verändert | D-6-77-148-100 Wikidata | weitere Bilder |
| Langgasse 5 (Standort)                                                                                 | Wohnhaus                                   | zweigeschossiger giebelständiger Halbwalmdachbau mit vorkragendem verputztem Fachwerkobergeschoss, im Kern 16./17. Jahrhundert, Erdgeschoss verändert | D-6-77-148-101 Wikidata | weitere Bilder |
| Langgasse 6 (Standort)                                                                                 | Wohnhaus                                   | zweigeschossiger giebelständiger Satteldachbau mit vorkragendem Zierfachwerkobergeschoss, Erdgeschoss mit rundbogiger Tordurchfahrt, bezeichnet 1547 | D-6-77-148-102 Wikidata | weitere Bilder |
| Langgasse 7 (Standort)                                                                                 | Wohnhaus                                   | zweigeschossiger Schopfwalmdachbau mit über Eck vorkragendem verputztem Fachwerkobergeschoss und freigelegtem Zierfachwerkgiebel in Ecklage, Eckquaderung im Erdgeschoss bezeichnet 1580 | D-6-77-148-103 Wikidata | weitere Bilder |
| Langgasse 8 (Standort)                                                                                 | Wohnhaus                                   | zweigeschossiger Satteldachbau mit über Eck vorkragendem verputztem Fachwerkobergeschoss in Ecklage, 17. Jahrhundert, Erdgeschoss verändert | D-6-77-148-104 Wikidata | weitere Bilder |
| Langgasse 10 (Standort)                                                                                | Wohnhaus                                   | zweigeschossiger Satteldachbau (ursprl. Schopfwalmdach) mit über Eck vorkragendem Zierfachwerkobergeschoss in Ecklage, Erdgeschoss mit Sandsteinkanten, 16./17. Jahrhundert | D-6-77-148-105 Wikidata | weitere Bilder |
| Langgasse 12 (Standort)                                                                                | Wohnhaus                                   | zweigeschossiger giebelständiger Satteldachbau mit zweigeschossigem Traufseitanbau, verputzte vorkragende Fachwerkobergeschosse über Erdgeschoss mit Sandsteinrahmungen, 17./18. Jahrhundert, zweitverwendeter Sandsteinsturz bezeichnet 156(?) | D-6-77-148-106 Wikidata | weitere Bilder |
| Langgasse 15 (Standort)                                                                                | Wohnhaus                                   | zweigeschossiger Halbwalmdachbau mit vorkragendem verputztem Fachwerkobergeschoss in Ecklage, Erdgeschoss mit Kantenquaderung, 18. Jh., im Kern 16. Jahrhundert, vermauerte Fragmente eines Sitznischenportals bezeichnet 1574 | D-6-77-148-107 Wikidata | weitere Bilder |
| Langgasse 18 (Standort)                                                                                | Wohnhaus                                   | dreigeschossiger Satteldachbau mit Aufzugserker sowie verputzen Fachwerkobergeschossen über Sandstein-Konsolen mit Blattmasken, Erdgeschoss mit Rundbogenportal, 17. Jahrhundert | D-6-77-148-108 Wikidata | weitere Bilder |
| Langgasse 19 (Standort)                                                                                | Wohnhaus                                   | verputztes Fachwerk, Halbwalmdach, 17. Jahrhundert; Rückgebäude, zweigeschossig mit Satteldach und Fachwerkobergeschoss, 1549 (d) | D-6-77-148-109 Wikidata | weitere Bilder |
| Langgasse 20 (Standort)                                                                                | Wohnhaus                                   | dreigeschossiger Schopfwalmdachbau mit über Eck vorkragenden Zierfachwerkobergeschossen in Ecklage, profilierter Rundbogen im Erdgeschoss bezeichnet 1577, Fachwerk am Eckständer bezeichnet 1578 | D-6-77-148-110 Wikidata | weitere Bilder |
| Langgasse 23 (Standort)                                                                                | Wohn- und Geschäftshaus                    | zweigeschossiger Satteldachbau mit über Eck vorkragendem und größtenteils verputztem Zierfachwerkobergeschoss in Ecklage, Eckständer bezeichnet 1665, Ladentür und -fenster mit Sandsteinrahmung, 1. Hälfte 20. Jahrhundert | D-6-77-148-111 Wikidata | weitere Bilder |
| Langgasse 25 (Standort)                                                                                | Wohn- und Geschäftshaus                    | zweigeschossiger giebelständiger Halbwalmdachbau mit verputztem Fachwerkobergeschoss, Erdgeschoss mit geohrter Sandstein-Türrahmung, 18. Jahrhundert, Erweiterung mit einseitiger Anhebung der Dachfläche 19. Jahrhundert | D-6-77-148-112 Wikidata | weitere Bilder |
| Langgasse 33 (Standort)                                                                                | Wohnhaus                                   | zweigeschossiger Krüppelwalmdachbau mit über Eck auf Konsolen vorkragendem verputztem Fachwerkobergeschoss in Ecklage, Erdgeschoss mit Rundbogenportal und spitzbogigem Biforienfenster, 16. Jh., Kern vermutlich mittelalterlich | D-6-77-148-113 Wikidata | weitere Bilder |
| Laudenbacher Weg (Standort)                                                                            | Bildstock                                  | Postament und Säule mit Inschriftkartusche sowie kreuzbekröntem zweiseitigem Reliefaufsatz 'Kreuzigungsgruppe' / 'Blutwunder von Walldürn', Sandstein, bezeichnet 1621 und 1735, Postament und Säule erneuert | D-6-77-148-213 Wikidata | BW             |
| Mainkaistraße 2 (Standort)                                                                             | Gartenhaus                                 | zweigeschossiger Mansardwalmdachbau mit Pfeilerlaube im Erdgeschoss, Putzfassade mit geohrten Rahmungen, 18. Jahrhundert | D-6-77-148-129 Wikidata | weitere Bilder |
| Mainkaistraße 6, Grundstück westlich von Mainkaistraße 4 (Standort)                                    | Gartenhaus                                 | mit Walmdach, Mauerpforte bezeichnet 1806 | D-6-77-148-130 Wikidata | BW             |
| Neue Bahnhofstraße 6 (Standort)                                                                        | Wohnhaus                                   | zweigeschossiges Giebelhaus mit Satteldach und vorkragendem verputztem Fachwerkobergeschoss, 17. Jahrhundert, Türsturz bezeichnet 1876 | D-6-77-148-139 Wikidata | weitere Bilder |
| Neue Bahnhofstraße 7 (Standort)                                                                        | Wohnhaus                                   | zweigeschossiger Walmdachbau mit vorkragendem verputztem Fachwerkobergeschoss in Ecklage, Erdgeschoss mit geohrten Sandsteinrahmungen, 18. Jahrhundert | D-6-77-148-140 Wikidata | weitere Bilder |
| Neue Bahnhofstraße 7 (Standort)                                                                        | Hausmadonna                                | 18. Jahrhundert | D-6-77-148-140 Wikidata | weitere Bilder |
| Neue Bahnhofstraße 8 (Standort)                                                                        | Wohnhaus                                   | zweigeschossiger traufständiger Satteldachbau mit Aufzugserker und vorkragendem verputztem Fachwerkobergeschoss, 17. Jahrhundert, Erdgeschoss verändert | D-6-77-148-141 Wikidata | weitere Bilder |
| Neue Bahnhofstraße 9 (Standort)                                                                        | Wohnhaus                                   | zweigeschossiger traufständiger Satteldachbau mit einseitigem Krüppelwalm und vorkragendem Fachwerkobergeschoss, 16./17. Jahrhundert, Erdgeschoss und Dachaufbauten neu | D-6-77-148-142 Wikidata | weitere Bilder |
| Neue Bahnhofstraße 11 (Standort)                                                                       | Portal                                     | Rundbogen mit abgefasten Kanten und Wappenkartusche (Winzer), Sandstein, Renaissance, bezeichnet 1568 (erneuert) | D-6-77-148-143 Wikidata | weitere Bilder |
| Neue Bahnhofstraße 12 (Standort)                                                                       | Wohnhaus                                   | zweigeschossiger Halbwalmdachbau mit über Konsolen vorkragendem verputztem Fachwerkobergeschoss in Ecklage, 17. Jahrhundert, Erdgeschoss und Dachaufbauten neu | D-6-77-148-144 Wikidata | weitere Bilder |
| Neue Bahnhofstraße 13 (Standort)                                                                       | Wohnhaus                                   | zweigeschossiger traufständiger Satteldachbau mit vorkragendem verputztem Fachwerkobergeschoss, 17. Jahrhundert, Erdgeschoss verändert | D-6-77-148-145 Wikidata | weitere Bilder |
| Neue Bahnhofstraße 16 (Standort)                                                                       | Wohnhaus                                   | zweigeschossiges Giebelhaus mit Krüppelwalmdach und vorkragendem verputztem Fachwerkobergeschoss, 17. Jahrhundert | D-6-77-148-146 Wikidata | weitere Bilder |
| Neue Bahnhofstraße 17 (Standort)                                                                       | Wohnhaus                                   | zweigeschossiger traufständiger Satteldachbau mit vorkragendem Fachwerkobergeschoss, 18. Jahrhundert | D-6-77-148-147 Wikidata | weitere Bilder |
| Neue Bahnhofstraße 19 (Standort)                                                                       | Wohnhaus                                   | später Hotel zur Eisenbahn, zweigeschossiges Giebelhaus mit Krüppelwalmdach und über Konsolen vorkragendem verputztem Fachwerkobergeschoss, 17. Jahrhundert, vermauerter Kellerbogen bezeichnet 1564, Erweiterung zum Hotel durch dreigeschossigem Mansardwalmdachanbau mit verputzten Fachwerkobergeschossen, 2. Hälfte 19. Jahrhundert                                     | D-6-77-148-148 Wikidata | weitere Bilder |
| Neue Bahnhofstraße 28 (Standort)                                                                       | Wohnhaus                                   | zweigeschossiger Satteldachbau mit Zierfachwerkobergeschoss in Ecklage, ehemaliger Torbogen bezeichnet 1568 | D-6-77-148-149 Wikidata | weitere Bilder |
| Obere Kirchgasse 4 (Standort)                                                                          | Wohnhaus                                   | zweigeschossiger Satteldachbau mit teilweise verputztem Zierfachwerkobergeschoss in Ecklage, bezeichnet 1630, Erdgeschoss verändert | D-6-77-148-151 Wikidata | weitere Bilder |
| Obere Kirchgasse 5 (Standort)                                                                          | Wohnhaus                                   | dreigeschossiger giebelständiger Krüppelwalmdachbau mit vorkragenden Fachwerkobergeschossen, hohes Erdgeschoss mit Rundbogentor, 17. Jahrhundert | D-6-77-148-150 Wikidata | weitere Bilder |
| Obere Kirchgasse 7 (Standort)                                                                          | Ackerbürgerhof                             | Wohnhaus, zweigeschossiger Satteldachbau mit vorkragendem verputztem Fachwerkobergeschoss in Ecklage, 17./18. Jahrhundert, Erdgeschoss verändert | D-6-77-148-153 Wikidata | weitere Bilder |
| Obere Kirchgasse 7 (Standort)                                                                          | Ackerbürgerhof                             | Nebengebäude, kleiner zweigeschossiger giebelständiger Satteldachbau mit vorkragendem verputztem Fachwerkobergeschoss, 17./18. Jahrhundert | D-6-77-148-153 Wikidata | weitere Bilder |
| Obere Kirchgasse 7 (Standort)                                                                          | Ackerbürgerhof                             | Ehemalige Scheune, zweigeschossiger Satteldachbau mit vorkragendem verputztem Fachwerkobergeschoss und Aufzugserker, 18. Jahrhundert | D-6-77-148-153 Wikidata | weitere Bilder |
| Obere Kirchgasse 9 (Standort)                                                                          | Wohnhaus                                   | zweigeschossiger Satteldachbau mit über Eck vorkragendem verputztem Fachwerkobergeschoss in Ecklage, 18. Jahrhundert | D-6-77-148-154 Wikidata | weitere Bilder |
| Obere Kirchgasse 10 (Standort)                                                                         | Wohnhaus                                   | zweigeschossiger Satteldachbau mit auf Konsolen über Eck vorkragendem verputztem Fachwerkobergeschoss in Ecklage, 16./17. Jahrhundert | D-6-77-148-155 Wikidata | weitere Bilder |
| Obere Kirchgasse 12 (Standort)                                                                         | Wohnhaus                                   | zweigeschossiger traufständiger Satteldachbau mit über Konsolen vorkragendem verputztem Fachwerkobergeschoss, Erdgeschoss mit geohrten Sandsteinrahmungen, 18. Jahrhundert | D-6-77-148-156 Wikidata | BW             |
| Obere Stadtmauer 12 (Standort)                                                                         | Wohnhaus                                   | zweigeschossiger Satteldachbau mit verputztem Fachwerkobergeschoss und rückwärtigem Anbau auf schiefwinkligem Grundriss, 18./19. Jahrhundert, Fassade verändert | D-6-77-148-157 Wikidata | weitere Bilder |
| Obere Viehmarktstraße 4/6 (Standort)                                                                   | Wohnhaus                                   | zweigeschossiges Giebelhaus mit Krüppelwalm und vorkragendem verputztem Fachwerkobergeschoss, 17. /18. Jahrhundert, Erdgeschoss verändert | D-6-77-148-160 Wikidata | weitere Bilder |
| Obere Viehmarktstraße 7 (Standort)                                                                     | Wohnhaus                                   | dreigeschossiges traufständiges Wohnhaus mit verputzten Fachwerkobergeschossen über Vorkragung, 17. Jahrhundert, verändert | D-6-77-148-161 Wikidata | weitere Bilder |
| Obere Viehmarktstraße 8 (Standort)                                                                     | Wohnhaus                                   | Zweigeschossiges Giebelhaus mit Halbwalm, erbaut 1548 (dendro.dat), Dachgeschoss im 18./19. Jhdt. erneuert, Erdgeschoss verändert. Stube mit bauzeitlicher Bohlenbalkendecke und Hausaltargemälde (Kreuzigungsgruppe) | D-6-77-148-162 Wikidata | weitere Bilder |
| Obere Viehmarktstraße 24 (Standort)                                                                    | Wohnhaus                                   | zweigeschossiger Satteldachbau mit vorkragendem verputztem Fachwerkobergeschoss in Ecklage, im Kern 18. Jahrhundert, Erdgeschoss verändert | D-6-77-148-164 Wikidata | weitere Bilder |
| Purrain (Flurbezeichnung); Speierweg (Standort)                                                        | Bildstock                                  | gemauerter und verputzter Bildstock mit leicht vorkragendem Satteldachaufsatz und Rundbogennische, ursprl. wohl 16./17. Jahrhundert, Wiedererrichtung bezeichnet 2003 | D-6-77-148-216 Wikidata | Bildstock      |
| Rathausgasse 1 (Standort)                                                                              | Wohn- und Geschäftshaus                    | dreigeschossiger Walmdachbau mit über Konsolen vorkragenden verputzten Fachwerkobergeschossen in Ecklage, 18./19. Jahrhundert, im Kern Ende 16. Jahrhundert, Kantenquaderung bezeichnet 1590, Türsturz bezeichnet 1805, Toreinfahrt bezeichnet 1947 | D-6-77-148-166 Wikidata | weitere Bilder |
| Rathausgasse 5 (Standort)                                                                              | Fassade                                    | zweigeschossige Giebelfassade mit über Konsolen vorkragendem Zierfachwerkobergeschoss, Wiederaufbau 2. Hälfte 20. Jahrhundert unter Verwendung von Konsolen und geschnitzten Hölzern des 17. Jahrhunderts | D-6-77-148-167 Wikidata | weitere Bilder |
| Ringstraße (Standort)                                                                                  | Prozessionsaltar                           | Stipes mit Rundbogen-Ädikula sowie Pyramidendach über zwei Volutenpfeilern und rückwärtiger Wand, eingestelltes Retabel mit Relief 'Ölbergszene' und seitlichen Figuren von Ordensheiligen, gesprengter Volutengiebel mit Engelsbüste und 'Arma Christi', Sandstein, frühbarock, bezeichnet 1670                                                                             | D-6-77-148-169 Wikidata | weitere Bilder |
| Ringstraße 9 (Standort)                                                                                | Gartenhaus                                 | zweistöckiger Mansardwalmdachbau, 18. Jahrhundert | D-6-77-148-170 Wikidata | weitere Bilder |
| Ringstraße 48 (Standort)                                                                               | Wandbild hl. Antonius                      | bezeichnet K. Grahn 1911; nicht nachqualifiziert, im Bayerischen Denkmal-Atlas nicht kartiert | D-6-77-148-173 Wikidata | BW             |
| Ringstraße 51 (Standort)                                                                               | Ehemaliges Amtsgericht                     | Gerichtsgebäude, zweiflügeliger zweigeschossiger Mansardwalmdachbau und runder Eckturm mit gebrochenem Zelt-Kegeldach, Putzfassade mit geohrten Sandsteinrahmungen und reichem Portal mit Freitreppe sowie eingeschossigem Trakt mit Sandsteinquaderfassade und Attika, Neobarock, 1902                                                                                      | D-6-77-148-174 Wikidata | weitere Bilder |
| Ringstraße 49 (Standort)                                                                               | Wohnhaus                                   | zweigeschossiger Walmdachbau und Eckturm mit Pyramidendach, Putzfassade mit Sandsteinpartien, historisierend, um 1905 | D-6-77-148-174 Wikidata | weitere Bilder |
| Ringstraße 49, 51 (Standort)                                                                           | Remise                                     | Eingeschossiger Walmdachbau mit Putzfassade | D-6-77-148-174 Wikidata | BW             |
| Ringstraße 49, 51 (Standort)                                                                           | Einfriedung                                | Hofmauer mit Rundbogentor, um 1905 | D-6-77-148-174 Wikidata | BW             |
| Rudolph-Glauber-Straße 1 (Standort)                                                                    | Gartenhaus                                 | mit Walmdach, um 1800; Grundstück nördlich zu vorhergehendem; nicht nachqualifiziert, im Bayerischen Denkmal-Atlas nicht kartiert | D-6-77-148-131 Wikidata | BW             |
| Rudolph-Glauber-Straße 21 (Standort)                                                                   | Bildstock                                  | Sockel mit Postament und konischer Säule sowie kreuzbekröntem Reliefaufsatz 'Pietà' und 'Engel mit Arma Christi', Sandstein, bezeichnet 1648, erneuert | D-6-77-148-41 Wikidata  | BW             |
| Schulgasse 1 (Standort)                                                                                | Wohnhaus                                   | zweigeschossiges Giebelhaus mit vorkragendem verputztem Fachwerkobergeschoss und zweigeschossigem traufständigem Satteldachanbau mit rundbogiger Tordurchfahrt und Pforte sowie vorkragendem verputztem Fachwerkobergeschoss, 16./17. Jahrhundert, Torbogen bezeichnet 1575                                                                                                  | D-6-77-148-175 Wikidata | weitere Bilder |
| Schulgasse 3 (Standort)                                                                                | Wohnhaus                                   | dreigeschossiges Giebelhaus mit Satteldach und verputzten Fachwerkobergeschossen über Vorkragung, 17. Jahrhundert, Erdgeschoss mit Sandsteinrahmungen und Aufstockung 19. Jahrhundert | D-6-77-148-176 Wikidata | weitere Bilder |
| Schulgasse 4 (Standort)                                                                                | Wohnhaus                                   | dreigeschossiges Giebelhaus mit verputzten Fachwerkobergeschossen über Vorkragung, im Kern 16./17. Jahrhundert, modern umgebaut | D-6-77-148-177 Wikidata | BW             |
| Schulgasse 5 (Standort)                                                                                | Wohnhaus                                   | zweigeschossiges Giebelhaus mit Satteldach und über Konsolen vorkragendem verputztem Fachwerkobergeschoss, 16./17. Jahrhundert, Erdgeschoss verändert | D-6-77-148-178 Wikidata | weitere Bilder |
| Schulgasse 7 (Standort)                                                                                | Wohnhaus                                   | zweigeschossiges Giebelhaus mit Halbwalmdach und vorkragendem Fachwerkobergeschoss, 17./18. Jahrhundert | D-6-77-148-180 Wikidata | weitere Bilder |
| Schulgasse 8 (Standort)                                                                                | Giebelhaus                                 | Fachwerk, bezeichnet 1594 | D-6-77-148-181 Wikidata | BW             |
| Schulgasse 11 (Standort)                                                                               | Wohnhaus                                   | zweigeschossiges Giebelhaus mit Satteldach und über Konsolen vorkragendem verputztem Fachwerkobergeschoss, Torbogen mit Wappen bezeichnet 1603 | D-6-77-148-182 Wikidata | weitere Bilder |
| Schustergasse 7 (Standort)                                                                             | Wohnhaus                                   | zweigeschossiges Giebelhaus mit Krüppelwalm und verputztem Fachwerkobergeschoss, 18./19. Jahrhundert, Türstock bezeichnet 1655 (vermutlich in Zweitverwendung), erneuert | D-6-77-148-183 Wikidata | weitere Bilder |
| Schützengasse 5 (Standort)                                                                             | Traufseithaus                              | dreigeschossig, verputztes Fachwerk, 17. Jahrhundert | D-6-77-148-184 Wikidata | BW             |
| Schützengasse 6 (Standort)                                                                             | Fassade                                    | dreigeschossige Trauffassade mit Zierfachwerkobergeschossen, Wiederaufbau 2. Hälfte 20. Jahrhundert unter Verwendung von geschnitzten Balken des 17. Jahrhunderts | D-6-77-148-185 Wikidata | weitere Bilder |
| Untere Kirchgasse 4 (Standort)                                                                         | Wohnhaus                                   | zweigeschossiger Satteldachbau mit einseitigem Halbwalm und verputztem Fachwerkobergeschoss in Ecklage, über Eck laufende Vorkragung über Sandsteinkonsolen, 17./18. Jahrhundert | D-6-77-148-186 Wikidata | weitere Bilder |
| Untere Spitalgasse 5 (Standort)                                                                        | Wohnhaus                                   | schmaler zweigeschossiger giebelständiger Pultdachbau mit Halbwalm und verputztem Fachwerkobergeschoss, Erdgeschoss mit gefastem Rundbogentor, frühes 17. Jahrhundert, Dach 18./19. Jahrhundert | D-6-77-148-190 Wikidata | weitere Bilder |
| Untere Spitalgasse 7 (Standort)                                                                        | Wohnhaus                                   | zweigeschossiger traufständiger Satteldachbau mit vorkragendem verputztem Fachwerkobergeschoss, Erdgeschoss mit Wandmalerei 'Landsknechtszene', bezeichnet 1503 (Restaurierung bezeichnet 1909) und Sandsteinrahmungen 19. Jahrhundert | D-6-77-148-191 Wikidata | weitere Bilder |
| Untere Spitalgasse 9 (Standort)                                                                        | Wohnhaus                                   | mit Hofmauer; Wohnhaus, zweigeschossiger giebelständiger Satteldachbau mit teilweise erhaltenem vorkragendem Fachwerkobergeschoss (verputzt), Erdgeschoss mit mehrphasigen Sandstein-Konsollagen im Kern 17. Jahrhundert, Fassade verändert; Hofmauer mit Rundbogentor, Sandstein, 17. Jahrhundert                                                                           | D-6-77-148-192 Wikidata | weitere Bilder |
| Untere Spitalgasse 12 (Standort)                                                                       | Wohnhaus                                   | zweigeschossiger Satteldachbau mit Aufzugsgaube, Erdgeschoss mit Rundbogenrahmungen, Tordurchfahrt bezeichnet 158(?) | D-6-77-148-193 Wikidata | weitere Bilder |
| Untere Spitalgasse 14 (Standort)                                                                       | Wohnhaus                                   | zweigeschossiger giebelständiger Schopfwalmdachbau mit vorkragendem verputztem Fachwerkobergeschoss sowie ebenfalls vorkragendem Giebel, bezeichnet 1536, Erdgeschoss verändert | D-6-77-148-194 Wikidata | weitere Bilder |
| Untere Spitalgasse 21 (Standort)                                                                       | Wohnhaus                                   | zweigeschossiger giebelständiger Satteldachbau mit vorkragendem Zierfachwerkobergeschoss, Erdgeschoss mit Rundbogenportal, bezeichnet 1573, Fachwerkobergeschoss 17. Jahrhundert, erneuert | D-6-77-148-195 Wikidata | weitere Bilder |
| Untere Spitalgasse 27/29 (Standort)                                                                    | Ehemalige Roßmühle                         | erhaltenes Erdgeschossgewölbe, Bruchstein, wohl um 1600 | D-6-77-148-196 Wikidata | weitere Bilder |
| Untere Viehmarktstraße 2 (Standort)                                                                    | Wohnhaus                                   | zweigeschossiger giebelständiger Satteldachbau mit über Konsolen vorkragendem verputztem Fachwerkobergeschoss und freigelegtem Zierfachwerkgiebel, im Kern 17. Jahrhundert | D-6-77-148-198 Wikidata | weitere Bilder |
| Untere Viehmarktstraße 5 (Standort)                                                                    | Wohnhaus                                   | dreigeschossiges Giebelhaus mit verputzen Fachwerkobergeschossen über Vorkragung, im Kern 17. Jahrhundert, Fassade stark verändert | D-6-77-148-199 Wikidata | weitere Bilder |
| Untere Viehmarktstraße 6 (Standort)                                                                    | Wohnhaus                                   | seitlich verputztes Fachwerk, 18. Jahrhundert | D-6-77-148-200 Wikidata | BW             |
| Untere Viehmarktstraße 7 (Standort)                                                                    | Wohnhaus                                   | erhaltenes Erdgeschoss mit Kantenquaderungen, Wappenstein und profiliertem Sandstein-Torbogen mit teilweise erhaltenem Torflügel, Frührenaissance, bezeichnet 1559 | D-6-77-148-201 Wikidata | weitere Bilder |
| Untere Viehmarktstraße 11 (Standort)                                                                   | Wohnhaus                                   | zweigeschossiges Giebelhaus mit über Konsolen vorkragendem verputztem Fachwerkobergeschoss, im Kern 17./18. Jahrhundert, Erdgeschoss verändert | D-6-77-148-202 Wikidata | weitere Bilder |
| Untere Viehmarktstraße 12 (Standort)                                                                   | Wohnhaus                                   | zweigeschossiger traufständiger Satteldachbau mit vorkragendem verputztem Fachwerkobergeschoss, Torbogen bezeichnet 1594 | D-6-77-148-203 Wikidata | weitere Bilder |
| Untere Viehmarktstraße 13 (Standort)                                                                   | Wohnhaus                                   | zweigeschossiges Giebelhaus mit vorkragendem verputztem Fachwerkobergeschoss, im Kern 17. Jahrhundert, Erdgeschoss verändert | D-6-77-148-204 Wikidata | weitere Bilder |
| Untere Viehmarktstraße 15 (Standort)                                                                   | Wohnhaus                                   | zweigeschossiger traufständiger Satteldachbau mit vorkragendem verputztem Fachwerkobergeschoss, 17./18. Jahrhundert | D-6-77-148-205 Wikidata | weitere Bilder |
| Untere Viehmarktstraße 16 (Standort)                                                                   | Sogenannte Alte Mang                       | Wohnhaus, zweigeschossiges Giebelhaus mit Halbwalmdach und verputztem Fachwerkobergeschoss, Erdgeschoss mit geohrten Sandsteinrahmungen und bauzeitlicher Haustür, 18. Jahrhundert; Hausbrunnenanlage | D-6-77-148-206 Wikidata | weitere Bilder |
| Untere Viehmarktstraße 18 (Standort)                                                                   | Wohnhaus                                   | zweigeschossiger Halbwalmdachbau mit über Konsolen vorkragendem verputztem Fachwerkobergeschoss in Ecklage, im Kern 17. Jahrhundert | D-6-77-148-207 Wikidata | weitere Bilder |

### Erlenbach
| Lage                                                                                      | Objekt                           | Beschreibung | Akten-Nr.               | Bild |
| ----------------------------------------------------------------------------------------- | -------------------------------- | --- | ----------------------- | ---- |
| Berg (Standort)                                                                           | Bildstock                        | Postament mit Pfeiler und Nischenaufsatz mit abgeschrägten Ecken, Sandstein, bezeichnet 1880. | D-6-77-148-428 Wikidata | BW   |
| Erlenbach 1 (Standort)                                                                    | Bauernhof                        | Giebelhaus mit verputztem Fachwerk, bezeichnet 1713 oder 1718 | D-6-77-148-222 Wikidata | BW   |
| Erlenbach 7 (Standort)                                                                    | Katholische Kapelle hl. Wendelin | Saalkirche mit fluchtendem Dreiseitchor sowie Giebelreiter mit Pyramidendach über Eingangsfassade, Rotsandstein-Quadermauerwerk mit gelben Sandsteinrahmungen, neugotisch, 2. Hälfte 19. Jahrhundert; mit Ausstattung | D-6-77-148-221 Wikidata | BW   |
| Erlenbach 10, Erlenbacher Höfe, an der Wegabzweigung „Alter Rettersbacher Weg“ (Standort) | Bildstock                        | mit Relief Marienkrönung, bezeichnet 1844; wohl identisch mit D-6-77-148-223 nicht nachqualifiziert, im Bayerischen Denkmal-Atlas nicht kartiert                                                                      | D-6-77-148-424 Wikidata | BW   |
| Erlenbach 11 (Standort)                                                                   | Bildstock                        | ornamentierter Pfeiler mit kreuzbekröntem Reliefaufsatz 'Marienkrönung', mit Relief der Dreifaltigkeit/Marienkrönung, Sandstein, bezeichnet 1844                                                                      | D-6-77-148-223 Wikidata | BW   |
| Triebäcker, am Weg zur Reußenmühle, kurz vor dem Waldrand (Standort)                      | Bildstock                        | Inschriftsockel mit engelbekröntem Tonnendach-Aufsatz, Sandstein, bezeichnet 1754 | D-6-77-148-425 Wikidata | BW   |

### Gambach
| Lage                                          | Objekt                                   | Beschreibung | Akten-Nr.               | Bild |
| --------------------------------------------- | ---------------------------------------- | --- | ----------------------- | ---- |
| Burgweg (Standort)                            | Bildstock                                | Stufensockel mit Säule sowie kreuzbekröntem Flachnischenaufsatz mit Volutenkonsolen und Traubenreliefs, Sandstein, Aufsatz bezeichnet 1630, Säule bezeichnet 1924                                                          | D-6-77-148-236 Wikidata | BW   |
| Burgweg (Standort)                            | Bildstock                                | Aufsatz mit dem Nomen Sacrum in Rundbogennische, auf polygonaler Säule, Sandstein, bez. 1672 | D-6-77-148-238 Wikidata | BW   |
| Am Gern ()                                    | Bildstock                                | bezeichnet 1680 nicht nachqualifiziert, im Bayerischen Denkmal-Atlas nicht kartiert | D-6-77-148-234 Wikidata |      |
| Frühlingstraße 2 (Standort)                   | Friedhof                                 | vermauertes Steinkreuz mit Inschrift, Sandstein, wohl spätmittelalterlich | D-6-77-148-224 Wikidata | BW   |
| Frühlingstraße 2 (Standort)                   | Kreuzweg                                 | 14 Figurenreliefs, Metall, 1850, in Neuaufstellung an moderner Wand | D-6-77-148-224 Wikidata | BW   |
| Frühlingstraße 2 (Standort)                   | Pietà                                    | Inschriftsockel mit Figur der Pietà, Sandstein, bezeichnet 1860 | D-6-77-148-224 Wikidata | BW   |
| Hühlstraße 2 (Standort)                       | Wohnhaus                                 | eingeschossiger giebelständiger Krüppelwalmdachbau mit teilweise verputztem Zierfachwerk über hohem Kellergeschoss, 17. Jahrhundert, Kellerbogen bezeichnet 1518                                                           | D-6-77-148-225 Wikidata | BW   |
| Hühlstraße 3 (Standort)                       | Wohnhaus                                 | eingeschossiger giebelständiger Satteldachbau mit verputztem Fachwerk über hohem Kellersockel, Kellerbogen bezeichnet 1730                                                                                                 | D-6-77-148-226 Wikidata | BW   |
| Am Gern (Roter Berg) ()                       | Kapelle                                  | „Antoniusbild“, 1753 nicht nachqualifiziert, im Bayerischen Denkmal-Atlas nicht kartiert | D-6-77-148-235 Wikidata |      |
| Löhleinstraße 2 (Standort)                    | Wohnhaus                                 | eingeschossiger giebelständiger Fachwerkbau mit Satteldach über Kellersockel, 18. Jahrhundert, Kellerbogen bezeichnet 1685                                                                                                 | D-6-77-148-227 Wikidata | BW   |
| Löhleinstraße 2 (Standort)                    | Hoftor                                   | rundbogige Einfahrt mit Rusikaquadern und Pforte mit geradem Sturz, Sandstein, bezeichnet 1772 | D-6-77-148-227 Wikidata | BW   |
| Löhleinstraße 4 (Standort)                    | Wohn- und Geschäftshaus                  | zweigeschossiger giebelständiger Satteldachbau mit über Konsolen vorkragendem verputztem Fachwerkobergeschoss, im Kern 17. Jahrhundert, Erdgeschoss mit Schaufenstereinbau 19. Jahrhundert                                 | D-6-77-148-228 Wikidata | BW   |
| Löhleinstraße 13 (Standort)                   | Relief                                   | wohl ehemals Bildstockaufsatz, Voluten- und Draperierahmung mit Hl. Familie und Dreifaltigkeit, Sandstein, 18. Jahrhundert                                                                                                 | D-6-77-148-229 Wikidata | BW   |
| Nähe Wernfelder Straße (Standort)             | Prozessionsaltar                         | Stipes mit Tonnendach-Tabernakelaufsatz und Reliefretabel 'Hl. Markus', Sandstein, 18. Jahrhundert, Relief neu | D-6-77-148-240 Wikidata | BW   |
| Sachsenheimer Pfad; Saugraben (Standort)      | Prozessionsaltar                         | Stipes mit rundbogigem Tabernakelaufsatz und Reliefretabel, 'Hl. Lukas', Sandstein, bezeichnet 1726, Retabel neu | D-6-77-148-233 Wikidata | BW   |
| Tiefenweg (Standort)                          | Prozessionsaltar                         | Säulengestützter und kreuzbekrönter Baldachinaufsatz, Retabelrelief mit Mariendarstellung, Sandstein, 1830, Stipes erneuert                                                                                                | D-6-77-148-237 Wikidata | BW   |
| Triebschlag (Standort)                        | Prozessionsaltar                         | unter zwei Bäumen, Stipes mit kreuzbekröntem Tonnendach-Aufsatz über zwei profilierten Pfeilern und Reliefretabel 'Kreuzigungsgruppe', Sandstein, bezeichnet 1681                                                          | D-6-77-148-241 Wikidata | BW   |
| Unterer Kirchweg 1 (Standort)                 | Katholische Pfarrkirche St. Bartholomäus | Saalkirche mit eingezogenem Chor und Satteldach sowie Giebelreiter mit Haubendach, Putzmauerwerk mit geohrten Sandsteinrahmungen, barock, 1747; mit Ausstattung                                                            | D-6-77-148-230 Wikidata | BW   |
| Unterer Kirchweg 1, vor der Kirche (Standort) | Kruzifix                                 | Inschriftsockel mit Kruzifix, Sandstein, barock, bezeichnet 1723 | D-6-77-148-230 Wikidata | BW   |
| Unterhof 1; Unterhof 3; Unterhof 5 (Standort) | Gutshaus                                 | sogenannter Unterhof, freistehender zweigeschossiger Satteldachbau mit teilweise verputztem und teilweise massiv ersetztem Fachwerk, profilierte Sandsteinfensterrahmungen, im Kern 17. Jahrhundert, Umbau 19. Jahrhundert | D-6-77-148-231 Wikidata | BW   |
| Wernfelder Straße; am Trieb (Standort)        | Prozessionsaltar                         | Inschrift-Stipes mit Tonnendach-Tabernakelaufsatz und Reliefretabel 'Hl. Sebastian', Sandstein, bezeichnet 1746, Stipes erneuert                                                                                           | D-6-77-148-239 Wikidata | BW   |
| Wernfelder Straße 4 (Standort)                | Pfarrhof                                 | Wohn- und Wirtschaftsgebäude, zweigeschossiger Halbwalmdachbau mit angeschlossenem Wirtschaftsteil, Putzmauerwerk mit Sandsteinrahmungen, 1752                                                                             | D-6-77-148-232 Wikidata | BW   |

### Heßlar
| Lage                                                | Objekt                              | Beschreibung | Akten-Nr.               | Bild           |
| --------------------------------------------------- | ----------------------------------- | --- | ----------------------- | -------------- |
| Aschfelder Straße 3 (Standort)                      | Heiligenhäuschen                    | mit Vollrelief der Geißelung Christi, 1728 | D-6-77-148-243 Wikidata | BW             |
| Aschfelder Straße, Eichelberg (Standort)            | Bildstock                           | unter 2 Kastanien, gemauertes und verputztes Bildhäuschen mit Satteldach und Segmentbogennische, 19./20. Jahrhundert                                                                           | D-6-77-148-257 Wikidata | BW             |
| Bodenäcker (Flurbezeichnung) (Standort)             | Bildstock                           | Inschriftsockel mit kreuzbekröntem Tonnendach-Nischenaufsatz und Reliefretabel 'Hl. Antonius v. Padua', Sandstein, bezeichnet 1796                                                             | D-6-77-148-253 Wikidata | BW             |
| Bühler Straße 2 (Standort)                          | Katholische Pfarrkirche St. Michael | Saalkirche mit eingezogenem Dreiseitchor und Satteldach mit Haubendach-Dachreiter, Putzmauerwerk mit Segmentbogenrahmungen und Portalfassade, barock, 1693/98; mit Ausstattung                 | D-6-77-148-244 Wikidata | weitere Bilder |
| Bühler Weg, Kreuzleite (Flurbezeichnung) (Standort) | Bildstock                           | Bildhäuschen mit verputztem Sockel und Satteldach-Nischenaufsatz sowie Reliefretabel, 'Pietà', Sandstein, 19. Jahrhundert, weitgehend erneuert                                                 | D-6-77-148-251 Wikidata | BW             |
| Hintere Straße 20 (Standort)                        | Relief                              | Inschriftkartusche und Draperierahmung um Madonna, Sandstein, Rokoko, bezeichnet 1767 | D-6-77-148-246 Wikidata | BW             |
| Karlstadter Pfad (Flurbezeichnung) (Standort)       | Bildstock                           | gemauertes Bildhäuschen mit Relief 'Pietà', Kalkstein und Sandstein, 20. Jahrhundert | D-6-77-148-258 Wikidata | BW             |
| Kreuzleite (Standort)                               | Feldkreuz                           | gemauerter Sockel mit Kruzifix, Stein und Holz, 20. Jahrhundert | D-6-77-148-252 Wikidata | BW             |
| Landleitung (Flurbezeichnung) (Standort)            | Bildstock                           | Bildhäuschen mit Fragment eines Christuskorpus, Sandstein, 19. Jahrhundert, Bildhaus erneuert                                                                                                  | D-6-77-148-254 Wikidata | BW             |
| Mittelgasse 4 (Standort)                            | Bildstock                           | verputztes Heiligenhäuschen mit Satteldach und bekrönendem schmiedeeisernem Patriarchenkreuz, 19./20. Jahrhundert, angebrachtes Vollrelief 'Geißelung Christi', Sandstein, 17./18. Jahrhundert | D-6-77-148-247 Wikidata | BW             |
| Nähe Thüngener Straße (Standort)                    | Wegkapelle                          | unter alter Linde, kleiner Satteldachbau mit Putzfassade und Sandsteinrahmungen sowie Giebelnische mit Marienfigur, bezeichnet 1893, erneuert; mit Ausstattung                                 | D-6-77-148-250 Wikidata | BW             |
| Obere Dorfstraße 1 (Standort)                       | Gasthaus Adler                      | Halbwalmdachbau, 18./19. Jahrhundert | D-6-77-148-248 Wikidata | BW             |
| Obere Dorfstraße 1 (Standort)                       | Fachwerkscheune                     | | D-6-77-148-248 Wikidata | BW             |
| Obere Dorfstraße 1 (Standort)                       | Heiligenhäuschen                    | mit Gottesmutterfigur, 18. Jahrhundert | D-6-77-148-248 Wikidata | BW             |
| Obere Dorfstraße 8 (Standort)                       | Baldachin-Altärchen                 | um 1880; nicht nachqualifiziert, im Bayerischen Denkmal-Atlas nicht kartiert | D-6-77-148-242 Wikidata | BW             |
| Obere Dorfstraße 8 (Standort)                       | Nische                              | mit Kleinfiguren der 14 Nothelfer aus Holz, um 1800; nicht nachqualifiziert, im Bayerischen Denkmal-Atlas nicht kartiert                                                                       | D-6-77-148-249 Wikidata | BW             |
| Schleifweg (Flurbezeichnung) (Standort)             | Feldkapellchen                      | mit hl. Michael in Flachbogennische | D-6-77-148-245 Wikidata | BW             |
| Stettener Berg (Flurbezeichnung) (Standort)         | Bildstock                           | Inschriftsockel mit Tonnendach-Nischenaufsatz, Sandstein, bezeichnet 1853, Sockel erneuert | D-6-77-148-255 Wikidata | BW             |
| Weinbergsweg (Flurbezeichnung) (Standort)           | Bildstock                           | Sockel mit Achteckpfeiler und Flachnischenaufsatz mit Satteldach und Madonnenrelief, Kalkstein, 19. Jahrhundert                                                                                | D-6-77-148-256 Wikidata | weitere Bilder |

### Karlburg
| Lage                                           | Objekt                                          | Beschreibung | Akten-Nr.               | Bild           |
| ---------------------------------------------- | ----------------------------------------------- | --- | ----------------------- | -------------- |
| Alte Gasse 2 (Standort)                        | Hausfigur                                       | Herz-Jesu, 19. Jahrhundert; nicht nachqualifiziert, im Bayerischen Denkmal-Atlas nicht kartiert | D-6-77-148-267 Wikidata | BW             |
| Alte Gasse 4 (Standort)                        | Hausfigur                                       | Madonna mit Kind, 18./19. Jahrhundert | D-6-77-148-270 Wikidata | BW             |
| Alte Gasse 5 (Standort)                        | Hausfigur                                       | Pietà, 18./19. Jahrhundert | D-6-77-148-259 Wikidata | BW             |
| Brunnenfloß (Standort)                         | Heiligenfigur                                   | Sockel mit Madonnenfigur, Sandstein, 1870/71 | D-6-77-148-289 Wikidata | BW             |
| Gertrudisweg; Ecke Burgstraße (Standort)       | Bildstock                                       | Tischsockel mit Postament und gebauchtem Pfeiler sowie kreuzbekröntem Flachnischenaufsatz, Sandstein, bezeichnet 1724, erneuert, Relief mit hl. Gertrud neu | D-6-77-148-290 Wikidata | BW             |
| Kirchgasse 1 (Standort)                        | Hausfigur                                       | Madonna mit Kind, 18. /19. Jahrhundert | D-6-77-148-260 Wikidata | BW             |
| Kirchgasse 3 (Standort)                        | Giebelhaus                                      | mit geohrten Fenster- und Türrahmungen, bezeichnet 1817 | D-6-77-148-261 Wikidata | BW             |
| Kolpingplatz 1 (Standort)                      | Katholische Pfarrkirche St. Johannes der Täufer | von der ehemaligen Kirche Westbau mit Satteldach und Turm mit Spitzhelm, spätgotisch, 15.–16. Jahrhundert, Umbau bezeichnet 1612, nachgotischer Turmhelm um 1615, miteinbezogen in Kirchenneubau, dreischiffiger Stahlbetonbau mit Satteldach und Sandstein-Fassadenverkleidung, 1960; mit Ausstattung | D-6-77-148-262 Wikidata | BW             |
| Lindenstraße 4 (Standort)                      | Hausfigur                                       | Pietà, 19. Jahrhundert | D-6-77-148-263 Wikidata | BW             |
| Lindenstraße 10 (Standort)                     | Hausfigur                                       | Madonna mit Kind, 19. Jahrhundert | D-6-77-148-264          | BW             |
| Lindenstraße 11 (Standort)                     | Gasthaus Schwarzer Adler                        | zweigeschossiger traufständiger Halbwalmdachbau mit Sandsteinrahmungen, 1. Hälfte 19. Jahrhundert | D-6-77-148-265 Wikidata | BW             |
| Lindenstraße 12 (Standort)                     | Tor der ehemaligen Ortsbefestigung              | einfacher Torbau aus zwei parallelen Mauerzügen mit Kantenquaderung und steinernen Torangeln sowie einem verputzten Fachwerkobergeschoss mit traufständigem Satteldach, im Kern 17./18. Jahrhundert, verändert                                                                                         | D-6-77-148-266 Wikidata | weitere Bilder |
| Luitpoldstraße 10 (Standort)                   | Hausmadonna                                     | 19. Jahrhundert | D-6-77-148-268          | BW             |
| Luitpoldstraße 13 (Standort)                   | Heiligenfigur                                   | Podest mit betendem Engel und Herz-Jesu-Figur, Sandstein, 19. Jahrhundert | D-6-77-148-271 Wikidata | BW             |
| Luitpoldstraße 13 (Standort)                   | Hausmadonna                                     | 19. Jahrhundert | D-6-77-148-269          | BW             |
| Mainau 15 (Standort)                           | Hausmadonna                                     | 18. Jahrhundert | D-6-77-148-273          | BW             |
| Maß (Standort)                                 | Bildstock                                       | Sockel mit Postament und Pfeiler sowie kreuzbekröntem Reliefaufsatz 'Taufe Christi', Sandstein, bezeichnet 1723 | D-6-77-148-284 Wikidata | BW             |
| Obere Straße 2 (Standort)                      | Wohnhaus                                        | dreigeschossiger giebelständiger Satteldachbau mit gegliederter Sandsteinquaderfassade und großem Rundbogenportal mit Pilasterrahmung (Umbau zur Madonnennische), klassizistisierender Historismus, spätes 19. Jahrhundert                                                                             | D-6-77-148-274 Wikidata | BW             |
| Obere Straße 4 (Standort)                      | Tür                                             | Rundbogenrahmung, Sandstein, bezeichnet 1802 | D-6-77-148-275 Wikidata | BW             |
| Obere Straße 11 (Standort)                     | Bauernhof                                       | Wohnhaus, zweigeschossiges verputztes Fachwerkhaus über Kellersockel mit giebelständigem Halbwalmdach, 18./19. Jahrhundert | D-6-77-148-276 Wikidata | BW             |
| Obere Straße 11 (Standort)                     | Bauernhof                                       | Hoftor, Durchfahrt mit Satteldach sowie Pforte mit geohrter Sandsteinrahmung und darüber angebrachter Heiligennische, um 1800 | D-6-77-148-276 Wikidata | BW             |
| Obere Straße 12 (Standort)                     | Hausmadonna                                     | Immaculata, Rokoko, 18. Jahrhundert | D-6-77-148-277 Wikidata | BW             |
| Obere Straße 22 (Standort)                     | Wohnhaus                                        | eingeschossiges Fachwerkhaus über hohem Kellersockel mit giebelständigem Krüppelwalmdach, 1. Hälfte 19. Jahrhundert | D-6-77-148-278 Wikidata | BW             |
| Obere Stricke (Flurbezeichnung) (Standort)     | Bildstock                                       | Postament mit gebauchtem Pfeiler und kreuzbekröntem Reliefaufsatz 'Hl. Barbara' / 'Hl. Antonius von Padua' / 'Hl. Michael' / 'Hl. Familie', Sandstein, 18./19. Jahrhundert | D-6-77-148-291 Wikidata | BW             |
| Rohrbacher Pfad (Flurbezeichnung) (Standort)   | Bildstock                                       | gemauerter Sockel mit gemauerter Rundbogennische, Hartbrandklinker, 1956 an Stelle eines Bildstocks von 1752 | D-6-77-148-292 Wikidata | BW             |
| Rohrbacher Steig (Flurbezeichnung) ()          | Kapelle                                         | mit Madonnenstatuette, bezeichnet 1900 | D-6-77-148-286 Wikidata |                |
| Rohrbacher Steig (Flurbezeichnung) (Standort)  | Kreuzschlepper                                  | Sockel mit Figur des Kreuzfalls Christi, Sandstein, 18. Jahrhundert, umfangreich erneuert | D-6-77-148-287 Wikidata | BW             |
| Rosenanger 16 (Standort)                       | Hausfigur                                       | Inschriftpodest mit Figur der hl. Gertrud, Sandstein, 19. Jahrhundert | D-6-77-148-279 Wikidata | BW             |
| Sichlingsgrundweg (Flurbezeichnung) (Standort) | Bildstock                                       | Tischsockel mit bebauchtem Pfeiler und kreuzbekröntem Reliefaufsatz 'Hl. Georg' / 'Pietà' / 'Hl. Barbara', barock, bezeichnet 1723 | D-6-77-148-288 Wikidata | BW             |
| Trieb (Flurbezeichnung) (Standort)             | Bildstock                                       | Pfeiler mit Satteldach-Nischenaufsatz und Relief 'Madonna im Strahlenkranz', monolithischer Sandstein, bezeichnet 1598, Relief wohl 17./18. Jahrhundert | D-6-77-148-285 Wikidata | BW             |
| Untere Straße 10 (Standort)                    | Pietà                                           | 18. Jahrhundert | D-6-77-148-280          | BW             |
| Zehntstraße 1 (Standort)                       | Amtskellerei                                    | ehemals Würzburgischer Zehnt- und Amtshof, stattlicher dreigeschossiger Satteldachbau mit Putzfassade und Sandsteinrahmungen, 1567/69, Treppenturm um 1600 | D-6-77-148-281 Wikidata | BW             |
| Zehntstraße 2 (Standort)                       | Hausmadonna                                     | Immaculata, 19. Jahrhundert | D-6-77-148-282 Wikidata | BW             |
| Zehntstraße 6 (Standort)                       | Zehntscheune                                    | langgestreckter eingeschossiger Bruchsteinbau mit Satteldach, 18. Jahrhundert, teilweise durch Wohnungseinbau verändert | D-6-77-148-283 Wikidata | BW             |

### Laudenbach
| Lage                                                                            | Objekt                               | Beschreibung | Akten-Nr.               | Bild           |
| ------------------------------------------------------------------------------- | ------------------------------------ | --- | ----------------------- | -------------- |
| Ägidiusstraße 6 (Standort)                                                      | Katholische Pfarrkirche St. Aegidius | Saalkirche mit eingezogenem Dreiseitchor und Satteldach sowie Westturm mit überschlanker verdrehter spitze, Putzmauerwerk mit Masswerkfenstern, nachgotisch, 1613; mit Ausstattung | D-6-77-148-293 Wikidata | weitere Bilder |
| Am Schloßberg (Standort)                                                        | Jüdischer Friedhof                   | ummauertes Areal mit einer Tahara-Halle (= Leichenhalle) und ca. 2350 Grabsteinen, wohl im 17. Jahrhundert angelegt, mehrfache Erweiterungen, steinerne Grabdenkmäler 19./20. Jahrhundert, möglicherweise einige Grabdenkmäler noch älter, Friedhofsmauer 1873/74                                                                                     | D-6-77-148-311 Wikidata | weitere Bilder |
| Am Schloßberg 9; Mühlbacher Straße 15; Nähe Schloßberg (Standort)               | Burgruine                            | bis 1291 hohenlohisch danach hennebergisch und wertheimisch, zerstört 1525, erhalten zwei quadratische Türme mit Buckelquaderkanten, an den östlichen Turm anschließend ein Rest der Ringmauer, romanisch, 12. Jh | D-6-77-148-307 Wikidata | weitere Bilder |
| Bandwörth; Staatsstraße 2300 (Standort)                                         | Bildstock                            | Sockel mit Postament und Säule sowie kreuzbekröntem zweiseitigem Reliefaufsatz ‚Kreuzigungsgruppe‘ / ‚Hl. Ägidius‘, Sandstein, 16./17. Jahrhundert; Renovierung bezeichnet 1863 | D-6-77-148-310 Wikidata | BW             |
| Brunngrabenweg 38 (Standort)                                                    | Hausmadonna                          | 18. Jahrhundert | D-6-77-148-294          | BW             |
| Brunngrabenweg (Standort)                                                       | Brunnenhaus                          | ehemaliger Brunnen mit Schieferhaube über vier Säulen, 18. Jahrhundert, Umbau zum Gefallenendenkmal mit figürlichem Relief und Namenstafeln, nach 1918 | D-6-77-148-297 Wikidata | BW             |
| Flur; „Oberer Flur“, am Feldweg entlang des Mains (Standort)                    | Bildstock                            | Tischsockelplatte mit Postament und Säule sowie tafelförmigem Reliefaufsatz ‚Kreuzigungsgruppe‘, an den Schmalseiten ‚Moses am Berg Sinai‘ (?) und ‚Figur mit Abtstab‘, Sandstein, nachgotisch, bezeichnet 1621 | D-6-77-148-309 Wikidata | BW             |
| Heldstraße 40 (Standort)                                                        | Wohnhaus                             | eingeschossiges verputztes Fachwerkhaus mit Satteldach, 1. Hälfte 19. Jahrhundert, Fassade verändert | D-6-77-148-295 Wikidata | BW             |
| Heldstraße 54 (Standort)                                                        | Wirtshausschild                      | mit stilisiertem Löwen, Schmiedeeisen, 1. Hälfte 19. Jahrhundert | D-6-77-148-296 Wikidata | BW             |
| Himmelstadter Straße, nahe Dorfeingang am Unteren Flur „Herrenacker“ (Standort) | Bildstock                            | wappengeschmückte Volutensäule mit kreuzbekröntem zweiseitigem Reliefaufsatz ‚Kreuzigungsgruppe‘ / ‚Moses mit der ehernen Schlange‘, an den Schmalseiten ‚Arma Christi‘, Sandstein, Spätrenaissance, bezeichnet 1615, Renovierung bezeichnet 1887 | D-6-77-148-308 Wikidata | BW             |
| Mühlbacher Straße 5 (Standort)                                                  | Ehemaliges Pfarrhaus                 | zweigeschossiger Halbwalmdachbau, Putzfassade mit Sandsteinrahmungen, frühes 19. Jahrhundert | D-6-77-148-298 Wikidata | weitere Bilder |
| Mühlbacher Straße 5 (Standort)                                                  | Hofmauer                             | und Pforte, mit geohrtem und profiliertem Rahmen, Sandstein, 18. Jahrhundert, erneuert | D-6-77-148-298 Wikidata | BW             |
| Mühlbacher Straße 5 (Standort)                                                  | Inschriftstein                       | Kalkstein, bezeichnet 1578 | D-6-77-148-298 Wikidata | BW             |
| Mühlbacher Straße 6 (Standort)                                                  | Ehemalige Synagoge                   | eineinhalbgeschossiger Halbwalmdachbau mit Tonnenwölbung, verputzter Bruchsteinbau mit Sandsteinrahmungen, teilweise verputztes Fachwerk mit hölzernen Fensterrahmungen, Ornamentstein, Chuppa-Stein und Sandstein-Türrahmung mit hebräischer Inschrift sowie Spuren der Mesusa, 1759/60, 1938 verwüstet, danach teilweise verändert; mit Ausstattung | D-6-77-148-433 Wikidata | weitere Bilder |
| Mühlecke 1 (Standort)                                                           | Ehemalige Mühle                      | eingeschossiges Zierfachwerkhaus mit Krüppelwalmdach über steinernem Hanggeschoss, 17. Jahrhundert; Mikwe, eingeschossiger Bruchsteinbau (z. Zt. mit Notdach), 18./19. Jahrhundert | D-6-77-148-434 Wikidata | weitere Bilder |
| Mühlecke 2 (Standort)                                                           | Wohnhaus                             | eingeschossiger giebelständiger Satteldachbau mit verputztem Fachwerk über hohem Kellersockel, 18. Jahrhundert | D-6-77-148-299 Wikidata | BW             |
| Mühlecke 4 (Standort)                                                           | Ehemalige Mühlen                     | Hauptgebäude der Berney- und Diemsmühle, ein- bzw. zweigeschossiger Fachwerkbau mit Satteldach in Hanglage, im Kern 1550 (dendro.dat.), östliche Anbauten 18. und 19. Jahrhundert | D-6-77-148-300 Wikidata | weitere Bilder |
| Mühlecke 4 (Standort)                                                           | Mühlrad                              | Holz, 1. Hälfte 20. Jahrhundert | D-6-77-148-300 Wikidata | BW             |
| Mühlecke 6 (Standort)                                                           | Kunst- und Kundenmühle               | Baukomplex aus ein- bis dreigeschossigen verputzten Fachwerkbauten mit Krüppelwalm- oder Pultdach über steinernem Substruktionsgeschoss, im Kern 17./18. Jahrhundert, im Innern bezeichnet 1687 | D-6-77-148-301 Wikidata | weitere Bilder |
| Rathausstraße (Standort)                                                        | Sühnekreuz                           | mit Inschrift über begangenen Totschlag, Sandstein, 1722 (laut Pfarrmatrikel) | D-6-77-148-303 Wikidata | BW             |
| Rathausstraße 41 (Standort)                                                     | Wohnhaus                             | zweigeschossiger Satteldachbau zum Teil mit verputztem Fachwerkobergeschoss, Putzmauerwerk mit Sandsteinrahmungen, 18. Jahrhundert | D-6-77-148-2 Wikidata   | BW             |
| Rathausstraße 41 (Standort)                                                     | Hofmauer                             | mit Pforte und Pinienzapfenbekrönung, um 1800 | D-6-77-148-2 Wikidata   | BW             |
| Rathausstraße 44 (Standort)                                                     | Wohnhaus                             | eingeschossiger Satteldachbau mit Zierfachwerkgiebel, 18. Jh. | D-6-77-148-302 Wikidata | BW             |
| B 27, Roßtal ()                                                                 | Stein                                | nicht nachqualifiziert, im Bayerischen Denkmal-Atlas nicht kartiert | D-6-77-148-219 Wikidata |                |
| am „Kreuzweg“, am alten Weg nach Würzburg (Standort)                            | Gedenkkreuz                          | oder Votivkreuz mit Relief eines Fuhrwerks (möglicherweise Unfallszene), Sandstein, bezeichnet 1786, Querbalken mit Relief neu | D-6-77-148-312 Wikidata | BW             |
| Wirtsgasse 2, 4, 6 (Standort)                                                   | Ehemalige Schlossökonomie            | jetzt Wohnhäuser, zusammenhängende Reihe zweigeschossiger verputzter, bzw. verkleideter Fachwerkhäuser mit Satteldach über rückwärtiger Bruchsteinstützmauer, der nördliche Teil massiv mit Treppengiebel, 16./18. Jahrhundert | D-6-77-148-305 Wikidata | weitere Bilder |
| Wirtsgasse 8 (Standort)                                                         | Schloss                              | zweigeschossiger Satteldachbau mit Treppengiebeln sowie polygonalem Treppenturm mit Zierfachwerkobergeschoss und Zeltdach, Putzmauerwerk mit Sandsteinrahmungen, Frührenaissance, nach 1525 | D-6-77-148-306 Wikidata | weitere Bilder |
| Wirtsgasse 8 (Standort)                                                         | Mauereinfriedung                     | 16.–18. Jahrhundert | D-6-77-148-306 Wikidata | BW             |

### Mühlbach
| Lage                                                         | Objekt                                     | Beschreibung | Akten-Nr.                         | Bild           |
| ------------------------------------------------------------ | ------------------------------------------ | --- | --------------------------------- | -------------- |
| Fährgasse 1 (Standort)                                       | Wohnhaus                                   | eingeschossiger Halbwalmdachbau mit verputztem Zierfachwerk über erdgeschossigem Kellergeschoss in Ecklage, bezeichnet 1579, sowie zweigeschossiger Satteldachanbau mit verputztem Fachwerkobergeschoss, 18./19. Jahrhundert | D-6-77-148-314 Wikidata           | weitere Bilder |
| Guckenmirlein (Flurbezeichnung) ()                           | Grenzstein                                 | mit Wappen Bischof Joh. Phil. I. von Schönborn, bezeichnet 1662; nicht nachqualifiziert, im Bayerischen Denkmal-Atlas nicht kartiert | D-6-77-148-341 Wikidata           |                |
| Heiligenrain (Flurbezeichnung) (Standort)                    | Bildstock                                  | Tischsockel mit Postament und Pfeiler, Aufsatz fehlt, Sandstein, wohl 1723 | D-6-77-148-349 Wikidata           | BW             |
| In den Birken (Flurbezeichnung) (Standort)                   | Bildstock                                  | verputztes Bildhäuschen mit Satteldach und Segmentbogennische, 19./20. Jahrhundert | D-6-77-148-338 Wikidata           | BW             |
| Johann-Schönmann-Straße; Stadelhofer Straße (Standort)       | Bildstock                                  | Mühlstein-Sockel mit Postament und Säule sowie kreuzbekröntem Reliefaufsatz, 'Kreuzigungsgruppe' / 'Madonna' , Sandstein, Spätrenaissance, bezeichnet 1616 | D-6-77-148-342 Wikidata           | BW             |
| Johann-Schönmann-Straße 23 (Standort)                        | Kreuzschlepper                             | Sockelplatte und Säule mit halbkreisförmigem Inschriftaufsatz sowie Figur 'Kreuzesfall Christi', Sandstein, 17./18. Jahrhundert | D-6-77-148-331 Wikidata           | BW             |
| Ruine Karlburg (Standort)                                    | Ruine Karlsburg                            | Burgruine, Ausbau einer fränkischen Verschanzung zu einer befestigten Burg, 12./13. Jahrhundert, 1525 zerstört | D-6-77-148-316 Wikidata           | weitere Bilder |
| Ruine Karlburg (Standort)                                    | Ruine Karlsburg                            | Palas, zweigeschossige östliche Traufwand mit gereihten Fensternischen und Kellergewölbe erhalten, gotisch, 14./15. Jahrhundert | D-6-77-148-316 zugehörig Wikidata | weitere Bilder |
| Ruine Karlburg (Standort)                                    | Ruine Karlsburg                            | Ringmauer, in unregelmäßig dreieckigem Verlauf mit Resten eines zweigeschossigen beheizbaren Wohnbaus in der Nordost-Ecke, romanisch, 12./13. Jahrhundert | D-6-77-148-316 zugehörig Wikidata | weitere Bilder |
| Ruine Karlburg (Standort)                                    | Ruine Karlsburg                            | Zwingermauer, mit Resten zweier halbrunder Türme, 14./15. Jahrhundert | D-6-77-148-316 zugehörig Wikidata | weitere Bilder |
| Ruine Karlburg (Standort)                                    | Ruine Karlsburg                            | Bergfried, Stumpf eines annähernd quadratischen Turmes, mittelalterlich | D-6-77-148-316 zugehörig Wikidata | weitere Bilder |
| Ruine Karlburg (Standort)                                    | Bildstockaufsatz                           | möglicherweise ehemals Altarretabel, Predella mit Inschriftkartusche und seitlichen Volutenkonsolen sowie Ädikulaaufsatz mit weinumrankten Halbsäulen und Volutengiebel, zentrale Rundbogennische mit Relief 'Taufe Christi' und im Giebel Figur der Pietà, Sandstein, Frühbarock, bez, 1674 | D-6-77-148-316 zugehörig Wikidata | weitere Bilder |
| Karlburger Straße 5 (Standort)                               | Villa Steinbrück                           | Gartenvilla, dreigeschossiger Satteldachbau und Seitenflügel mit Treppengiebeln sowie Ecktürme mit Zinnenkranz bzw. Kegeldach auf unregelmäßigem Grundriss über hohem Substruktionsgeschoss am Steilhang, Putzfassaden mit Sandsteingliederungen, Historismus im Stil der Burgenromantik, 1911 | D-6-77-148-315 Wikidata           | weitere Bilder |
| Karlburger Straße 5 (Standort)                               | Pforte                                     | mit Treppengiebel | D-6-77-148-315 Wikidata           | BW             |
| Karlburger Straße 5 (Standort)                               | Bogenbrücke                                | mit Zinnenbrüstung | D-6-77-148-315 Wikidata           | BW             |
| Karlburger Straße 5 (Standort)                               | umgebender Park                            | mit altem Baumbestand | D-6-77-148-315 Wikidata           | BW             |
| Laudenbacher Straße 4 (Standort)                             | Wohnhaus                                   | zweigeschossiger giebelständiger Walmdachbau mit vorkragendem verputztem Fachwerkobergeschoss, 17./18. Jahrhundert | D-6-77-148-317 Wikidata           | weitere Bilder |
| Martellstraße 4 (Standort)                                   | Ehemaliges Gasthaus                        | zweigeschossiger Mansardwalmdachbau über erdgeschossigem Keller, Putzfassade mit Sandsteinrahmungen und historisierenden Wandbildern, vereinheitlichende Zusammenfassung mehrerer Häuser, 2. Hälfte 19. Jahrhundert, im Kern älter | D-6-77-148-318 Wikidata           | weitere Bilder |
| Martellstraße 10 (Standort)                                  | Wohnhaus                                   | eingeschossiges verputztes Fachwerkhaus über erdgeschossigem Kellergeschoss vorkragend, giebelständiges Halbwalmdach mit Aufzugsluke im Spitzgiebel, 17. Jahrhundert | D-6-77-148-320 Wikidata           | weitere Bilder |
| Martellstraße 18 (Standort)                                  | Wohnhaus                                   | eingeschossiger giebelständiger Satteldachbau mit Zierfachwerk über erdgeschossigem Keller, bezeichnet 1581, Kellergeschoss verändert | D-6-77-148-322 Wikidata           | weitere Bilder |
| Martellstraße 20 (Standort)                                  | Wohnhaus                                   | eingeschossiger Fachwerkbau mit traufständigem Mansard-Halbwalmdach über erdgeschossigem Keller, Türstock bezeichnet 1798 | D-6-77-148-323 Wikidata           | weitere Bilder |
| Martellstraße 22 (Standort)                                  | Wohnhaus                                   | zweigeschossiger giebelständiger Satteldachbau über hohem Sockel, über Sandstein-Konsolen vorkragendes Obergeschoss mit Zierfachwerk, bezeichnet 1670 | D-6-77-148-324 Wikidata           | weitere Bilder |
| Martellstraße 24 (Standort)                                  | Pfarrhof                                   | Pfarrhaus, stattlicher zweigeschossiger Halbwalmdachbau mit auf Konsolen vorkragendem Fachwerkobergeschoss, hohes Kellergeschoss mit Rundbogentür, 1. Viertel 17. Jahrhundert | D-6-77-148-325 Wikidata           | weitere Bilder |
| Martellstraße 24 (Standort)                                  | Pfarrhof                                   | Pfarrhofmauer und Pforte mit geohrter Sandsteinrahmung, bezeichnet 1734, erneuert | D-6-77-148-325 Wikidata           | BW             |
| Martellstraße 25 (Standort)                                  | Bildstock                                  | Bildhäuschen mit kreuzbekröntem Giebel und Rundbogennische mit Figur des hl. Josef, Sandstein, 19. Jahrhundert | D-6-77-148-326 Wikidata           | weitere Bilder |
| Martellstraße 26 (Standort)                                  | Wohnhaus                                   | zweigeschossiger Satteldachbau mit auf Konsolen vorkragendem Zierfachwerkgeschoss und Keller, verputztes Erdgeschoss mit profiliertem Sandstein-Rundbogenportal, in Ecklage, Spätrenaissance, Portal und Fachwerk bezeichnet 1626 | D-6-77-148-327 Wikidata           | weitere Bilder |
| Martellstraße 28 (Standort)                                  | Wohnhaus                                   | eingeschossiges verputztes Fachwerkhaus mit Krüppelwalmdach über hohem Kellergeschoss in Ecklage, 18./19. Jahrhundert | D-6-77-148-328 Wikidata           | weitere Bilder |
| Martellstraße 30 (Standort)                                  | Wohnstallhaus                              | zweigeschossiger traufständiger Satteldachbau mit verputztem Fachwerkobergeschoss über massivem Stallgeschoss, 18. Jahrhundert, Erdgeschoss verändert | D-6-77-148-330 Wikidata           | weitere Bilder |
| Martellstraße 31 (Standort)                                  | Ehemaliges Gasthaus                        | zweigeschossiger giebelständiger Krüppelwalmdachbau mit modern verkleideter Fachwerkfassade, im Kern 16. Jahrhundert (Eckständer bezeichnet 1546) | D-6-77-148-329 Wikidata           | weitere Bilder |
| Stadelhofer Straße; Winterleite (Flurbezeichnung) (Standort) | Sühnekreuz                                 | mit Ritzzeichnung in Sichelform, Sandstein, mittelalterlich | D-6-77-148-340 Wikidata           | BW             |
| Stadelhofer Straße 4 (Standort)                              | Pforte                                     | Mauerdurchlass mit geohrter und profilierter Rahmung, Sandstein, um 1700. (ehemals mit schmiedeeisernem Türflügel) | D-6-77-148-333 Wikidata           | BW             |
| Stadelhofer Straße 5 (Standort)                              | Katholische Pfarrkirche Vierzehn Nothelfer | Saalkirche mit eingezogenem flach schließendem Chor und Satteldach sowie Dachreiter mit Spitzhelm, Putzmauerwerk mit Masswerkfenstern, spätgotisch, 1493 mit älterem Kern, Renovierung 1598, nachgotischer Umbau bezeichnet 1614, letztes Langhausjoch 18. Jahrhundert, moderne Anbauten; mit Ausstattung; Grabplatte mit figürlicher Ritzzeichnung, Sandstein, spätgotisch, bezeichnet 1484 (an Langhausnordwand vermauert) | D-6-77-148-334 Wikidata           | weitere Bilder |
| Stadelhofer Straße 6 (Standort)                              | Mühle                                      | Ursprünglich zur Schloßökonomie gehörig, zurückliegender zweigeschossiger Halbwalmdachbau mit schmalem zweigeschossigem Pultdachflügel, Putzfassade mit geohrten Sandsteinrahmungen, Hauptgebäude 17./18. Jahrhundert, Flügelanbau Mitte 19. Jahrhundert | D-6-77-148-335 Wikidata           | weitere Bilder |
| Stadelhofer Straße 8 (Standort)                              | Ehemalige Schlossökonomie                  | Scheune, Bruchsteinmauerwerk mit Halbwalmdach und Schleppgauben, 16.–18. Jahrhundert | D-6-77-148-336 Wikidata           | weitere Bilder |
| Stadelhofer Straße 8 (Standort)                              | Ehemalige Schlossökonomie                  | Nebengebäude, eingeschossiger Fachwerkbau mit Walmdach, um 1900 | D-6-77-148-336 Wikidata           | weitere Bilder |
| Stadelhofer Straße 8 (Standort)                              | Ehemalige Schlossökonomie                  | Bruchstein-Stützmauer mit Sandstein-Figurenbekrönungen, 17./18. Jahrhundert, Figuren wohl Neorokoko, 19. Jahrhundert | D-6-77-148-336 Wikidata           | BW             |
| Stadelhofer Straße 8 (Standort)                              | Ehemalige Schlossökonomie                  | Pfeilerbrunnen, Stein, um 1800 | D-6-77-148-336 Wikidata           | BW             |
| Stadelhofer Straße 10 (Standort)                             | Schloss                                    | ehemals der Herren von Thüngen, Aulenbach und Sickingen, langgestreckter, dreigeschossiger Walmdachbau, Putzfassade mit Sandsteinrahmungen, spätes 17. Jahrhundert, unter Verwendung älterer Bauteile; mit Ausstattung; zugehöriger ummauerter Garten | D-6-77-148-337 Wikidata           | weitere Bilder |

### Rettersbach
| Lage                       | Objekt             | Beschreibung                                                                        | Akten-Nr.               | Bild |
| -------------------------- | ------------------ | ----------------------------------------------------------------------------------- | ----------------------- | ---- |
| Die Heide; am Buchenweg () | Rettersbacher Höfe | nicht nachqualifiziert, im Bayerischen Denkmal-Atlas nicht kartiert                 | D-6-77-148-423 Wikidata |      |
| In Rettersbach (Standort)  | Bildstock          | Pfeiler mit Postament und kreuzbekröntem Volutenaufsatz, Sandstein, bezeichnet 1721 | D-6-77-148-422 Wikidata | BW   |

### Rohrbach
| Lage                                   | Objekt                                 | Beschreibung | Akten-Nr.               | Bild                                   |
| -------------------------------------- | -------------------------------------- | --- | ----------------------- | -------------------------------------- |
| Dorfstraße; Nähe Dorfstraße (Standort) | Bildstockaufsatz                       | Tonnendach-Tabernakelaufsatz mit Blattranke und Engelskopf, Sandstein, 18. Jahrhundert, auf moderner Grundstücksmauer | D-6-77-148-346 Wikidata | BW                                     |
| Dorfstraße 23 (Standort)               | Katholische Pfarrkirche St. Valentinus | Chorturmkirche mit Satteldach sowie Chorturm mit welscher Haube, Blendgiebelfassade mit Figuren und Vasenbekrönungen, Putzfassade mit Sandsteinrahmungen, spätbarock, Joh. Philipp Geigel, bezeichnet 1778; mit Ausstattung | D-6-77-148-343 Wikidata | Katholische Pfarrkirche St. Valentinus |
| Dorfstraße 29 (Standort)               | Fassade                                | zweigeschossige Giebelfassade mit wiedereingebautem Zierfachwerkobergeschoss, 17. Jahrhundert, Neubau 1980 | D-6-77-148-345 Wikidata | BW                                     |
| Kapellenweg 8 (Standort)               | Valentinuskapelle                      | Katholische Heilig-Kreuz-Kapelle, einfacher Satteldachbau mit fluchtendem Dreiseitchor und Satteldach sowie Chorreiter mit Haubendach, Putzmauerwerk mit geohrten Sandsteinrahmungen, barock, 1712; mit Ausstattung         | D-6-77-148-348 Wikidata | BW                                     |
| Steinfelder Straße 15 (Standort)       | Friedhof                               | ummauerter Friedhof mit Pfeilerportal sowie Grabdenkmälern und gusseisernen Grabkreuzen, 19./20. Jahrhundert | D-6-77-148-347 Wikidata | BW                                     |
| Steinfelder Straße 15 (Standort)       | Friedhofskreuz                         | Inschriftsockel mit Figur der Schmerzensmutter und Kruzifix, Sandstein, barock, bezeichnet 1726, Erneuerung bezeichnet 1889                                                                                                 | D-6-77-148-347 Wikidata | BW                                     |
| Steinfelder Straße 15 (Standort)       | Bildstock                              | kreuzbekrönter Tonnendach-Tabernakelaufsatz, Sandstein, bezeichnet 1723 | D-6-77-148-347 Wikidata | BW                                     |

### Stadelhofen
| Lage                             | Objekt                                         | Beschreibung | Akten-Nr.               | Bild           |
| -------------------------------- | ---------------------------------------------- | --- | ----------------------- | -------------- |
| Am Dorfplatz 6 (Standort)        | Katholische Pfarrkirche Mariä Himmelfahrt      | Chorturmkirche mit Satteldach und Turm mit Haubendach, Putzmauerwerk mit Sandsteinrahmungen und vermauerter Wappentafel, barock, 1712 an Stelle des zerfallenen Voit von Rieneckschen Schlosses, Turmobergeschoß in Sandsteinquadermauerwerk, spätbarock, 1779; mit Ausstattung | D-6-77-148-350 Wikidata | weitere Bilder |
| Am Dorfplatz 8 (Standort)        | Pfarrhaus                                      | zweistöckiger Halbwalmdachbau mit Sandsteinrahmungen, 1. Hälfte 19. Jh | D-6-77-148-352 Wikidata | weitere Bilder |
| Am Dorfplatz 8 (Standort)        | Nebengebäude                                   | zweiflügeliger Bruchsteinbau mit Satteldach und Fachwerkgiebel, 19. Jahrhundert, im Kern wohl älter | D-6-77-148-352 Wikidata | BW             |
| Am Dorfplatz 8 (Standort)        | Einfriedungsmauer                              | mit Pforte, Bruchstein mit Sandsteinrahmung, 1. Hälfte 19. Jahrhundert | D-6-77-148-352 Wikidata | BW             |
| Seeweg (Standort)                | Kreuz                                          | Inschriftsockel und Kreuz mit abgefasten Kanten, Sandstein, bezeichnet 1904 | D-6-77-148-354 Wikidata | BW             |
| Staatsstraße 2437 (Standort)     | Bildstock                                      | Postament mit Säule und vierseitigem Kuppel-Nischenaufsatz sowie vierseitiger Kreuzbekrönung, Sandstein, bezeichnet 1698 | D-6-77-148-355 Wikidata | Bildstock      |
| Sickingerstraße, Am Dorfplatz () | Torbogen des ehemaligen Rieneckschen Schlosses | Derzeit als Trümmerhaufen im Hof des Anwesens gelagert nicht nachqualifiziert, im Bayerischen Denkmal-Atlas nicht kartiert | D-6-77-148-351 Wikidata |                |
| Zum Schafgarten 6 (Standort)     | Bildstock                                      | vermauerter Reliefaufsatz mit Satteldach und Darstellung des Hl. Georg, Sandstein, 19. Jahrhundert, überarbeitet | D-6-77-148-353 Wikidata | BW             |

### Stetten
| Lage                                                                   | Objekt                              | Beschreibung | Akten-Nr.               | Bild           |
| ---------------------------------------------------------------------- | ----------------------------------- | --- | ----------------------- | -------------- |
| Am Berg 1 (Standort)                                                   | Pforte                              | Hofpforte mit geohrter Rahmung, Sandstein, barock, bezeichnet 1688 | D-6-77-148-356 Wikidata | weitere Bilder |
| Am Berg 7 (Standort)                                                   | Bauernhof                           | Wohnhaus, zweigeschossiger giebelständiger Schopfwalmdachbau mit verputztem bzw. teilweise massiv erneuertem Fachwerkobergeschoss, im massiven Teil nachgotische Sandstein-Fensterrahmungen, 17. Jahrhundert, massive Erneuerung des Erdgeschosses bezeichnet 1842 | D-6-77-148-357 Wikidata | weitere Bilder |
| Am Berg 7 (Standort)                                                   | Bauernhof                           | Mauerpforte, profilierter Rundbogen, Sandstein, 17. Jahrhundert | D-6-77-148-357 Wikidata | weitere Bilder |
| Am Torbogen 2 (Standort)                                               | Pfarrhaus                           | zweigeschossiger Walmdachbau mit verputztem Fachwerkobergeschoss, Erdgeschoss mit geohrten Fensterrahmungen, Ende 17. Jahrhundert; bildet mit Nr. 6 eine symmetrische Gruppe | D-6-77-148-359 Wikidata | weitere Bilder |
| Am Torbogen 4 (Standort)                                               | Katholische Pfarrkirche St. Albanus | moderner Flachsatteldachbau mit Fassadenverkleidung aus Naturstein und Backsteinbänderungen sowie großem Okkulusfenster, einbezogener Rechteckchor und seitlicher quadratischer Turm mit verdrehtem Spitzhelm der Vorgängerkirche in Putzmauerwerk mit Sandsteingliederungen, spätgotisch, Anfang 16. Jahrhundert, Kirchenschiff der Nachkriegsmoderne 1964/65; mit Ausstattung | D-6-77-148-361 Wikidata | weitere Bilder |
| Am Torbogen 4, an Südseite der Kirche und unter dem Rathaus (Standort) | Kelleranlagen                       | der ehemaligen Kirchenburg, mittelalterlich | D-6-77-148-361 Wikidata | weitere Bilder |
| Am Torbogen 6 (Standort)                                               | Rathaus                             | zweigeschossiger Walmdachbau mit verputztem Fachwerkobergeschoss, Erdgeschoss mit geohrten Sandsteinrahmungen sowie schräg dazu zweigeschossiger Walmdachanbau über älteren Kelleranlagen, Ende 17. Jahrhundert, Anbau 19. Jahrhundert | D-6-77-148-362 Wikidata | weitere Bilder |
| Am Torbogen 6 (Standort)                                               | Torbogen                            | die beiden benachbarten symmetrischen Häuser verbindender Rustika-Rundbogen mit Volutenaufsatz, Sandstein, barock, bezeichnet 1691 | D-6-77-148-362 Wikidata | weitere Bilder |
| Am Torbogen 8 (Standort)                                               | Bauernhof                           | Wohnhaus, zweigeschossiger giebelständiger Halbwalmdachbau mit Fachwerkobergeschoss und profilierten Fensterrahmenbrettern sowie Hausmadonna, 18./19. Jahrhundert Nummer=D-6-77-148-363 |                         | weitere Bilder |
| Am Torbogen 8 (Standort)                                               | Hoftor                              | mit überdachter Durchfahrt und profilierter Rundbogenpforte, Sandstein, Nachgotik, 16. Jahrhundert, Tordurchfahrt 1. Hälfte 19. Jahrhundert | D-6-77-148-363 Wikidata | weitere Bilder |
| Am Torbogen 10 (Standort)                                              | Bauernhof                           | Wohnhaus, zweigeschossiges giebelständiges Walmdachhaus mit vorkragendem Fachwerkobergeschoss, 17. Jahrhundert | D-6-77-148-364 Wikidata | weitere Bilder |
| Am Torbogen 10 (Standort)                                              | Hoftor                              | mit rundbogiger Einfahrt und Fußgängerpforte sowie darüber liegender Figurennische, Sandstein, bezeichnet 1607 | D-6-77-148-364 Wikidata | weitere Bilder |
| Am Torbogen 18 (Standort)                                              | Bauernhof                           | Halbwalmdachhaus, 18./19. Jahrhundert | D-6-77-148-365 Wikidata | weitere Bilder |
| B26, Steinbergholz (Flurbezeichnung) (Standort)                        | Bildstock                           | diamantierter Stufensockel mit Inschriftpfeiler und vierseitigem Flachnischenaufsatz mit Kielbogen-Kreuzdach, Sandstein, Nachgotik, bezeichnet 1607 | D-6-77-148-384 Wikidata | BW             |
| B 26, Steinweg (Standort)                                              | Bildstock                           | Tischsockel mit Säule und geschweiftem Kreuzdach-Reliefaufsatz 'Kreuzigungsgruppe' / 'Hl. Andreas' / 'Christus Salvator' / 'Hl. Petrus', Sandstein, bezeichnet 1611 (Kopie bezeichnet 1968) | D-6-77-148-385 Wikidata | weitere Bilder |
| Brückberg (Standort)                                                   | Bildstock                           | Inschrifttafel, Sandstein, bezeichnet 1666 sowie zwei Reliefs 'Hl. Urban' und 'Pietà', Sandstein, 17./18. Jahrhundert, in modernem Bildstockaufbau vermauert | D-6-77-148-387 Wikidata | BW             |
| Hofwingert (Standort)                                                  | Bildstock                           | gestufter Sockel mit profiliertem Pfeiler sowie vierseitigem Flachnischenaufsatz mit Inschriftkartusche und Reliefs 'Kreuzigungsgruppe' / 'Hl. Alban' / 'Madonna im Strahlenkranz', Sandstein, Spätrenaissance, bezeichnet 1621 | D-6-77-148-388 Wikidata | BW             |
| Retzbacher Weg (Standort)                                              | Feldkreuz                           | sogenanntes Pestkreuz, Tischsockel mit achteckiger Pfeilerbasis und monolithischem Kruzifix mit Relief-Corpus, Sandstein, Pfeilerbasis bezeichnet 1599, Kruzifix bezeichnet 1604 | D-6-77-148-383 Wikidata | BW             |
| Riedberg, Werrn-Brücke (Standort)                                      | St. Nepomuk-Statue                  | Inschriftsockel mit St. Nepomuk-Figur, Kalkstein, Rokoko, bezeichnet 1764 (Rekonstruktion von 1945) | D-6-77-148-382 Wikidata | weitere Bilder |
| Staatsstraße 2301, nach Schönarts, Flürlein (Flurbezeichnung) ()       | Heiligenhäuschen                    | bezeichnet 1733 nicht nachqualifiziert, im Bayerischen Denkmal-Atlas nicht kartiert | D-6-77-148-386 Wikidata |                |
| Urbanusstraße (Standort)                                               | Prozessionsaltar                    | Stipes mit spitzbogigem Nischenaufsatz und Reliefretabel 'Kreuzigungsgruppe', Sandstein, barockes Retabel bezeichnet 1730, Spitzbogennische 19./20. Jahrhundert (möglicherweise unter Verwendung eines spät- bzw. nachgotischen Fensterbogens, 15.–17. Jahrhundert) | D-6-77-148-368 Wikidata | BW             |
| Urbanusstraße 5 (Standort)                                             | Steinrelief                         | Mit Hl. Familie, bezeichnet 1764 nicht nachqualifiziert, im Bayerischen Denkmal-Atlas nicht kartiert | D-6-77-148-367 Wikidata | BW             |
| Werntalstraße 18 (Standort)                                            | Wohnhaus                            | zweistöckiges traufständiges Krüppelwalmdachhaus über hohem Sockel mit Fachwerkobergeschoss und Durchfahrt, bezeichnet 1838, renoviert 1953 | D-6-77-148-369 Wikidata | weitere Bilder |
| Werntalstraße 20 (Standort)                                            | Wohnhaus                            | eingeschossiger verputzter Satteldachbau mit verputztem Zierfachwerkobergeschoss und hohem Kellergeschoss mit Rundbogentür in Ecklage, bezeichnet 1719, Kellertor bezeichnet 1586 | D-6-77-148-370 Wikidata | weitere Bilder |
| Werntalstraße 34 (Standort)                                            | Hoftor                              | Durchfahrt mit Satteldach und rundbogige Pforte mit darüber gemauerter Rundbogennische mit Figur der Pietà, Sandstein, Fußgängerpforte bezeichnet 1628, barocke Pietà bezeichnet 1744, Durchfahrt 1. Hälfte 19. Jahrhundert | D-6-77-148-371 Wikidata | weitere Bilder |
| Werntalstraße 38 (Standort)                                            | Bauernhof                           | Wohnhaus, zweigeschossiger Halbwalmdachbau mit verputztem Fachwerkobergeschoss in Ecklage, 18. Jahrhundert | D-6-77-148-372 Wikidata | weitere Bilder |
| Werntalstraße 38 (Standort)                                            | Hoftor                              | mit Satteldach und Fußgängerpforte, 19. Jahrhundert | D-6-77-148-372 Wikidata | weitere Bilder |
| Werntalstraße 45 (Standort)                                            | Bauernhof                           | Wohnhaus, zweigeschossiger giebelständiger Satteldachbau mit Zierfachwerkobergeschoss, 17. Jahrhundert | D-6-77-148-373 Wikidata | weitere Bilder |
| Werntalstraße 45 (Standort)                                            | Hoftor                              | Durchfahrt mit Satteldach und Fußgängerpforte, Sandstein, 19. Jahrhundert | D-6-77-148-373 Wikidata | weitere Bilder |
| Werntalstraße 45 (Standort)                                            | Baldachin-Prozessionsaltar          | mit Relief, bekrönt von hl. Nepomuk, 18. Jahrhundert | D-6-77-148-373 Wikidata | weitere Bilder |
| Werntalstraße 47 (Standort)                                            | Bauernhof                           | Wohnhaus, zweigeschossiger giebelständiger Satteldachbau mit Zierfachwerkobergeschoss, 17. Jahrhundert | D-6-77-148-374          | weitere Bilder |
| Werntalstraße 47 (Standort)                                            | Hoftor                              | Durchfahrt mit Satteldach und rundbogige profilierte Pforte, Sandstein, bezeichnet 1571 | D-6-77-148-374          | weitere Bilder |
| Werntalstraße 51 (Standort)                                            | Wohnhaus                            | zweigeschossiger giebelständiger Krüppelwalmdachbau mit Zierfachwerkobergeschoss, um 1600 | D-6-77-148-375 Wikidata | weitere Bilder |
| Werntalstraße 53 (Standort)                                            | Bauernhof                           | Wohnhaus, zweigeschossiger giebelständiger Satteldachbau mit Zierfachwerkobergeschoss, 17. Jahrhundert | D-6-77-148-376          | weitere Bilder |
| Werntalstraße 53 (Standort)                                            | Hoftor                              | Torpfeiler mit Pinienzapfen und Pforte, Sandstein, 19. Jahrhundert | D-6-77-148-376          | weitere Bilder |
| Werntalstraße 55 (Standort)                                            | Wohnhaus                            | zweigeschossiger giebelständiger Satteldachbau mit Zierfachwerkobergeschoss, 16. Jahrhundert, später verkürzt | D-6-77-148-377 Wikidata | weitere Bilder |
| Werntalstraße 57 (Standort)                                            | Bauernhof                           | Wohnhaus, zweigeschossiger giebelständiger Krüppelwalmdachbau mit verputztem Fachwerkgiebel und geohrten Sandsteinrahmungen im Obergeschoss, hofseitiger Kellerabgang mit Rundbogen, 17./18. Jahrhundert | D-6-77-148-378 Wikidata | weitere Bilder |
| Werntalstraße, vor Nr. 65 (Standort)                                   | Prozessionsaltar                    | Stipes mit kreuzbekröntem Kreuztonnendachaufsatz über zwei Säulen und Reliefretabel 'Kreuzigungsgruppe', Kalkstein, ehemals wohl 17. Jahrhundert, Rekonstruktion nach 1945 | D-6-77-148-379 Wikidata | weitere Bilder |
| Werntalstraße 67 (Standort)                                            | Wohnhaus                            | zweigeschossiger giebelständiger Halbwalmdachbau mit verputztem Fachwerkobergeschoss und geohrten Sandsteinrahmungen im Erdgeschoss, zweigeschossiger traufständiger Satteldachanbau mit verputztem Fachwerkobergeschoss und Durchfahrt im Erdgeschoss sowie geohter Türrahmung, bezeichnet 1739                                                                                | D-6-77-148-380 Wikidata | weitere Bilder |
| Werntalstraße 67 (Standort)                                            | Nische                              | mit Inschriftkartusche und Figur 'Madonna mit Engel', Sandstein und Metall, 19. Jahrhundert | D-6-77-148-380 Wikidata | weitere Bilder |
| Werntalstraße 67 (Standort)                                            | Nische                              | mit Figur 'Madonna mit Figur 'Christus in der Rast', Sandstein und Metall, 19. Jahrhundert | D-6-77-148-380 Wikidata | weitere Bilder |
| Werntalstraße 68 (Standort)                                            | Hausmadonna                         | gebauchter Sockel mit 'Immaculata', Sandstein und Metall, Rokoko, bezeichnet 1763 | D-6-77-148-381 Wikidata | weitere Bilder |

### Wiesenfeld
| Lage                                                    | Objekt                                    | Beschreibung | Akten-Nr.               | Bild |
| ------------------------------------------------------- | ----------------------------------------- | --- | ----------------------- | ---- |
| Allersroth (Standort)                                   | Bildstock                                 | Sockel und kreuzbekröntem Tabernakelaufsatz mit Korbbogen, Sandstein, bezeichnet 1854, erneuert | D-6-77-148-411 Wikidata | BW   |
| Büttnergasse 1 (Standort)                               | Pfarrhof                                  | Pfarrhaus, zweigeschossiger Walmdachbau, Putzmauerwerk mit geohrten Sandsteinrahmungen, um 1800 | D-6-77-148-389 Wikidata | BW   |
| Büttnergasse 1 (Standort)                               | Pfarrhof                                  | Ehemalige Pfarrscheune, massiver Halbwalmdachbau über Substuktionsgeschoss, bezeichnet 1595 und 1672, durch Fenstereinbrüche verändert | D-6-77-148-389 Wikidata | BW   |
| Büttnergasse 1 (Standort)                               | Pfarrhof                                  | Nebengebäude, eingeschossiger Walmdachbau mit Sandsteinrahmungen, um 1800 | D-6-77-148-389 Wikidata | BW   |
| Die Heide (Standort)                                    | Bildstock                                 | Sockel mit Säule und mit kreuzbekröntem geschweiftem Kreuzdach-Reliefaufsatz 'Kreuzigungsgruppe' / 'Hl. Wendelin' / 'Pietà' / 'Schutzengelgruppe', Sandstein, bezeichnet 1843 | D-6-77-148-426 Wikidata | BW   |
| Diebsloch (Standort)                                    | Gedenkkreuz                               | mit Inschrift, für den an dieser Stelle tödlich verunglückten Hans Werthmann, Sandstein, bezeichnet 1820 | D-6-77-148-420 Wikidata | BW   |
| Eckartshofer Straße 5 (Standort)                        | Relief                                    | Rundbogenrelief mit Halbfiguren der Hl. Vierzehn Nothelfer, wohl 1. Hälfte 19. Jahrhundert, vermutlich von ehemaligem Bildstock stammend, in Hausfassade vermauert | D-6-77-148-391 Wikidata | BW   |
| Eichelberg, Steinfelder Weg (Standort)                  | Bildstock                                 | Sockel und kreuzbekrönter Tabernakelaufsatz mit profiliertem Korbbogen, Sandstein, 19. Jahrhundert, erneuert | D-6-77-148-413 Wikidata | BW   |
| Erlenbacher Straße 4 (Standort)                         | Bildstock                                 | kreuzbekrönter Tabernakelaufsatz mit profiliertem Korbbogen, Sandstein, barock, bezeichnet 1736, in modernem Gebäude vermauert | D-6-77-148-390 Wikidata | BW   |
| Erlenbacher Straße 6 (Standort)                         | Ehemalige Synagoge                        | Sandsteinquaderbau mit Spitzbogen- und Okkulusfenstern sowie Satteldach, neugotisch, 1862/63, Renovierung 1929, verwüstet 1938, Umbau zum Kulturhaus 1997 | D-6-77-148-393 Wikidata | BW   |
| Erlenbacher Straße 11 (Standort)                        | Wohnhaus                                  | eingeschossiges verputztes Fachwerkhaus mit giebelständigem Satteldach über hohem Kellersockel, 19. Jahrhundert | D-6-77-148-392 Wikidata | BW   |
| Erlenbacher Straße (Standort)                           | Bildstock                                 | niedriger Tischsockel mit gebauchtem Pfeiler sowie kreuzbekröntem Rundbogen-Reliefaufsatz 'Pietà', Sandstein, bezeichnet 1659, erneuert | D-6-77-148-398 Wikidata | BW   |
| Im Lepbach, „Teufelsberg“, in der Abteilung „Klinge“ () | Bildstock                                 | Holzpfahl mit Pultdachhäuschen nicht nachqualifiziert, im Bayerischen Denkmal-Atlas nicht kartiert | D-6-77-148-412 Wikidata |      |
| Im Loch (Flurbezeichnung) ()                            | Bildstock                                 | Tonrelief mit Kreuzigung, bezeichnet 1654 nicht nachqualifiziert, im Bayerischen Denkmal-Atlas nicht kartiert | D-6-77-148-416 Wikidata |      |
| In den Mehlen (Flurbezeichnung) ()                      | Bildstock                                 | mit Flachnische, bezeichnet 1736 nicht nachqualifiziert, im Bayerischen Denkmal-Atlas nicht kartiert | D-6-77-148-417 Wikidata |      |
| In den Mehlen (Flurbezeichnung) ()                      | Bildhäuschen                              | 1932 nicht nachqualifiziert, im Bayerischen Denkmal-Atlas nicht kartiert | D-6-77-148-418 Wikidata |      |
| Kargesmühle 1 (Standort)                                | Bildstock                                 | Glasgehäuse mit Statue des hl. Nikolaus | D-6-77-148-421 Wikidata | BW   |
| Karlstadter Straße 7 (Standort)                         | Bildstock                                 | Inschriftsockel sowie kreuzbekrönter Ädikulaaufsatz mit Rundbogennische und Dreiecksgiebel, Figur des hl. Josef mit Kind, Sandstein und Gips, Ende 19. Jahrhundert | D-6-77-148-397 Wikidata | BW   |
| Karlstadter Straße 38 (Standort)                        | Bildstock                                 | Sockel und gemauerter Ädikulaaufsatz mit Rundbogennische und Giebel, Sandstein und Backstein, 1898, stark erneuert | D-6-77-148-401 Wikidata | BW   |
| Kirchberg 12 (Standort)                                 | Katholische Pfarrkirche Mariä Himmelfahrt | dreischiffige Basilika mit Satteldach sowie Stummelquerhäusern mit Zwillingswalmdächern, eingezogener Chor mit Dreiseitschluss und Chorflankenturm mit Spitzhelm von der Vorgängerkirche übernommen, Putzmauerwerk mit Sandsteingliederungen und reichem Eingangsportal, nachgotischer Turm 1610, Chor bezeichnet 1673, neugotisches Langhaus 1905; mit Ausstattung | D-6-77-148-402 Wikidata | BW   |
| Lohrer Straße 7 (Standort)                              | Bildstock                                 | Sockel mit hohem gemauertem Satteldachaufsatz und Rundbogennische, Sandstein und Backstein, 20. Jahrhundert | D-6-77-148-403 Wikidata | BW   |
| Mühlweg 1 (Standort)                                    | Gartenhaus                                | des ehemaligen Pfarrgartens, zweigeschossiger Mansardwalmdachbau, Putzmauerwerk mit geohrten Fensterrahmungen, spätbarock, bezeichnet 1771 | D-6-77-148-404 Wikidata | BW   |
| Nußgrube (Standort)                                     | Bildstock                                 | Sockel und kreuzbekrönter Tabernakelaufsatz mit profiliertem Korbbogen, Sandstein, 19. Jahrhundert, 1965 erneuert | D-6-77-148-414 Wikidata | BW   |
| Ober der Linde (Standort)                               | Bildstock                                 | profilierter Tabernakelaufsatz mit Korbbogen, Sandstein, barock, bezeichnet 1724, Sockel neu | D-6-77-148-395 Wikidata | BW   |
| Nähe Reusenmühle (Standort)                             | Bildstock                                 | Pfeiler mit verglastem Holzaufsatz und Pietà, Sandstein, Holz, Glas, bemalter Gips, um 1919 | D-6-77-148-427 Wikidata | BW   |
| Schätzleinsgasse (Standort)                             | Bildstock                                 | Inschriftsockel mit wimpergartigem krabbenbesetztem Aufsatz und Rundbogennische über Konsole, große Kreuzbekrönung mit Relief-Korpus, Sandstein, neugotisch, um 1900 | D-6-77-148-405 Wikidata | BW   |
| Spitzen (Standort)                                      | Bildstock                                 | gemauerter Sockel mit kreuzbekröntem Tonnendach-Tabernakelaufsatz, Rahmung mit reichem Akanthuswerk, Sandstein, barock, um 1700, Sockel erneuert | D-6-77-148-419 Wikidata | BW   |
| Stendelbach (Standort)                                  | Bildstock                                 | flacher Tischsockel mit Postament und konischem Pfeiler sowie kreuzbekröntem Flachnischenaufsatz, Sandstein, bezeichnet 1771 | D-6-77-148-409 Wikidata | BW   |
| Schelmenhecke (Standort)                                | Mordstein                                 | in achtkantiger Form | D-6-77-148-415 Wikidata | BW   |
| Staatsstraße 2435 (Standort)                            | Bildstock                                 | Pfeiler mit kreuzbekröntem Reliefaufsatz 'Pietà', Sandstein, wohl 19. Jahrhundert, Kopie | D-6-77-148-410 Wikidata | BW   |

### Keinem Gemeindeteil zugeordnet
| Lage       | Objekt    | Beschreibung                                                                                   | Akten-Nr.      | Bild |
| ---------- | --------- | ---------------------------------------------------------------------------------------------- | -------------- | ---- |
| St 2438 () | Bildstock | bez. 1625; "Am Hemmschuh"; nicht nachqualifiziert, im Bayerischen Denkmal-Atlas nicht kartiert | D-6-77-148-339 |      |

## Ehemalige Baudenkmäler
In diesem Abschnitt sind Objekte aufgeführt, die früher einmal in der Denkmalliste eingetragen waren, jetzt aber nicht mehr. Objekte, die in anderem Zusammenhang also z. B. als Teil eines Baudenkmals weiter eingetragen sind, sollen hier nicht aufgeführt werden. Aktennummern in diesem Abschnitt sind ehemalige, jetzt nicht mehr gültige Aktennummern.

| Lage                                          | Objekt                       | Beschreibung | Akten-Nr.               | Bild                        |
| --------------------------------------------- | ---------------------------- | --- | ----------------------- | --------------------------- |
| Karlstadt Brunnengasse 1 (Standort)           | Dreigeschossiges Giebelhaus  | verputztes Fachwerk, 18./19. Jahrhundert | D-6-77-148-13 Wikidata  | Dreigeschossiges Giebelhaus |
| Karlstadt Brunnengasse 23 (Standort)          | Wohnhaus                     | schmales zweigeschossiges Giebelhaus mit Satteldach und vorkragendem verputztem Fachwerkobergeschoss über Sandsteinkonsolen, 17. Jahrhundert | D-6-77-148-17 Wikidata  | weitere Bilder              |
| Karlstadt Obere Kirchgasse 6 (Standort)       | Rundbogige Toreinfahrt       | 17. Jahrhundert | D-6-77-148-152          | BW                          |
| Karlstadt Obere Viehmarktstraße 27 (Standort) | Wohnhaus                     | zweigeschossiger Satteldachbau mit verputztem Fachwerkobergeschoss, 18./19. Jahrhundert, erneuert                                            | D-6-77-148-165 Wikidata | weitere Bilder              |
| Mühlbach Martellstraße 11 (Standort)          | Wohnhaus                     | zweigeschossiger traufständiger Satteldachbau mit verputztem Fachwerkobergeschoss, 18. Jahrhundert, Erdgeschoss verändert                    | D-6-77-148-321 Wikidata | BW                          |
| Mühlbach Stadelhofer Straße (Standort)        | Bildstock                    | bezeichnet mit „1625“; „Am Hemmschuh“ | D-6-77-148-339 Wikidata | BW                          |
| Mühlbach Stadelhofer Straße 1, 2 (Standort)   | Siehe Ensemble Martellstraße | | D-6-77-148-332 Wikidata | BW                          |
| Wiesenfeld Karlstadter Straße 3 (Standort)    | Wohnhaus                     | zweigeschossiges verputztes Fachwerkhaus mit traufständigem Satteldach, 19. Jahrhundert                                                      | D-6-77-148-435 Wikidata | BW                          |
| Wiesenfeld Karlstadter Straße 18 (Standort)   | Konsolen und Relief          | bezeichnet 1783 und 1784; eingemauert | D-6-77-148-400 Wikidata | BW                          |
| Wiesenfeld Schätzleinsgasse 18 (Standort)     | Eingeschossiges Giebelhaus   | Fachwerk verputzt, bezeichnet 1706 | D-6-77-148-406 Wikidata | BW                          |

## Abgegangene Baudenkmäler
In diesem Abschnitt sind Objekte aufgeführt, die früher einmal in der Denkmalliste eingetragen waren, jetzt aber nicht mehr existieren, z. B. weil sie abgebrochen wurden. Aktennummern in diesem Abschnitt sind ehemalige, jetzt nicht mehr gültige Aktennummern.

| Lage                                      | Objekt        | Beschreibung                                               | Akten-Nr.               | Bild |
| ----------------------------------------- | ------------- | ---------------------------------------------------------- | ----------------------- | ---- |
| Karlstadt Neue Bahnhofstraße 4 (Standort) | Traufseithaus | verputztes Fachwerk, 17. Jahrhundert, ersetzt durch Neubau | D-6-77-148-138 Wikidata | BW   |
| Wiesenfeld Hausener Straße 14 (Standort)  | Nischenaltar  | 1862                                                       | D-6-77-148-394 Wikidata | BW   |